# السويد
السُوَيد (بالسويدية: Sverige) رسميًا مملكة السويد (بالسويدية: Konungariket Sverige ) وتُسمى أيضاً إِسْوج هي إحدى الدول الإسكندنافية الواقعة في أوروبا الشمالية. تمتلك السويد حدوداً برية مع النرويج من الغرب وفنلندا من الشمال الشرقي، وحدوداً بحرية مع كل من الدنمارك وألمانيا وبولندا إلى الجنوب وإستونيا ولاتفيا وليتوانيا وروسيا إلى الشرق. ترتبط السويد أيضاً بالدنمارك بجسر - نفق عبر أوريسند.
السويد هي ثالث أكبر دولة في الاتحاد الأوروبي من حيث المساحة (450,295 كم2) ويُقدر عدد السكان نحو 10,215,250 ملايين نسمة. السويد منخفضة الكثافة السكانية حيث تبلغ نسبتها 24 نسمة لكل كيلومتر مربع (53 لكل ميل مربع) ، لكن الكثافة تزداد في النصف الجنوبي من البلاد. حوالي 85 ٪ من السكان يعيشون في المناطق الحضرية، ويتوقع ارتفاع هذه الأرقام تدريجياً كجزء من عملية التمدن الحالية. ستوكهولم عاصمة السويد هي أكبر مدينة في البلاد (عدد سكانها 1.3 مليون نسمة في منطقة العاصمة و2 مليون في المنطقة الحضرية الكبرى).
برزت السويد كدولة موحدة خلال العصور الوسطى. وفي القرن السابع عشر، وسعت الدولة أراضيها لتشكل إمبراطورية السويد. نمت الإمبراطورية لتصبح إحدى أكبر القوى بشمال أوروبا في القرنين السابع عشر والثامن عشر. آخر الحروب التي خاضتها السويد بشكل مباشر كانت في عام 1814، عندما أجبرت السويد النرويج بالوسائل العسكرية على عقد اتحاد شخصي استمر حتى عام 1905. منذ ذلك الحين، والسويد في سلام وتتبنى سياسة عدم الانحياز في السلم والحياد في زمن الحرب.
تتبع السويد نظاماً ملكياً دستورياً بنظام برلماني واقتصاد متطور. كما أنها تحتل المرتبة الأولى في العالم في مؤشر الإيكونوميست للديمقراطية والسابعة في مؤشر الأمم المتحدة للتنمية البشرية. السويد عضو في الاتحاد الأوروبي منذ 1 يناير عام 1995، وهي عضو في منظمة التعاون والتنمية الاقتصادية.

## أصل التسمية
اسم «السويد» الحديث مشتق من كلمة "Sweoðeod"، المنحدرة من الإنجليزية القديمة والتي تعني «القوم السويديون» والتي تعود جذورها إلى كلمة "Svíþjóð" من اللغة النورسية القديمة، لغة أهل النرويج.
يستخدم اسم "Sweden" أو ما يشبهه في الكثير من اللغات الحديثة، باستثناء الدنماركية والنرويجية وبالطبع السويدية التي تستخدم "Sverige". ثمة بعض الاستثناءات الأكثر شذوذاً في بعض اللغات، كالفنلندية حيث تستخدم كلمة "Ruotsi" والإستونية كلمة "Rootsi"، وهي أسماء تعتبر متصلة اشتقاقيا من الاسم «روس Rus» وهم قوم سكنوا المناطق الساحلية في فترات سابقة ولا علاقة لهم بدولة روسيا الحالية إنما تشابه اسم.
غير أن الأمر غير متفق على أن "Swedes" و"Sweden" مشتقة من اللغات المذكورة، ولكن قد يكون أصلها من لفظة "Swihoniz" في اللغة الجرمانية القديمة، والتي تعني «ملكُ الفرد»  إشارة إلى قبيلة الشخص الجرمانية.
أما التسمية العربية المستخدمة حالياً «السويد» فهي مأخوذة عن الفرنسية "la Suède".

## التاريخ

### ما قبل التاريخ
بدأ تاريخ السويد في فترة ما قبل التاريخ منذ 12,000 عام قبل الميلاد في أواخر العصر الحجري وقتذاك كانت هنالك مخيمات لاصطياد الرنة تعود لثقافة البروم والتي تقع الآن في أقصى الإقليم الجنوبي. تميزت هذه الفترة بوجود مجموعات صغيرة مكونة من صياديين الذين كانوا يستخدمون في صيدهم أسلحة مصنوعة من حجر الصوان.
عرفت السويد الزراعة وتربية الحيوانات نحو سنة 4000 ق.م بالإضافة إلى الدفن التذكاري والفؤوس المصقولة الحادة والفخار المزخرف التي وصلت إليها من القارة الأوروبية عن طريق ثقافة فنلبيكر. كان ثلث السويد الجنوبي جزءاً من المنطقة الزراعية الشمالية في العصر البرونزي مؤلفاً من مراعي تربية المواشي، وكان معظمها يتبع الثقافة السائدة في الدنمارك حينها. في عام 1700 قبل الميلاد، كان الاعتماد على الواردات البرونزية من أوروبا. لم يكن هناك تنقيب عن النحاس محلياً أثناء هذه الفترة، كما لم تمتلك المنطقة الإسكندنافية خامات القصدير، لذلك تم استيراد جميع المعادن.
كانت بلدان الشمال الأوروبي أثناء العصر البرونزي لا تزال في أطوار الحياة البدائية، حيث عاش الناس في قرى صغيرة ومزارع ذات منازل طويلة خشبية من طابق واحد. في غياب أي استعمار روماني، فإن العصر الحديدي في السويد دام حتى وصول الطراز المعماري الحجري والرهباني في زهاء القرن الثاني عشر الميلادي. معظم هذه الفترة يعتبر قبل التاريخ المسجل، وذلك يعني أن هنالك مصادر كتابية مدونة ولكن مجملها ذات مصداقية متدنية. حيث أن القصاصات من المواد المكتوبة هي إما دونت في وقت لاحق للفترة المذكورة بأمد طويل، أو كتبت في أماكن بعيدة أو محلية لكنها قصيرة وموجزة.
بدأ المناخ ينعطف نحو الأسوأ، مما اضطر المزارعين للحفاظ على الماشية في منازلهم خلال فصل الشتاء، أدى ذلك إلى تخزين الروث سنويا، وهو الأمر الذي مكن السكان من استخدامه بصورة منتظمة لتخصيب التربة. فشلت محاولة رومانية لتوسيع حدود الإمبراطورية من نهر الراين إلى الإلبه في العام التاسع الميلادي، وذلك عندما هاجمت قبائل جرمانية بقيادة ذات تدريب روماني الفيالق الرومانية بقيادة «فاروس» في كمين في معركة غابة تويتوبورغ. في ذلك الوقت أيضاً برزت معالم التحول الجذري في الثقافة الإسكندنافية منعكساً في زيادة الاتصال بالرومان.
في القرن الثاني الميلادي، جرى تقسيم معظم الأراضي الزراعية في جنوب السويد بواسطة جدران منخفضة إلى حقول خضراء دائمة ومروج لعلف الشتاء على أحد جانبي الجدار، وعلى الجانب الآخر من الجدار هنالك الأرض المسورة بالخشب حيث ترعى الماشية. هذا التنظيم ظل سائداً حتى القرن التاسع عشر الميلادي. شهدت الفترة الرومانية أول توسع للمستوطنات الزراعية حتى ساحل بحر البلطيق في ثلثي البلاد الشمالي.
ورد ذكر السويد في كتاب جرمانيا للمؤرخ تاسيتس الذي كتب عام 98 ميلادي، وفيه ورد ذكر قبيلة (Suiones) السويدية بوصفها قبيلة قوية (ليست مجرد أسلحة ورجال، ولكن أيضاً بأساطيلها القوية) وسفنها مسننة الطرفين. الملوك الذين حكموا هذه القبائل غير معروفين، ولكن الميثولوجيا النوردية تذكر سلسلة من الملوك الأسطوريين والشبه أسطوريين الذين يرجعون إلى القرون الأخيرة قبل الميلاد. أما بالنسبة للكتابة في السويد بعينها، فهناك الكتابة الرونية التي استخدمتها النخبة الإسكندنافية الجنوبية في القرن الثاني الميلادي، ولكن كل الذي وصل الينا من العهد الروماني هو نصوص وقطع أثرية تحتوي في معظمها على أسماء ذكور توضح أن الناس في جنوب إسكندنافيا تحدثوا اللغة النوردية القديمة وقتذاك وهي لغة سابقة للسويدية واللغات الجرمانية الشمالية.
في القرن السادس الميلادي، ذكر يوردانس قبيلتين هما "Suehans" و"Suetidi" الذين عاشا في إسكندنافيا القديمة. كلا الاسمين يعتبران يشيرا إلى نفس القبيلة. الـ "Suehans" كما يقول عندهم خيول جيدة جداً كالتي عند قبيلة الثايرينجي. كتب سنوري سترلسون أن الملك السويدي أدليس كان يملك أجود الخيول في عصره. وكانت الـ "Suehans" الموردين لجلود الثعالب السوداء للسوق الرومانية. ثم ذكر يوردانس الـ "Suetidi" الذي يعتبر الاسم اللاتيني لـ "Svitjod"، وكتب أن الـ "Suetidi" هم أطول الرجال مع الدنمركيين الذين ينتمون إلى نفس العرق. كما ذكر في وقت لاحق أن غيرها من القبائل الإسكندنافية كانت من نفس الطول.
تحكي إحدى الأساطير الإسكندنافية القديمة، أن جماعة من القوط وهي قبائل يرجع أصلها إلى مدينة جوتلاند في السويد، عبروا بحر البلطيق قبل القرن الثاني الميلادي واصلين إلى اسكيثيا (التي كانت تضم كازاخستان وجنوب روسيا وأوكرانيا وأذربيجان وبيلاروسيا وأجزاء من بولندا وبلغاريا) على ساحل البحر الأسود في أوكرانيا الحديثة حيث تركوا آثارهم في ثقافة تشيرنياخوف. في القرن الخامس والسادس الميلاديين، انقسموا إلى القوط الشرقيين والقوط الغربيين، ثم أسسوا دول قوية خلفت الإمبراطورية الرومانية في شبه جزيرة أيبيريا وإيطاليا. يبدو أن المجتمعات القوطية الجرمانية قد عاشت في شبه جزيرة القرم حتى أواخر القرن الثامن عشر الميلادي.

### الفايكينج والعصور الوسطى
دام عصر الفايكنج السويدي ما بين القرنين الثامن والحادي عشر. يعتقد أن السويديين خلال هذه الفترة قد توسعوا انطلاقاً من شرق السويد وضموا الجيتس جنوباً. كما يعتقد أن الفايكنج السويديين والجوتلانديين ارتحلوا شرقاً وجنوباً، إلى فنلندا ودول البلطيق وروسيا وبيلاروسيا وأوكرانيا والبحر الأسود وأبعد من ذلك إلى بغداد. مرت طرقهم عبر نهر دنيبر جنوباً وصولاً إلى القسطنطينية وقاموا بغارات عديدة في تلك المناطق. لاحظ الإمبراطور البيزنطي ثيوفيلوس مهاراتهم الكبيرة في الحرب، ودعاهم ليكونوا بمثابة حراسه الشخصيين، والمعروفين باسم الحرس الفارانجي. كما يعتقد أن الفايكنغ السويديون الذي أطلق عليهم اسم روس "Rus"، أنهم أيضاً الآباء المؤسسون لمملكة «كييف روس». وصفهم الرحالة العربي «أحمد بن فضلان» على النحو التالي:
| السويد | "لقد رأيت الروس عندما جاءوا في رحلاتهم التجارية ونزلوا عبر نهر الفولغا. لم أر في حياتي أجسادًا أكثر كمالا منهم، طوال القامة كالنخيل وهم شقر، لا يرتدون السترات ولا القفطان، غير أنّ الرجال يرتدون ملابس تغطي جانبًا واحدًا من الجسم، وتترك يداً حرة. كل رجل لديه فأس وسيف وسكين، ويحتفظ بهم في جميع الأوقات. السيوف حادة مشطوفة، وهي نوع من سيوف الفرنجة." | السويد |

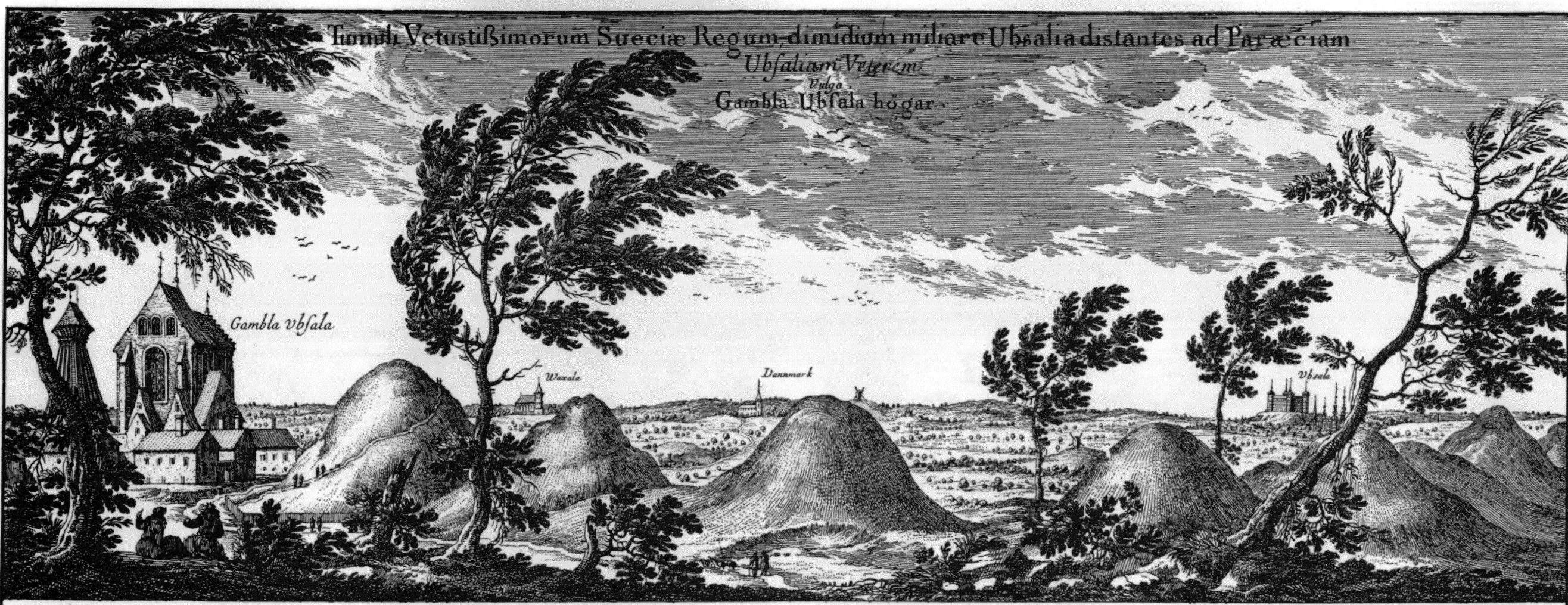
جملا أوبسالا، وهو موقع من أهمية دينية وسياسية في الأيام الأولى للسويد.

دونت مغامرات الفايكنغ السويديين على عدة أحجار بلغتهم الإسكندنافية مثل الأحجار اليونانية والأحجار الفارانجية. قامواً أيضا برحلات استكشافية غرباً كتلك المذكورة في أحجار إنجلترا التذكارية. آخر رحلات الفايكنغ السويديين الاستكشافية كانت سيئة الحظ وبقيادة انجفار إلى المنطقة الجنوبية الشرقية من بحر قزوين. دونت أسماء أعضائها أحجار انجفار التي لم تذكر نجاة أي منهم. لا يعرف حقاً ما حدث للطاقم، ولكن يقال أنهم ماتوا من المرض.
مملكة السويد
من غير المعروف متى وكيف نشأت مملكة السويد، ولكن قائمة الملوك السويديين تعود الملك إيريك المنتصر وهو أول الملوك الذين حكموا كلاً من "Svealand" (السويد) و"Götaland" (جوثيا) في مقاطعة واحدة. كانت السويد وجوثيا دولتين منفصلتين قبل ذلك بفترة طويلة. من غير المعروف متى نشأت كل منهما، لكن بيولف وصفت حروباً شبه أسطورية بين السويد وجوثيا في القرن السادس الميلادي.
التقدم الثقافي
خلال المراحل المبكرة من عصر الفايكنج الإسكندنافي، كانت كل من يستاد في سكانيا وبافكين في جوتلاند، في الوقت الحاضر في السويد مراكز تجارية مزدهرة. تم العثور على بقايا ما يعتقد أنه سوق كبيرة في يستاد تعود لحوالي 600-700 ميلادية. أما في بافكين، فتم العثور على بقايا ما يبدو أنه مركز تجاري مهم في منطقة بحر البلطيق خلال القرنين التاسع والعاشر، حيث تم العثور على ميناء ضخم يعود لعصر الفايكنج مع أحواض بناء سفن وصناعات يدوية. بين عامي 800 و1000 ميلادي، جلبت التجارة وفرة من الفضة لجوتلاند وفقا لبعض العلماء، في هذا العصر امتلك الجوتلانديون فضة أكثر من بقية سكان الدول الإسكندنافية مجتمعة.
جلب القديس «أنسجار» المسيحية للسويد في 829، ولكن الدين الجديد لم يستبدل الديانة الوثنية المحلية بشكل كامل حتى القرن الثاني عشر. خلال القرن الحادي عشر، أصبحت المسيحية الديانة الأكثر انتشاراً، وفي عام 1050 أصبحت السويد بمثابة أمة مسيحية. تميزت الفترة بين 1100-1400 بالصراعات الداخلية على السلطة والتنافس بين ممالك الشمال. كما بدأ ملوك السويد في توسيع الأراضي السويدية في فنلندا، مما أطلق صراعات مع شعب روس الذين لم يعد لديهم أي اتصال مع السويد.
المؤسسات الإقطاعية في السويد

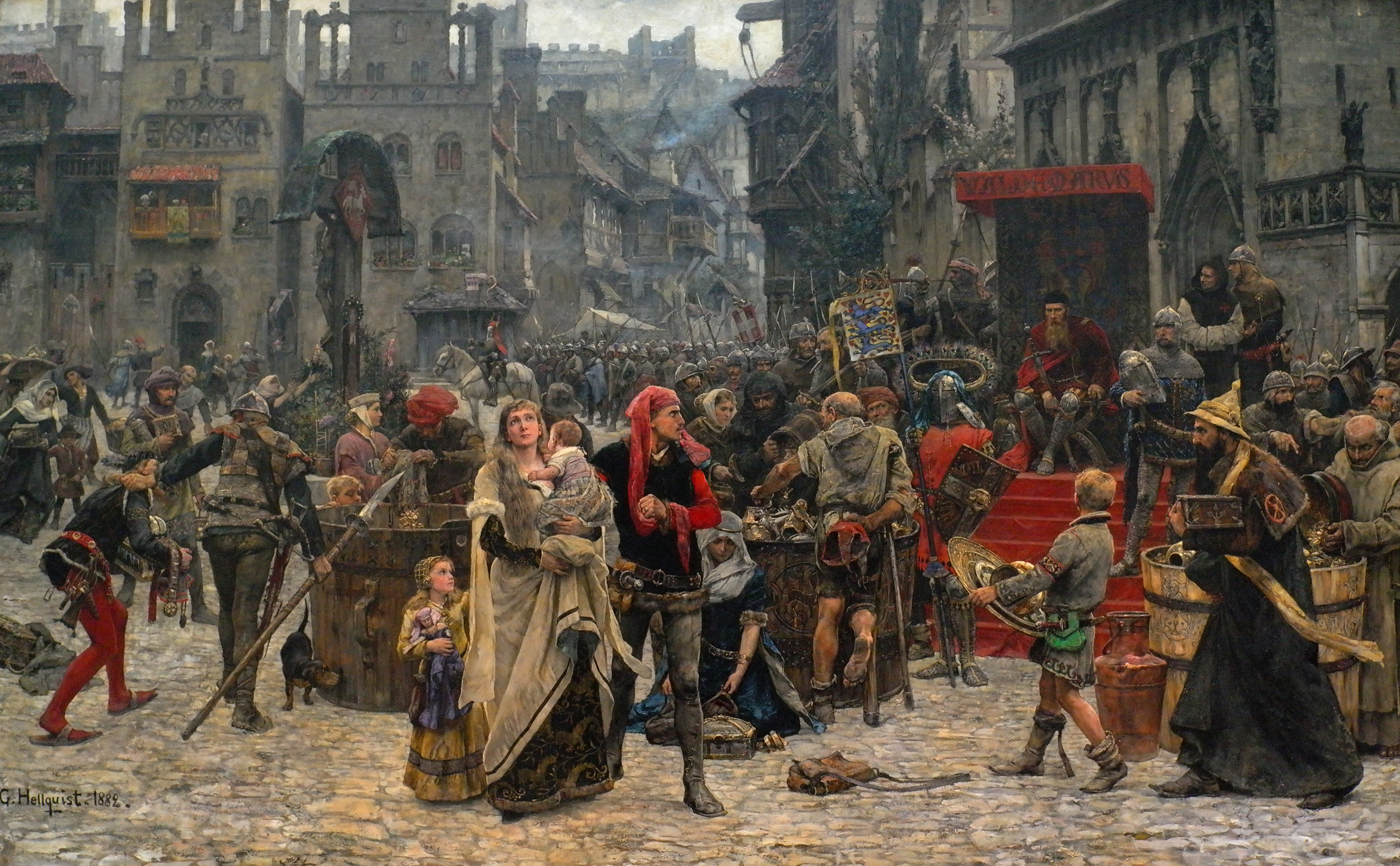
فالديمار الرابع يأخذ السيطرة على السويدي جوتلاند. انتهت المعركة النهائية خارج أسوار فيسبي مع مجزرة مجموعه 1800.

باستثناء مقاطعة سكين في أقصى الطرف الجنوبي من السويد التي كانت تحت السيطرة الدنماركية خلال هذا الوقت، فإن الإقطاع لم يتطور في السويد كما كان الحال في بقية أوروبا. ولذلك فقد ظلت فئة القرويين طبقة من الفلاحين الأحرار في أغلب فقرات التاريخ السويدي. كما لم يشع الرق في السويد،  كما انتهت الآثار القليلة من العبودية مع انتشار المسيحية ولصعوبة الحصول على العبيد من الأراضي شرقي بحر البلطيق بالإضافة إلى تطور المدن قبل القرن السادس عشر. الحقيقة أن كلاً من العبودية والقنانة ألغيتا تماماً بمرسوم من الملك ماغنوس اريكسون في 1335. استوعبت طبقة العبيد السابقة بين الفلاحين أو أصبحوا عمالاً في المدن. مع ذلك ظلت السويد فقيرة ومتخلفة اقتصادياً حيث كانت المقايضة وسيلة البيع والشراء. على سبيل المثال، فإن المزارعين من مقاطعة داسلاند ينقلون الزبدة لمناطق التعدين في السويد، لتبادل هناك مقابل الحديد، ثم يبادلون الحديد بالسمك في المدن الساحلية بينما يشحن الحديد خارج البلاد.
الطاعون في السويد
في القرن الرابع عشر، اجتاح السويد الموت الأسود، حيث هلك الكثير من سكان البلاد. خلال هذه الفترة بدأت المدن السويدية في الحصول على المزيد من الحقوق وتأثرت بشدة بالرابطة الهانزية التجارية الألمانية وبالأخص في فيسبي. في 1319، توحدت السويد والنرويج تحت قيادة الملك ماغنوس اريكسون وفي عام 1397 عرضت ملكة الدنمارك مارغريت الأولى فكرة الوحدة بين الممالك الثلاث السويد والنرويج والدنمارك من خلال اتحاد كالمار. مع ذلك، فإن خلفاء مارغاريت الذين تركز حكمهم في الدنمارك، لم يتمكنوا من السيطرة على نبلاء السويد.
القصّر والأوصياء
ورث عرش السويد عدد كبير من الأطفال عبر تاريخ المملكة، وذلك كانت السلطة الفعلية لفترات طويلة في يد الأوصياء ولا سيما من آل ستيور الذين اختارهم البرلمان السويدي. أكد الملك كريستان الثاني من الدنمارك زعامته على السويد بقوة السلاح، وأمر بالتخلص من نبلاء السويد في عام 1520 في ستوكهولم، الأمر الذي عرف لاحقاً باسم «حمام دم ستكهولوم» وأثار نبلاء السويد لمقاومة جديدة، وفي 6 يونيو في عام 1523 (العطلة الوطنية في السويد)، اختاروا غوستاف فاسا ملكاً عليهم. يعتبر ما جرى تأسيس السويد الحديثة. بعد فترة قليلة من حكمه، رفض الكاثوليكية وقاد السويد إلى الإصلاح البروتستانتي. أما من الناحية الاقتصادية فقد كسر فوستاف فاسا احتكار الرابطة الهانزية لتجارة بحر البلطيق السويدية.

### الإمبراطورية السويدية

خريطة السويد (1797)

برزت السويد كقوة أوروبية كبرى خلال القرن السابع عشر، ولكن قبل ظهور الإمبراطورية السويدية، كانت السويد فقيرة جداً وبالكاد مأهولة بالسكان. برزت السويد على الصعيد القاري في عهد الملك غوستاف أدولف الثاني، عندما استولى على أراض من روسيا وبولندا -ليتوانيا في صراعات متعددة، خلال حرب الثلاثين عاماً.
خلال حرب الثلاثين عاماً، احتلت السويد ما يقرب من نصف ولايات الإمبراطورية الرومانية المقدسة. كان في نية الملك غوستاف أدولف الثاني أن يصبح إمبراطوراً جديداً للإمبراطورية الرومانية المقدسة، ليحكم إسكندنافيا والإمبراطورية المقدسة موحدتين، ولكنه مات في معركة لوتسن في 1632. بعد معركة نوردلينجين (التي كانت الهزيمة العسكرية الهامة الوحيدة التي لحقت بالسويد في تلك الحرب) تلاشت المشاعر المؤيدة للسويد بين الولايات الألمانية. حررت هذه المقاطعات الألمانية نفسها من الاحتلال السويدي الواحدة تلو الأخرى، ولم يبقى للسويد سوى عدد قليل من الأراضي الألمانية الشمالية: بوميرانيا السويدية وبريمين - فيردين وفيسمار. يمكن القول بأن الجيوش السويدية دمرت نحو 2000 قلعة و18000 قرية و1500 بلدة في ألمانيا وهو ثلث تعداد القرى الألمانية.

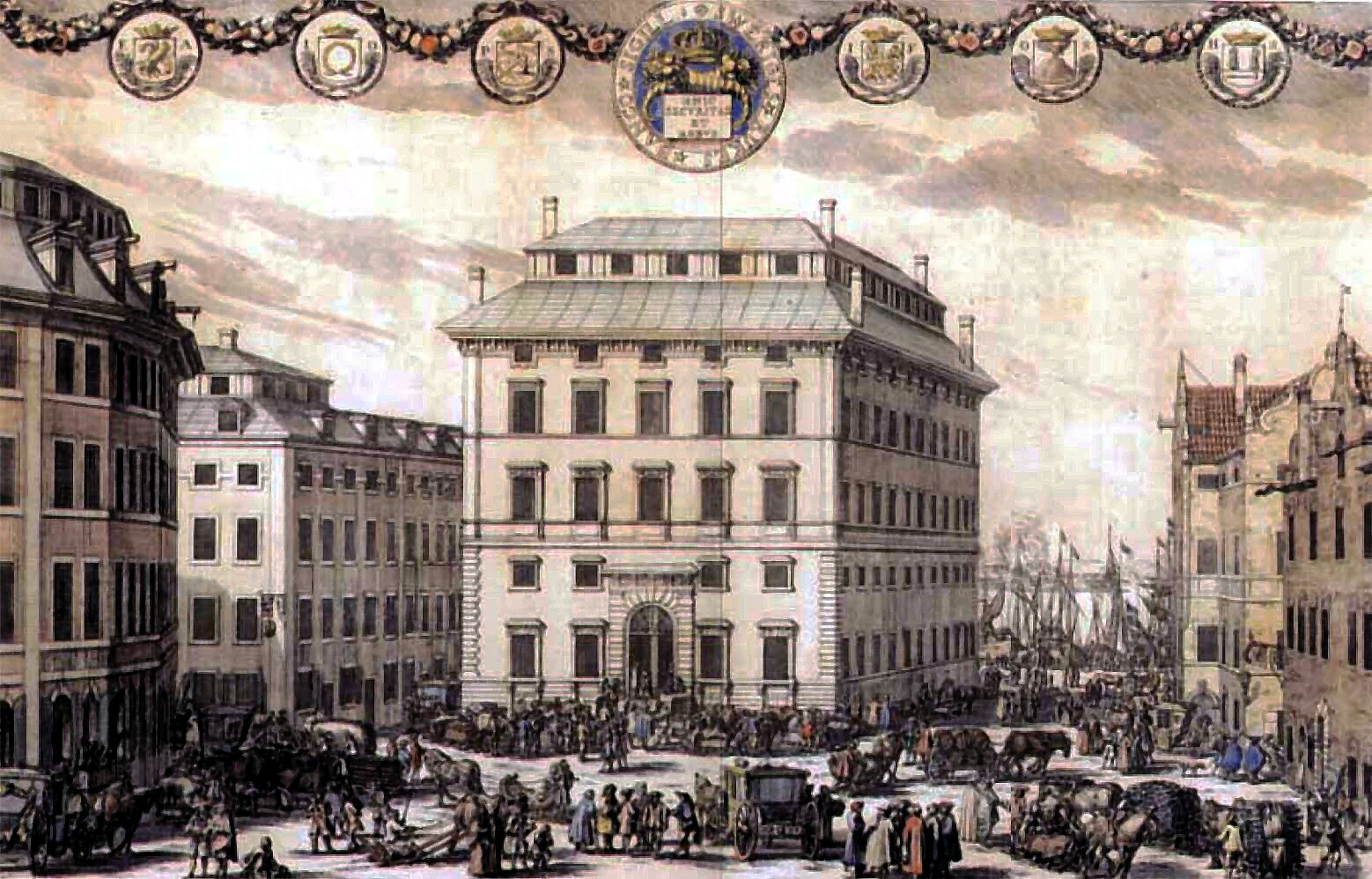
ستوكهولم في منتصف القرن 17

في منتصف القرن السابع عشر، كانت السويد ثالث أكبر دولة في أوروبا من حيث المساحة بعد روسيا وإسبانيا. بلغت السويد أقصى اتساعها تحت حكم كارل العاشر بعد معاهدة روسكيلده في 1658. يرجع الفضل في نجاح واستمرار مملكة السويد في تلك الفترة، إلى التغييرات الكبيرة في الاقتصاد السويدي في عهد الملك غوستاف الأول في منتصف القرن السادس عشر، ونشره للبروتستانتية. في القرن السابع عشر، شاركت السويد في العديد من الحروب، على سبيل المثال مع الكومنولث البولندي-اللتواني في خضم التنافس على الأراضي التي هي اليوم دول البلطيق، ومن أبرز أحداث هذا التنافس معركة كيركولم الكارثية. لقي ثلث سكان فنلندا حتفهم في المجاعة المدمرة التي ضربت البلاد في 1696،  ضربت المجاعة السويد أيضاً  وذهبت بأرواح 10% من سكان السويد.

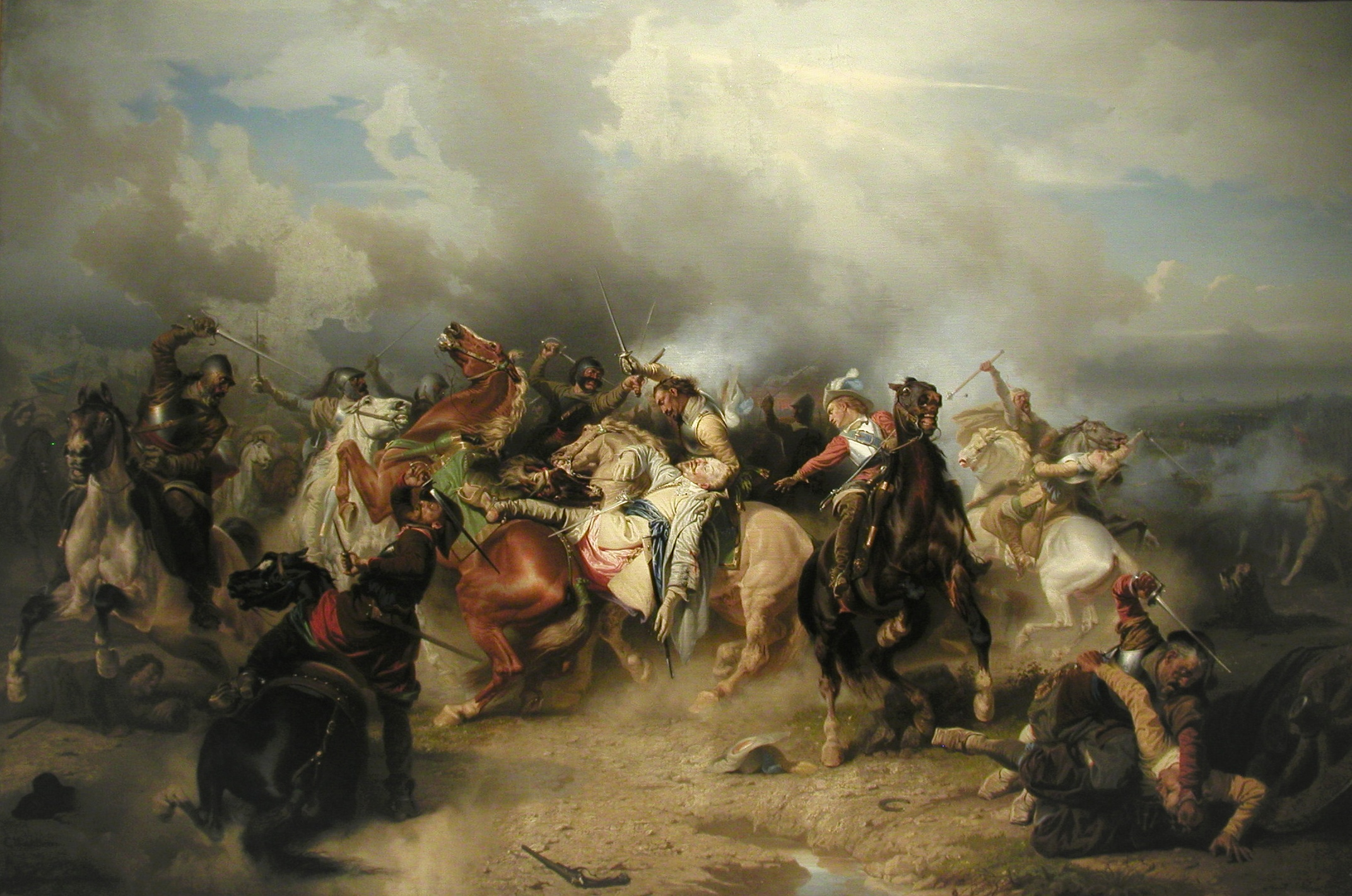
مقتل غوستاف الثاني أدولف في معركة لوتزن 1632.

شهدت هذه الفترة الاجتياح السويدي للكومنولث البولندي-الليتواني، وهو ما يعرف باسم ديلوجه. بعد أكثر من نصف قرن تقريباً من الحروب المتواصلة، تدهور الاقتصاد السويدي. مما جعل مهمة كارل الحادي عشر (1655-1697) إعادة بناء الاقتصاد وإعادة تجهيز الجيش. تاركاً لابنه، الملك القادم للسويد كارل الثاني عشر واحدة من أرقى ترسانات الأسلحة في العالم وجيشاً ضخماً وأسطولاً بحرياً كبيراً. كانت روسيا أكبر تهديد للسويد في هذا الوقت حيث كان جيشها أكثر عدداً ولكنه أقل كفاءة بكثير سواء من حيث المعدات أو التدريب.
بعد معركة نارفا في 1700، وهي واحدة من أولى معارك حرب الشمال العظمى، كان الجيش الروسي ضعيفاً جداً حتى أنه كانت هناك فرصة للسويد لاجتياح روسيا، لكن كارل الثاني عشر لم يطارد الجيش الروسي، وفضل بدلاً من ذلك مهاجمة ليتوانيا-بولندا وهزم ملك بولندا أوغسطس الثاني وحلفاءه الساكسونيين في معركة كليسزوف في 1702. مما أعطى الفرصة للقيصر الروسي لإعادة بناء وتحديث جيشه.
بعد نجاح غزو بولندا، قرر كارل أن يبدأ غزو روسيا، ولكنها انتهت بفوز الروس فوزاً حاسماً في معركة بولتافا في 1709. حيث أنه وبعد المسير الطويل والتعرض لغارات القوزاق وتقنية الأرض المحروقة التي اتبعها القيصر بطرس الأكبر والمناخ البارد الروسي، تحطمت معنويات السويديين وضعف جيشهم وكانوا أقل عدداً بكثير من الجيش الروسي في بولتافا. كانت الهزيمة بداية النهاية للإمبراطورية السويدية.

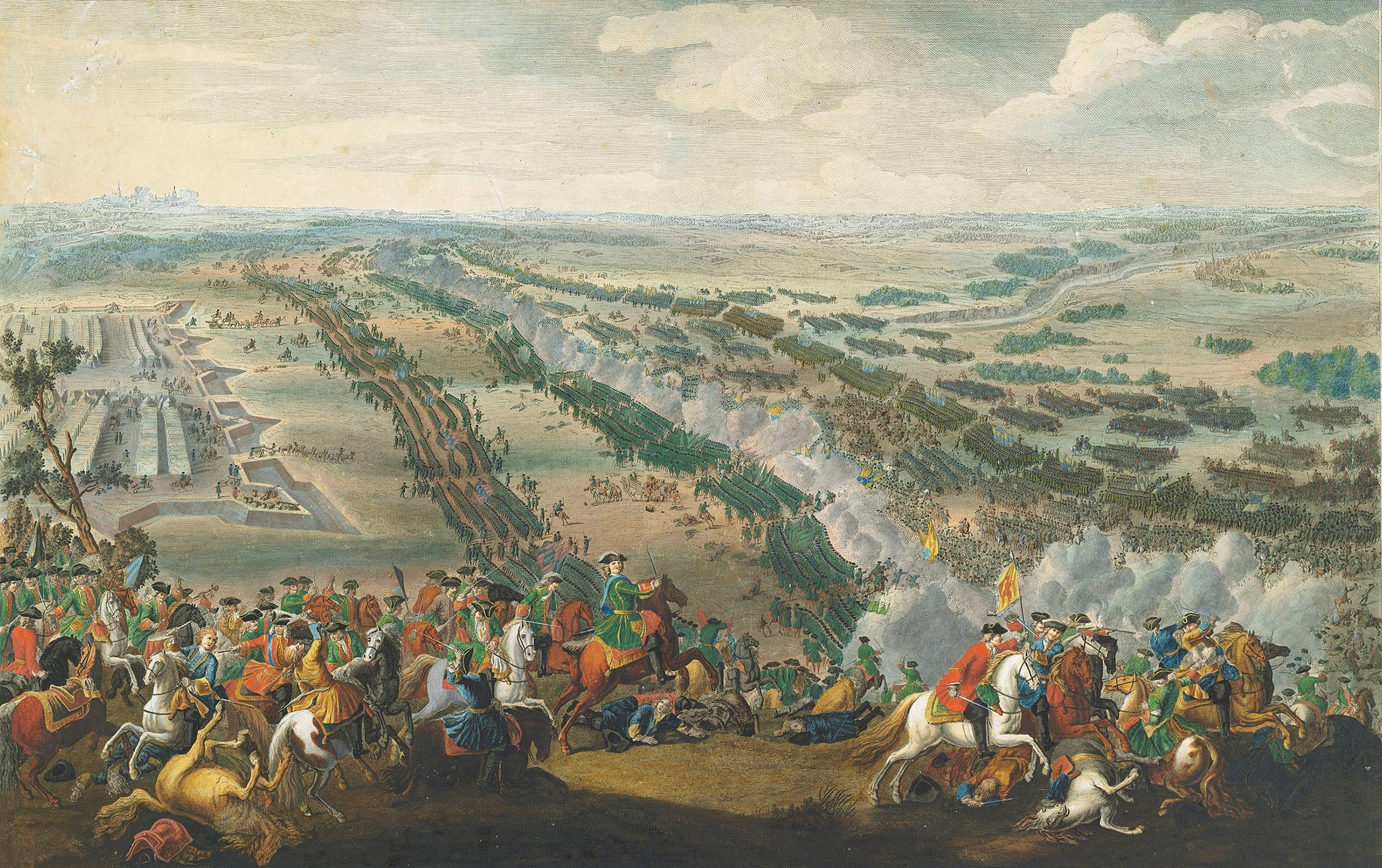
معركة بولتافا في 1709. في السنوات التالية للمعركة نجحت روسيا في ضم كافة مكاسب السويد في البلطيق وفنلندا أيضاً.

حاول كارل الثاني عشر غزو النرويج عام 1716، بيد أنه قتل برصاصة في قلعة فردريكستن عام 1718. لم يهزم السويديون عسكرياً في معركة فريدريكستن، ولكن الحملة على النرويج انهارت مع وفاة الملك وانسحب الجيش.
أجبرت السويد على التخلي عن مساحات كبيرة من الأراضي في معاهدة نيستاد في 1721، وبالتالي فقدت مكانتها كإمبراطورية وكدولة مهيمنة على بحر البلطيق. مع فقدان السويد لنفوذها، برزت روسيا كإمبراطورية وأصبحت واحدة من أمم أوروبا العظمى والدول المهيمنة. مع نهاية الحرب أخيراً عام 1721 كانت السويد قد فقدت 200,000 رجل منهم 150,000 من السويد الحالية و50,000 من فنلندا الحالية.
في القرن الثامن عشر، لم يكن لدى السويد ما يكفي من الموارد للحفاظ على أراضيها خارج إسكندنافيا وبالتالي فقدت معظمها، وبلغ الأمر ذروته مع فقدان أجزاء من شرق السويد لصالح روسيا عام 1809، والتي أصبحت دوقية شبه ذاتية الحكم في الإمبراطورية الروسية تحت مسمى دوقية فنلندا الكبرى.
لإعادة الهيمنة السويدية في بحر البلطيق، تحالفت السويد ضد حليفتها التقليدية فرنسا في الحروب النابليونية. كان لدور السويد في معركة لايبزيغ الأثر الكبير حيث مكنها من إجبار الدنمارك-النرويج وهي حليفة لفرنسا على التنازل عن النرويج لملك السويد في 14 يناير 1814 في مقابل الحصول على المقاطعات الألمانية الشمالية بناء على معاهدة كييل. رفضت المحاولات النرويجية للحفاظ على مركزها كدولة ذات سيادة من قبل ملك السويد كارل الثالث عشر. حتى أنه شن حملة عسكرية ضد النرويج يوم 27 يوليو 1814، والتي انتهت باتفاقية موس التي اضطرت النرويج للاتحاد مع السويد تحت التاج السويدي والذي لم يحل حتى عام 1905. الحملة العسكرية في عام 1814 كانت الحرب الأخيرة التي شاركت فيها السويد. رغم ذلك تساهم القوات السويدية في بعض مهام حفظ السلام مثل كوسوفو وأفغانستان.

### التاريخ الحديث

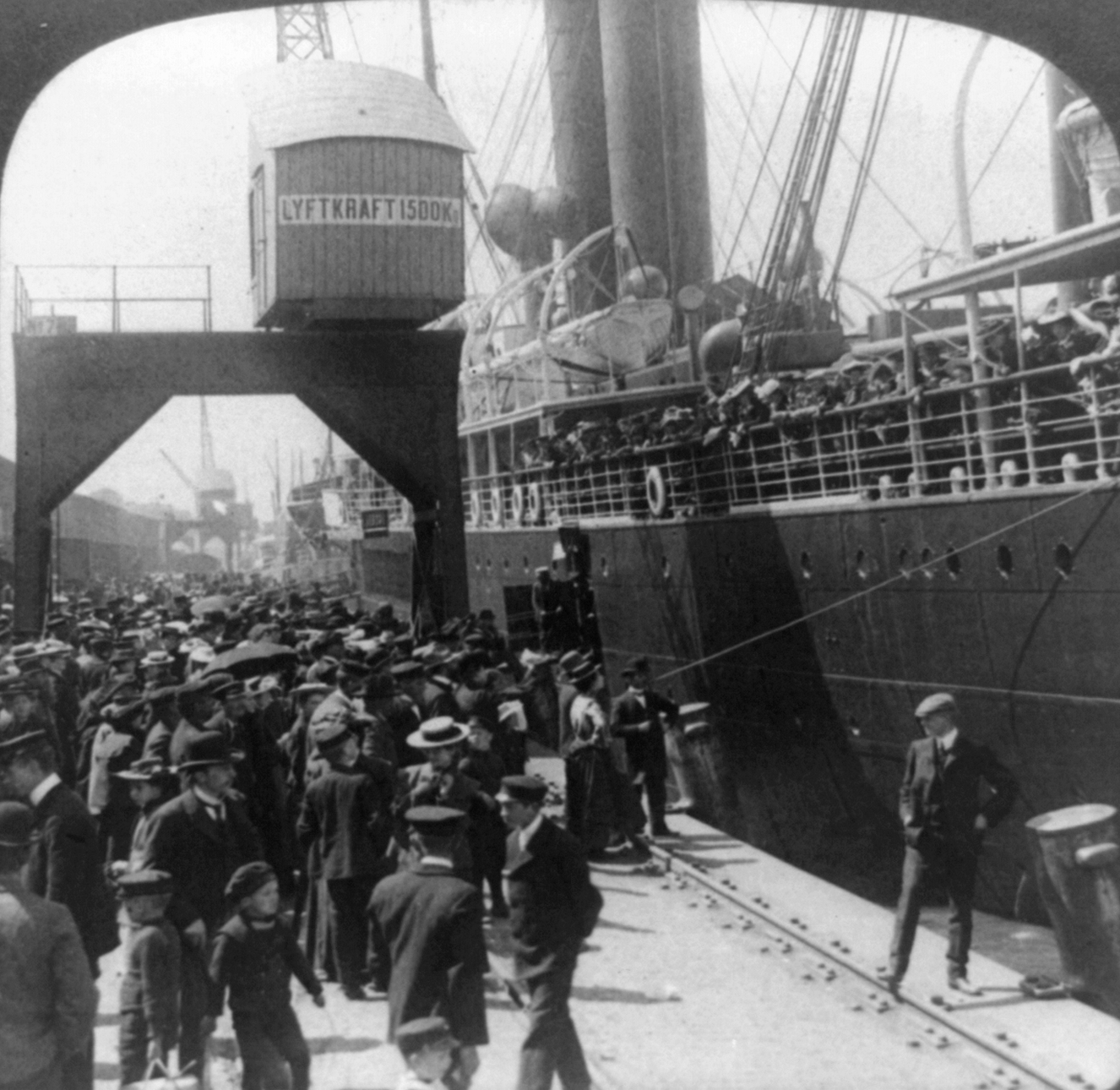
سفينة تحمل مهاجرين سويديين تغادر غوتنبرغ عام 1905.

شهد القرنان الثامن عشر والتاسع عشر زيادة سكانية كبيرة، والتي عزاها الكاتب إيساياس تيجنر في عام 1833 إلى «السلام ولقاح الجدري والبطاطس». حيث تضاعف تعداد سكان البلاد بين عامي 1750 و1850. وفقاً لبعض الباحثين، كانت الهجرة الجماعية إلى الولايات المتحدة الطريقة الوحيدة لمنع المجاعة والتمرد، حيث هاجر تقريباً 10% من السكان سنوياً خلال ثمانينيات القرن التاسع عشر. ومع ذلك، ظلت السويد في فقر مدقع، معتمدة على الاقتصاد الزراعي بالكامل تقريباً، في الوقت الذي بدأت فيه الدنمارك ودول أوروبا الغربية في التصنيع.
هاجر السويديون إلى أمريكا بحثاً عن حياة أفضل، ويعتقد أنه بين 1850 و1910 هاجر أكثر من مليون سويدي إلى الولايات المتحدة. في أوائل القرن العشرين، كان عدد السويديين في شيكاغو أكثر منهم في غوتنبرغ (ثاني أكبر مدن السويد). انتقل معظم المهاجرين السويديين إلى ولايات الغرب الأوسط في الولايات المتحدة، بوجود عدد كبير من السكان في ولاية مينيسوتا. بينما انتقل البعض الآخر إلى الولايات الأخرى وإلى كندا.
على الرغم من بطء وتيرة التصنيع في القرن التاسع عشر، فإن العديد من التغييرات الهامة جرت في الاقتصاد الزراعي بسبب الابتكارات والنمو السكاني الكبير. شملت هذه الابتكارات برامج ترعاها الحكومة لمنع الإقطاع والاعتداء على الأراضي الزراعية، كما تم إدخال محاصيل جديدة مثل البطاطس. كما أن حقيقة أن طبقة المزارعين السويديين لم تدخل في القنانة كما كان الحال في أماكن أخرى في أوروبا،  فإن الثقافة الزراعية السويدية بدأت تأخذ دورا حاسما في العملية السياسية السويدية، والتي استمرت عبر العصور الحديثة مع الحزب الزراعي الحديث (الذي أصبح الآن الحزب الوسط). بين 1870 و1914، بدأت السويد في تطوير الاقتصاد الصناعي حتى أصبح على ما هو عليه الآن.
نشأت حركات شعبية قوية في السويد خلال النصف الأخير من القرن التاسع عشر مثل (النقابات العمالية وجماعات مكافحة الكحوليات والجماعات الدينية المستقلة)، والتي خلقت بدورها قاعدة صلبة من المبادئ الديمقراطية. تأسس في عام 1889 الحزب الاشتراكي الديمقراطي السويدي. هذه الحركات عجلت انتقال السويد إلى الديمقراطية البرلمانية الحديثة، التي تحققت في فترة الحرب العالمية الأولى، وبما أن الثورة الصناعية تقدمت خلال القرن العشرين، بدأ الناس تدريجياً في الانتقال إلى المدن للعمل في المصانع، وشاركوا في النقابات الاشتراكية. تم تجنب ثورة شيوعية في عام 1917، في أعقاب إعادة إدخال الحياة البرلمانية، وبدأ التحول إلى الديمقراطية في البلاد.

### الحربان العالميتان

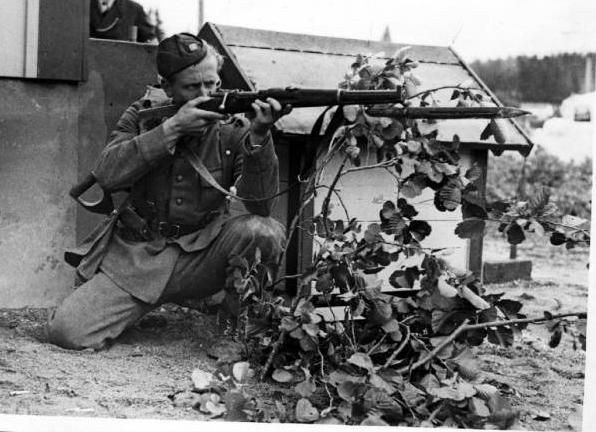
جندي سويدي خلال الحرب العالمية الثانية.

كانت السويد رسمياً على الحياد خلال الحرب العالمية الأولى والحرب العالمية الثانية، على الرغم من أن حيادها خلال الحرب العالمية الثانية كان محط جدل. وقعت السويد تحت النفوذ الألماني لفترة طويلة من الحرب، حيث انقطعت علاقاتها مع بقية العالم بسبب الحصار. رأت الحكومة السويدية أنها ليست في وضع يسمح لها بمقارعة ألمانيا،  وبالتالي قدمت بعض التنازلات. كما قامت السويد أيضاً بتوريد الصلب وقطع الآلات لألمانيا طوال فترة الحرب. ومع ذلك، فإن السويد أيدت المقاومة النرويجية، وفي عام 1943 ساعدت في إنقاذ اليهود الدنماركيين من الترحيل إلى معسكرات الاعتقال. كما ساعدت السويد فنلندا خلال حرب الشتاء وحرب الاستمرار بالعتاد والمتطوعين.
مع اقتراب نهاية الحرب، بدأت السويد تلعب دوراً في جهود الإغاثة الإنسانية، بقبولها للكثير من اللاجئين وبالأخص من اليهود من المناطق التي خضعت للاحتلال النازي. أنقذ الكثير من هؤلاء بسبب عمليات الإنقاذ التي أجرتها السويد في معسكرات الاعتقال ولأنها اعتبرت ملاذاً للاجئين ومعظمهم من دول الشمال ودول البلطيق. مع ذلك، فإن الكثير من النقاد الداخليين والخارجيين يعتقدون أنه كان بوسع السويد أن تفعل المزيد لمقاومة النازية أثناء الحرب، حتى ولو بالمخاطرة باستقلالها.

### الحرب الباردة
رغم إعلان السويد بأنها دولة محايدة، ولكنها بشكل غير رسمي ترتبط بعلاقات قوية مع الولايات المتحدة.
في أعقاب الحرب، استغلت السويد قاعدتها الصناعية السليمة والاستقرار الاجتماعي ومواردها الطبيعية لتوسيع صناعتها وتمويل إعادة بناء أوروبا. كانت السويد جزءاً من مشروع مارشال وشاركت في منظمة التعاون والتنمية الاقتصادية. خلال معظم فترة ما بعد الحرب، حكم البلاد حزب العمل الاجتماعي الديمقراطي، الذي فرض سياسات نقابوية أي مفضلاً الشركات الرأسمالية الكبرى والنقابات الكبرى، وخاصة اتحاد نقابات العمال السويدية، المشترك مع الحزب الاشتراكي الديمقراطي. كما ارتفع عدد البروقراطيين في البلاد بين الستينيات والثمانينات من القرن الماضي بشكل واضح. انفتحت السويد على التجارة وسعت وراء المنافسة الدولية في قطاع الصناعة التحويلية. كان النمو جيداً حتى سبعينيات القرن الماضي.
شأنها شأن بلدان كثيرة، دخلت السويد فترة من التدهور الاقتصادي والاضطراب في أعقاب الحظر النفطي 1973-1974 و1978-1979. في الثمانينيات، تمت إعادة هيكلة ركائز الصناعة السويدية بشكل كبير. توقف بناء السفن واستخدم لب الخشب في صناعة الورق الحديثة، كما تم التركيز على صناعة الصلب وأصبحت أكثر تخصصاً بينما أصبحت الصناعات الميكانيكية تدار آلياً.
بين عامي 1970 و1990، ارتفعت الضريبة العامة بنسبة تزيد على 10%، وكانت معدلات النمو منخفضة جداً بالمقارنة مع معظم البلدان الأخرى في غرب أوروبا. بلغت ضريبة الدخل الهامشية على العمال أكثر من 80٪. وفي النهاية أنفقت الحكومة أكثر من نصف الناتج المحلي الإجمالي. تراجعت السويد من قائمة أكبر خمس دول من حيث الناتج المحلي الإجمالي للفرد الواحد. ومنذ أواخر السبعينيات أثارت السياسات الاقتصادية للسويد على نحو متزايد شكوك الاقتصاديين ومسؤولي وزارة المالية.
تقلد كارل جوستاف السادس عشر عرش السويد وقيادة الدولة منذ عام 1973.

### الفترة الحالية

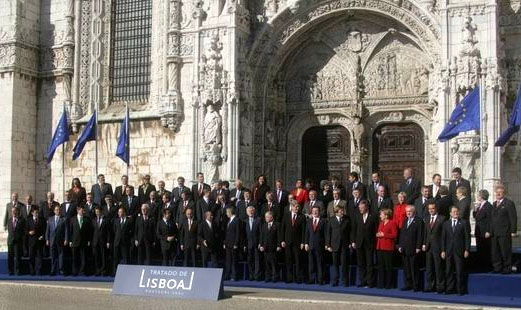
انضمت السويد إلى الاتحاد الأوروبي عام 1995 ووقعت على معاهدة لشبونة في 2007.

أدت فقاعة ازدهار سوق العقارات[ ؟ ] بسبب القروض غير المدروسة بالإضافة إلى الركود الاقتصادي العالمي وسياسة التحول من سياسات مكافحة البطالة لسياسات مكافحة التضخم إلى أزمة مالية في أوائل التسعينات. انخفض ناتج السويد المحلي الإجمالي بحوالي 5 ٪ في عام 1992. كان هناك تشغيل للعملة حيث رفع البنك المركزي الفائدة لفترة وجيزة إلى 500٪.
كانت استجابة الحكومة بخفض الإنفاق وقامت بالعديد من الإصلاحات الرامية إلى تحسين قدرة البلاد على المنافسة ومن بينها الحد من الرفاهية الاجتماعية وخصخصة الخدمات والسلع العامة. روجت المؤسسة السياسية لصالح عضوية الاتحاد الأوروبي وجرى تمرير استفتاء انضمام السويد بنسبة 52٪ لصالح الانضمام إلى الاتحاد الأوروبي يوم 13 نوفمبر عام 1994. انضمت السويد إلى الاتحاد الأوروبي في 1 يناير عام 1995.
لا تزال السويد غير منحازة عسكرياً، رغم أنها تشارك في بعض المناورات العسكرية المشتركة مع منظمة حلف شمال الأطلسي وبعض البلدان الأخرى، بالإضافة إلى تكثيف التعاون مع البلدان الأوروبية الأخرى في مجال تقنية الدفاع والصناعات الدفاعية. من بين أمور أخرى، تصدر الشركات السويدية أسلحة يستخدمها الجيش الأميركي في العراق. كما تمتلك السويد أيضاً تاريخاً طويلاً من المشاركة في العمليات العسكرية الدولية، آخرها في أفغانستان، حيث القوات السويدية تحت قيادة حلف شمال الأطلسي، وهي تحت قيادة الاتحاد الأوروبي في عمليات حفظ السلام التابعة للأمم المتحدة في كوسوفو والبوسنة والهرسك وقبرص. تولت السويد زعامة الاتحاد الأوروبي من 1 يوليو إلى 31 ديسمبر 2009.

## الجغرافيا

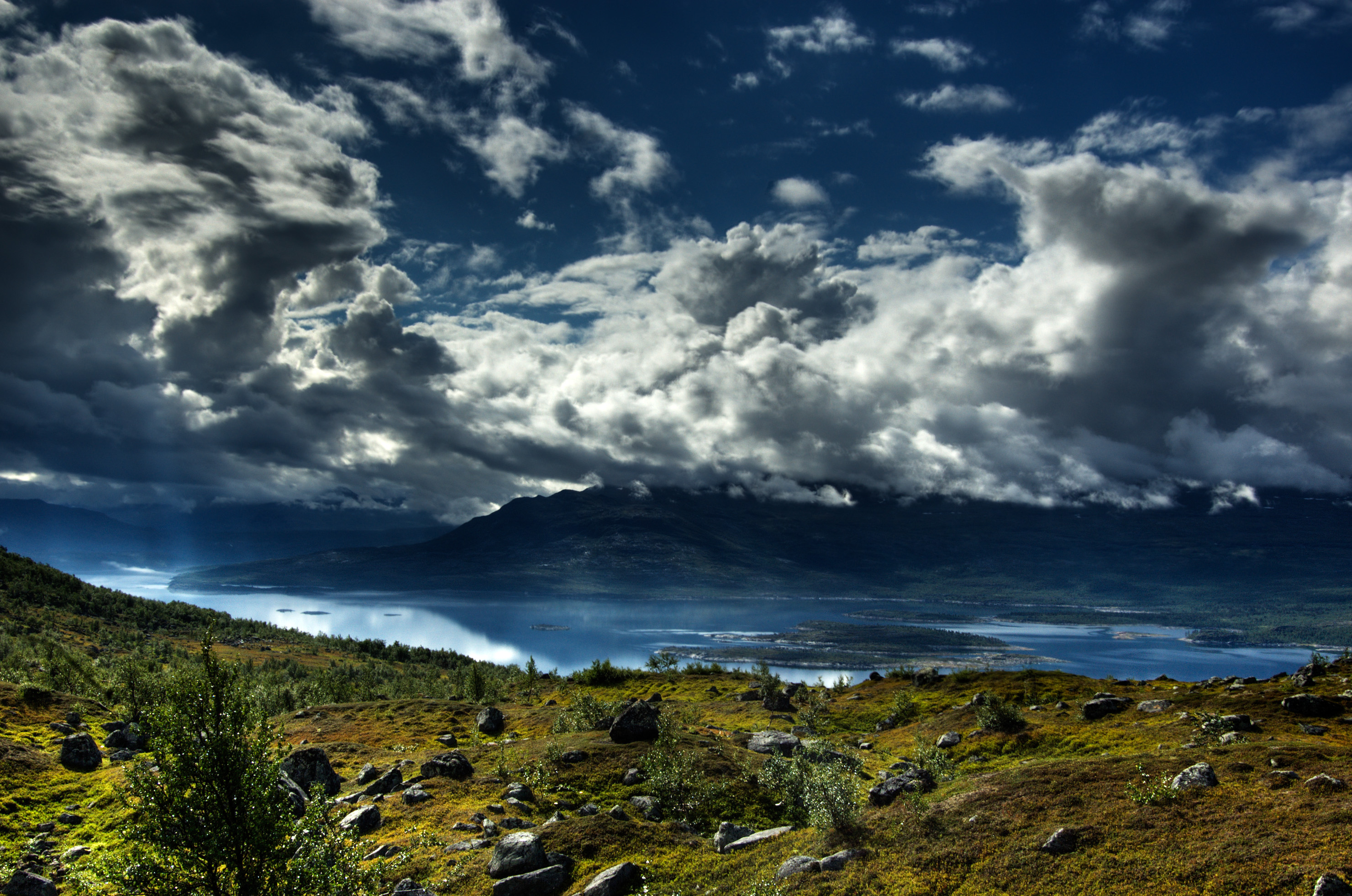
مشهد لحديقة ستورا سيوفاليت الوطنية.

تقع السويد في شمال أوروبا، غرب بحر البلطيق وخليج بوتنيا، ولها شريط ساحلي طويل، وتشكل الجزء الشرقي من شبه جزيرة إسكندنافيا. تقع في الغرب سلسلة الجبال الإسكندنافية (سكانديرنا)، التي تفصل بين السويد والنرويج. بينما تقع فنلندا إلى الشمال الشرقي. تمتلك السويد حدوداً بحرية مع الدنمارك وألمانيا وبولندا وروسيا وليتوانيا ولاتفيا وإستونيا، وترتبط أيضاً بالدنمارك في الجنوب الغربي عبر جسر أوريسند.
السويد تحتل المركز الخامس والخمسين عالمياً من حيث المساحة (449,964 كم2)  والرابعة في أوروبا (باستثناء روسيا الأوروبية)، وهي أكبر دولة في شمال أوروبا. تقع أدنى نقطة في السويد في خليج بحيرة هامارسيون بالقرب من كريستيانستاد عند 2.4 م تحت مستوى سطح البحر. بينما أعلى نقطة هي كيبنيكايسه عند 2111 م فوق مستوى سطح البحر.
تقسم السويد إلى 25 محافظة استناداً إلى الثقافة والجغرافيا والتاريخ. في حين أن هذه المحافظات لا تخدم أي غرض سياسي أو إداري، فإنها تلعب دورا هاما في هوية الشعب الذاتية. يمكن عموماً تجميع المحافظات في ثلاث كيانات واسعة وهي نورلاند الشمالية، وسفيلاند المركزية وجوتالاند الجنوبية. تشكل نورلاند ذات الكثافة السكانية المنخفضة ما يقرب من 60 ٪ من مساحة البلاد.
يقع حوالي 15 ٪ من السويد إلى الشمال من الدائرة القطبية الشمالية. يغلب على جنوب السويد الطابع الزراعي بينما تغطي الغابات نسبة كبيرة من شمال البلاد. أعلى كثافة سكانية هي في منطقة أوريسند في جنوب السويد، وفي وادي بحيرة مالارين بالقرب من ستوكهولم. جوتلاند وأولاند هما أكبر جزر السويد؛ أما فينيرن وفيتيرن أكبر البحيرات. بحيرة فينيرن هي ثالث أكبر بحيرة في أوروبا بعد بحيرة لادوغا وبحيرة أونيجا في روسيا.

### المناخ
معظم السويد ذو مناخ معتدل رغم تواجدها في الشمال، كما تمتلك أربعة فصول متميزة ودرجات حرارة معتدلة على مدار السنة. يمكن تقسيم السويد إلى ثلاثة مناطق حسب المناخ، الجزء الجنوبي ذو مناخ محيطي والجزء المركزي ذو المناخ القاري الرطب والجزء الشمالي ذو المناخ شبه القطبي. بيد أن السويد أكثر دفئاً وأكثر جفافاً من أماكن أخرى على نفس خط العرض، ويرجع ذلك أساساً إلى تيار الخليج. على سبيل المثال، الشتاء في وسط وجنوب السويد أكثر دافئاً من أجزاء كثيرة في روسيا وكندا وشمال الولايات المتحدة. نظراً لموقعها الشمالي فإن طول النهار يختلف اختلافاً كبيراً. ففي شمال الدائرة القطبية الشمالية، لا تغيب الشمس أبداً في فترة من الصيف، وفي جزء من الشتاء لا تطلع الشمس أبداً. في العاصمة ستوكهولم يبلغ طول النهار أكثر من 18 ساعة في أواخر يونيو ولكن فقط حوالي 6 ساعات في أواخر ديسمبر. تتلقى السويد ما بين 1,600 إلى 2,000 ساعة من أشعة الشمس سنوياً.
تختلف درجات الحرارة اختلافاً كبيراً بين الشمال والجنوب. تمتلك الأجزاء الوسطى والجنوبية من البلاد صيفاً حاراً وشتاء بارداً، مع درجات حرارة تصل إلى 20-25 درجة مئوية  وتتدنى إلى 12-15 درجة مئوية  في الصيف، أما متوسط درجات الحرارة شتاء فهو بين -4 و2 درجة مئوية. في حين أن الجزء الشمالي من البلاد أكثر برودة في الصيف وذو شتاء أطول وأبرد وأثلج مع انخفاض درجات الحرارة والتي كثيراً ما تهبط دون درجة التجمد من سبتمبر حتى مايو. يمكن أن تحدث موجات من الحر عدة مرات كل عام وقد تسجل درجات حرارة فوق 30 درجة مئوية في أيام كثيرة خلال فصل الصيف، وأحياناً حتى في الشمال. أعلى درجة حرارة سجلت في السويد هي 38 درجة مئوية في ماليلا في عام 1947، بينما سجلت أدنى درجة حرارة عند -52.6 درجة مئوية في فوجاتيالمه عام 1966.
في المتوسط، يتلقى معظم السويد ما بين 500 و800 ملم من المطر في كل عام، مما يجعله أكثر جفافاً من المتوسط العالمي. الجزء الجنوبي الغربي من البلاد يتلقى أمطاراً أغزر بين 1000 و1200 ملم بينما بعض المناطق الجبلية في الشمال تتلقى ما يصل إلى 2000 ملم. يحدث تساقط الثلوج بشكل رئيسي من ديسمبر وحتى مارس في جنوب السويد، وفي الفترة من نوفمبر حتى أبريل في وسط السويد، ومن أكتوبر حتى مايو في شمال السويد. بالرغم من أن جنوب ووسط السويد تعتبر مواقع شمالية، إلا أنها تميل إلى أن تكون خالية تقريبا من الثلوج في بعض فصول الشتاء.
| المدينة          | يناير   | فبراير | مارس   | أبريل | مايو | يونيو | يوليو | أغسطس | سبتمبر | أكتوبر | نوفمبر | ديسمبر |
| ---------------- | ------- | ------ | ------ | ----- | ---- | ----- | ----- | ----- | ------ | ------ | ------ | ------ |
| كيرونا           | −10/−16 | −8/−15 | −4/−13 | 2/−7  | 8/0  | 14/6  | 17/8  | 14/6  | 9/2    | 1/−4   | −5/−10 | −8/−15 |
| إوسترسوند        | −5/−10  | −3/−9  | 0/−6   | 5/−2  | 12/3 | 16/8  | 18/10 | 17/10 | 12/6   | 6/2    | 0/−3   | −3/−8  |
| ستوكهولم         | 1/−2    | 1/−3   | 4/−2   | 11/3  | 16/8 | 20/12 | 23/15 | 22/14 | 17/10  | 10/6   | 5/2    | 1/−1   |
| غوتنبرغ (غوتبرغ) | 2/−1    | 4/−1   | 6/0    | 11/3  | 16/8 | 19/12 | 22/14 | 22/14 | 18/10  | 12/6   | 7/3    | 3/−1   |
| فيسبي            | 1/−2    | 1/−3   | 3/−2   | 9/1   | 14/6 | 18/10 | 21/13 | 20/13 | 16/9   | 10/6   | 5/2    | 2/0    |
| مالمو            | 3/−1    | 3/−1   | 6/0    | 12/3  | 17/8 | 19/11 | 22/13 | 22/14 | 18/10  | 12/6   | 8/4    | 4/1    |

## الحكومة والسياسة
السويد دولة ذات نظام ملكي دستوري، والملك كارل غوستاف السادس عشر هو قائد الدولة، ولكن صلاحياته الملكية حُدت منذ فترة طويلة لتقتصر على القيام ببعض المراسم الرسمية والاحتفالية. صنفت وحدة المعلومات في الإيكونومست السويد في المرتبة الأولى في مؤشر تقييم الديمقراطية الذي ضم 167 بلداً،  على الرغم من اعترافها بصعوبة إيجاد معايير لقياس الديمقراطية. الريكسداج (البرلمان السويدي) بأعضائه الـ 349 هو هيئة الدولة التشريعية، وهو يختار رئيس الوزراء. تجري الانتخابات البرلمانية كل أربع سنوات، في الأحد الثالث من سبتمبر.

حدود البلديات السويدية

### التقسيمات الإدارية
السويد دولة وحدوية تقسم إلى إحدى وعشرين مقاطعة (لان): ستوكهولم وأبسالا وسودرمانلاند واوسترغوتلاند ويونكوبينغ وكرونوبيرغ وكالمار وغوتلند وبيلكينغه وسكين وهالاند وفيسترا غوتالاند وفيرملاند واوريبرو وفيستمانلاند ودالارنا وغيفلبورغ وفيسترنورلاند ويمتلاند وفيستربوتن ونوربوتن.
لكل مقاطعة مجلس إداري يتم تعيينه من قبل الحكومة. يقود هذا المجلس الحاكم والذي يعين لمدة 6 سنوات. يعود هذا النظام في أغلب الحالات إلى عام 1634 عندما تأسست هذه المقاطعات من قبل المستشار الأعلى اللورد السويدي أكسل أكسنستيرنا. تضم المهام الرئيسية للمجلس الإداري التنسيق وتطوير المقاطعة بما يتناسب مع السياسات الوطنية. يوجد في كل مقاطعة أيضاً مجلس مقاطعة منفصل أو برلمان محلي يتم انتخابه مباشرة من السكان.
تقسم كل مقاطعة بدورها إلى عدد من البلديات، بإجمالي 290 بلدية في عام 2004. الحكومة البلدية هي أشبه بلجنة حكومية للمدينة ومجلس الوزراء على غرار مجلس الحكومة. تضم الجمعية التشريعية البلدية ما بين 31 و101 عضواً (دائماً عدد فردي) وتنتخب بقوائم التمثيل النسبي في الانتخابات البلدية، التي تعقد كل أربع سنوات بالتزامن مع الانتخابات التشريعية الوطنية.
تقسم البلديات بدورها إلى ما مجموعه 2,512 أبرشية. كانت هذه الأبرشيات تقليدياً إحدى وحدات كنيسة السويد، لكن لا تزال لها أهميتها باعتبارها مناطق لتعداد السكان والانتخابات. هناك أيضاً التقسيمات التاريخية القديمة، وبالدرجة الأولى الخمس وعشرون مقاطعة والثلاثة مناطق التي لا تزال تحتفظ بالأهمية الثقافية.

### التاريخ السياسي

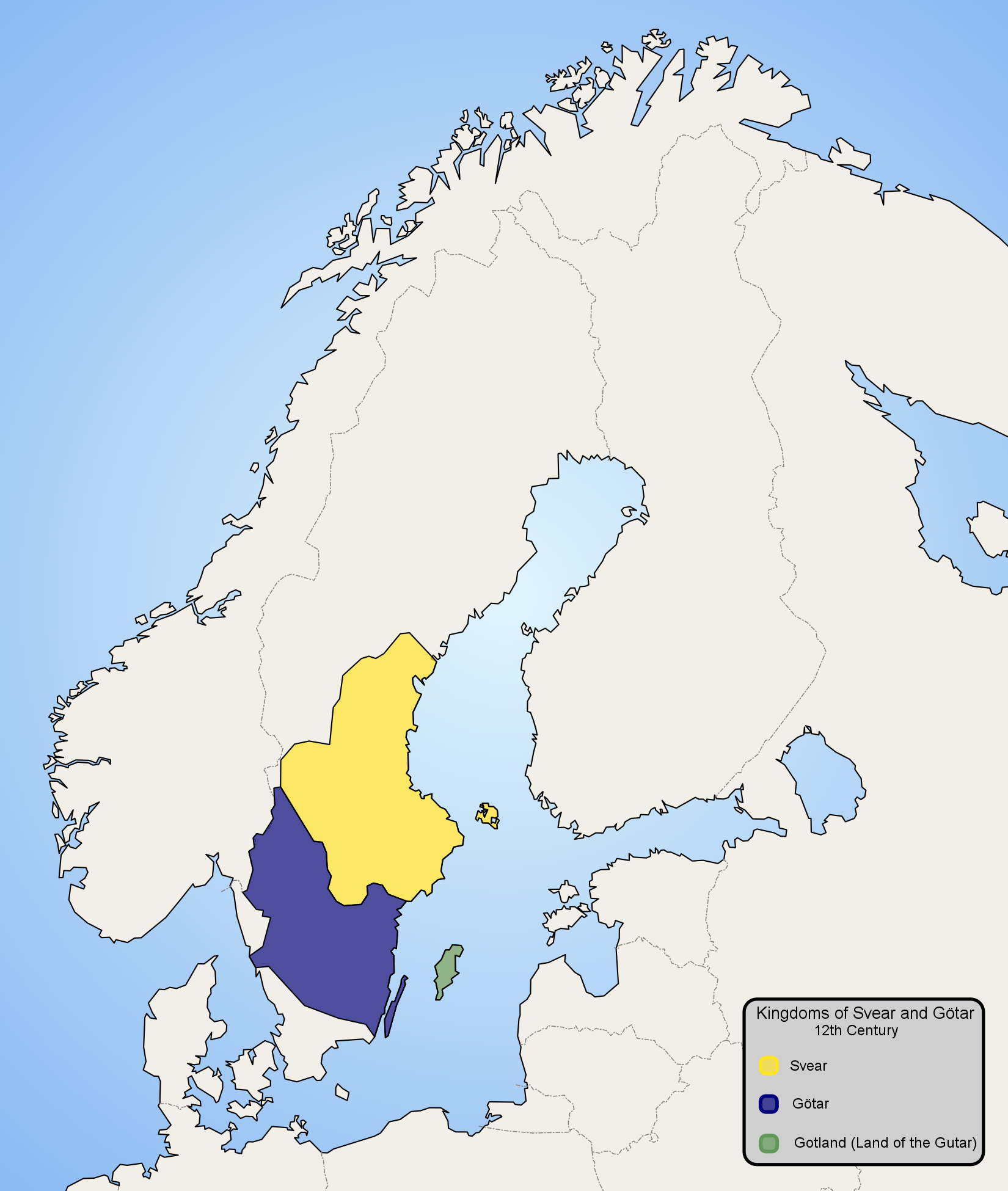
مملكتا سفير (السويديين) والغوتار (القوط) في القرن الثاني عشر، بينما الحدود الحالية باللون الرمادي.

لا يزال العمر الحقيقي لمملكة السويد مجهولاً،  حيث يعود ذلك إلى إشكالية اعتبار السويد أمة مع ظهور سفير وحكمهم لسفيلاند أو مع توحيد سفير وغوتار من غوتالاند تحت حكم تاج واحد. في الحالة الأولى أول ما ذكرت السويد تحت حكم قائد واحد كان في العام 98 من قبل تاسيتوس، لكنه من المستحيل معرفة كم المدة التي كانت بها البلاد على تلك الشاكلة. رغم ذلك عادة ما يبدأ المؤرخون تسلسل ملوك السويد منذ توحيد سفيلاند وغوتالاند تحت حكم إيريك المنتصر وابنه أولوف سكوتكونونغ في القرن العاشر. تعرف تلك الأحداث بتوحيد السويد رغم أن العديد من المناطق المشكلة للبلاد حالياً لم تكن جزءاً منها.
أما من سبق ذلك من الملوك فلا توجد حولهم مصادر تاريخية موثوقة، حيث يذكرون على نحو أسطوري أو شبه الأسطوري. كثير من هؤلاء الملوك مذكور في ساغات عديدة التي تمتزج مع الميثولوجيا الإسكندنافية.
كان الملك غوستاف الأول آخر من استخدم لقب ملك السويد والقوط، حيث أصبح اللقب ملك السويد والقوط والوينديين في الوثائق الرسمية. حتى بدايات العقد الثاني من القرن العشرين، روست جميع القوانين في السويد بعبارة «نحن، ملك السويد والقوط والوينديين». استخدم هذا اللقب حتى عام 1973. الملك الحالي للسويد، كارل السادس عشر غوستاف، أول ملك يعلن رسمياً «ملك السويد» من دون ذكر شعوب أخرى في لقبه.
استخدم مصطلح ريكسداغ لأول مرة في أربعينيات القرن السادس عشر، على الرغم من أن أول الجلسات التي شارك فيها ممثلون من مختلف الفئات الاجتماعية لمناقشة وتحديد الشؤون التي تؤثر على البلاد ككل جرت في أوائل 1435، في بلدة أربوغا. خلال الجمعيات في 1527 و1544، في عهد الملك غوستاف فاسا، تم استدعاء ممثلي الشعب من الطبقات الأربعة (رجال الدين وطبقة النبلاء وسكان المدن والفلاحون) للمرة الأولى. أصبح النظام الملكي وراثياً عام 1544.
كانت السلطة التنفيذية من الناحية التاريخية مشتركة بين الملك والمجلس الملكي من النبلاء حتى عام 1680، تلاها حكم ملكي مطلق أطلقته حالة البرلمان حينها. بعد الفشل في حرب الشمال العظمى تم عرض النظام البرلماني في 1719، تلاه ثلاث أنوعاع مختلفة من الملكية الدستورية في 1772 و1789 و1809. منحت الأخيرة العديد من الحريات المدنية. يبقى الملك رسمياً ولكن رمزياً قائداً للدولة مع واجبات احتفالية.
تألف ريكسداغ الطبقات من حجرتين. في عام 1866 أصبحت السويد ملكية دستورية ببرلمان من مجلسين، حيث ينتخب المجلس الأول بصورة غير مباشرة من قبل الحكومات المحلية، أما المجلس الثاني فينتخب انتخاباً مباشراً في انتخابات وطنية كل أربع سنوات. في عام 1971 أصبح الريكسداغ غرفة واحدة. كانت السلطة التشريعية (رمزياً) مشتركة بين الملك والبرلمان حتى عام 1975. الريكسداج (البرلمان) هو الذي يتحكم بالضرائب السويدية.
تمتلك السويد تاريخاً من المشاركة السياسية القوية لأناس عاديين من خلال «الحركات الشعبية» وأبرزها اتحادات النقابات والحركة المسيحية المستقلة وحركة الاعتدال والحركة النسائية ومؤخراً حركات قراصنة الملكية الفكرية والرياضية.
تقود السويد حالياً الاتحاد الأوروبي في مجال الإحصاءات من حيث قياس المساواة في النظام السياسي وفي نظام التعليم. صنف تقرير الفجوة العالمية بين الجنسين السويد في عام 2006 بوصفها البلد رقم واحد من حيث المساواة بين الجنسين.

### النظام السياسي الحديث

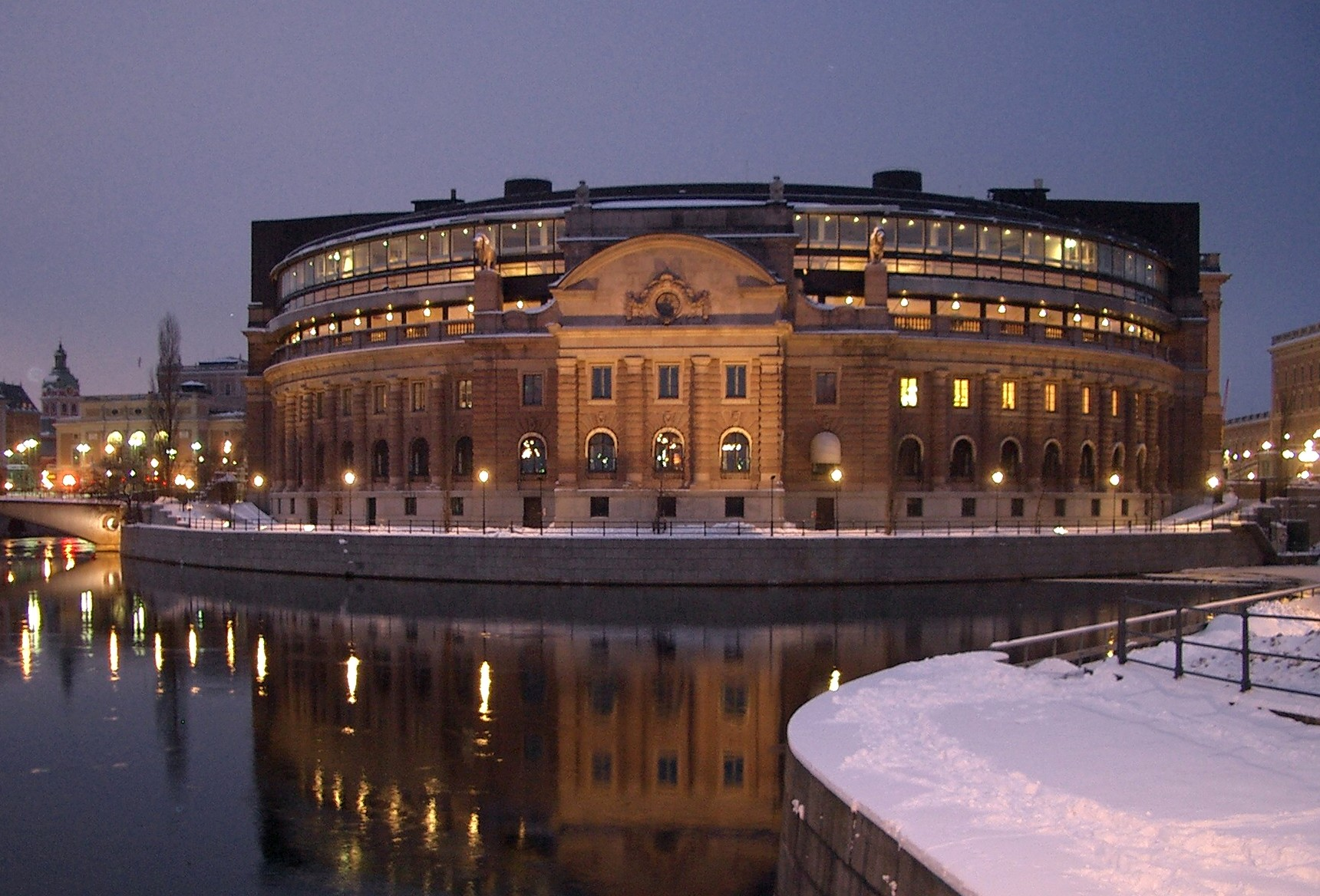
البرلمان السويدي

يتكون البرلمان دستورياً من 349 عضواً ويحمل السلطة المطلقة في السويد الحديثة. البرلمان هو المسؤول عن اختيار رئيس الوزراء، والذي يقوم بتعيين وزراء حكومته. وهكذا فإن السلطة التشريعية هي فقط في يد البرلمان. بينما تمارس الحكومة السلطة التنفيذية، في حين تتمتع السلطة القضائية بالاستقلال. تفتقر السويد للمراجعة القضائية الإلزامية، على الرغم من المراجعة غير الإلزامية التي ينفذها لاجراديت (مجلس القانون) هي في معظمها محترمة في المسائل التقنية، ولكن بشكل أقل من ذلك في المسائل السياسية المثيرة للجدل. تصبح قوانين البرلمان والمراسيم الحكومية غير قابلة للتطبيق على كل مستوى إذا كانت ضد القوانين الدستورية بشكل واضح. ومع ذلك، بسبب القيود المفروضة في هذا الشكل من أشكال المراجعة القضائية، وضعف السلطة القضائية، تكون النتائج العملية قليلة.
قد يكون التشريع بمبادرة من الحكومة أو من قبل أعضاء البرلمان. يتم انتخاب أعضاء البرلمان على أساس التمثيل النسبي لمدة أربع سنوات. يمكن للبرلمان أن يغير الدستور السويدي وذلك المطلب يقتضي أغلبية بسيطة لكنها أساسية كما يجب أن تكون هناك انتخابات عامة بين كل قرارين. تمتلك السويد ثلاثة قوانين دستورية: قانون الخلافة الملكية وحرية الصحافة والقانون الأساسي المتعلق بحرية التعبير.

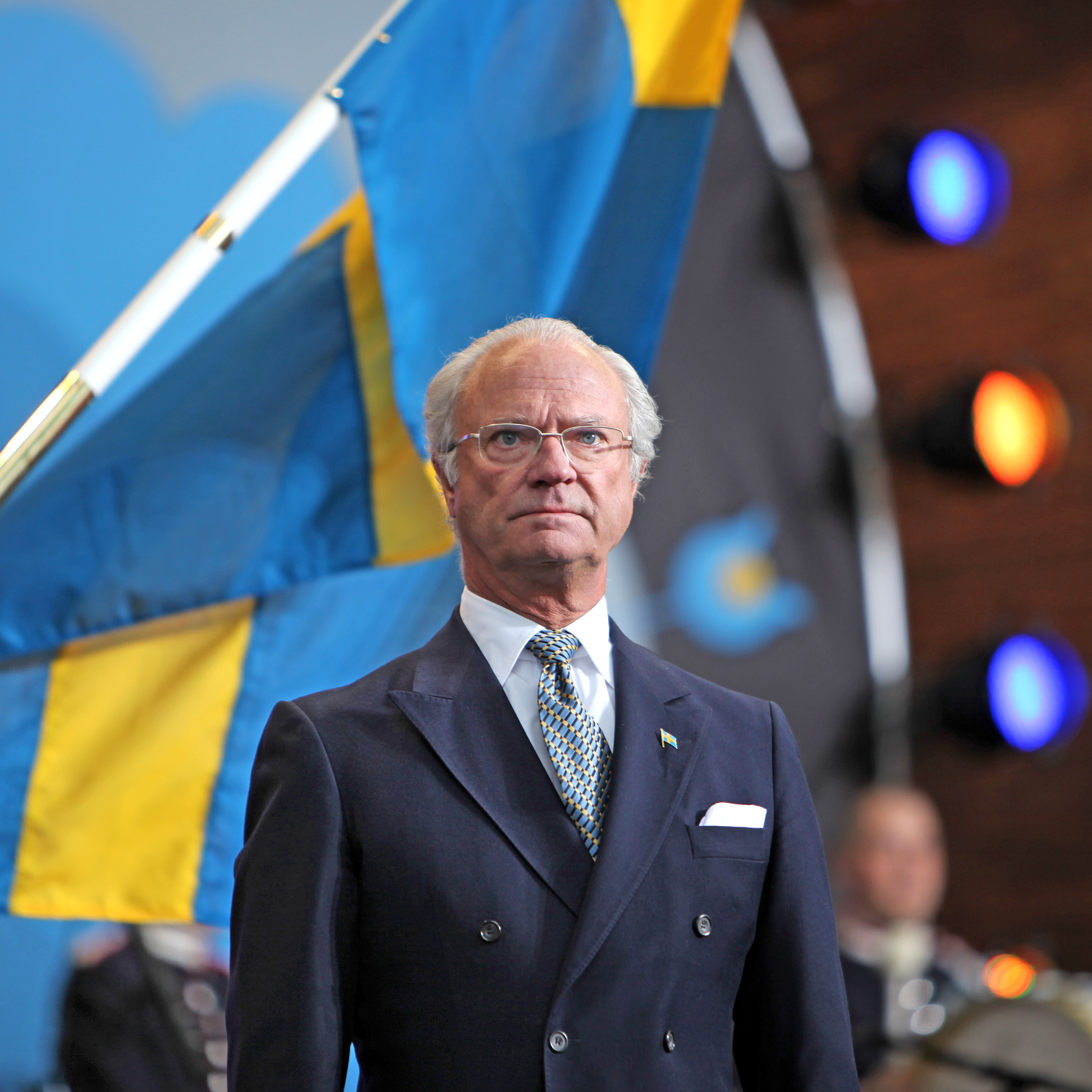
كارل السادس عشر غوستاف ملك السويد ورئيس دولة شرفي.

لعب الحزب الديمقراطي الاجتماعي السويدي دوراً قيادياً سياسياً منذ عام 1917، بعدما أكد الإصلاحيون قوتهم وغادر الثوريون الحزب. بعد عام 1932، هيمن الحزب الاشتراكي الديمقراطي على الحكومات. بينما أعطت خمسة انتخابات عامة فقط (1976 و1979 و1991 و2006 و2010) يمين الوسط مقاعد في كافية في البرلمان ليشكلوا حكومة. بيد أن ضعف الأداء الاقتصادي منذ بداية السبعينات وخاصة الأزمة في بداية التسعينات أجبرت السويد لإصلاح نظامها السياسي لتصبح أكثر شبهاً بالبلدان الأوروبية الأخرى. في الانتخابات العامة عام 2006 نال الحزب المعتدل المتحالف مع حزب الوسط وحزب الشعب الليبرالي والحزب الديمقراطي المسيحي أغلبية الأصوات. شكلوا معاً حكومة أغلبية في ظل قيادة الحزب المعتدل وزعيمه فريدريك راينفيلدت. شهدت انتخابات سبتمبر 2010 أول اختراق للديمقراطيين السويديين للبرلمان. فقد الحزب المعتدل 10 مقاعد، لكن بقية الأحزاب في الكتلة البرجوازية انحسرت، كما هو حال الديمقراطيين الاشتراكيين حيث فقدوا 17 مقعداً. حصدت الكتلة البرجوازية أكثر عدد من المقاعد لكنهم كانوا مقعدين أو ثلاثة دون الأغلبية. رفضت كل من الكتلة البرجوازية والكتلة الاشتراكية تشكيل تحالف يضم الديمقراطيين السويديين.

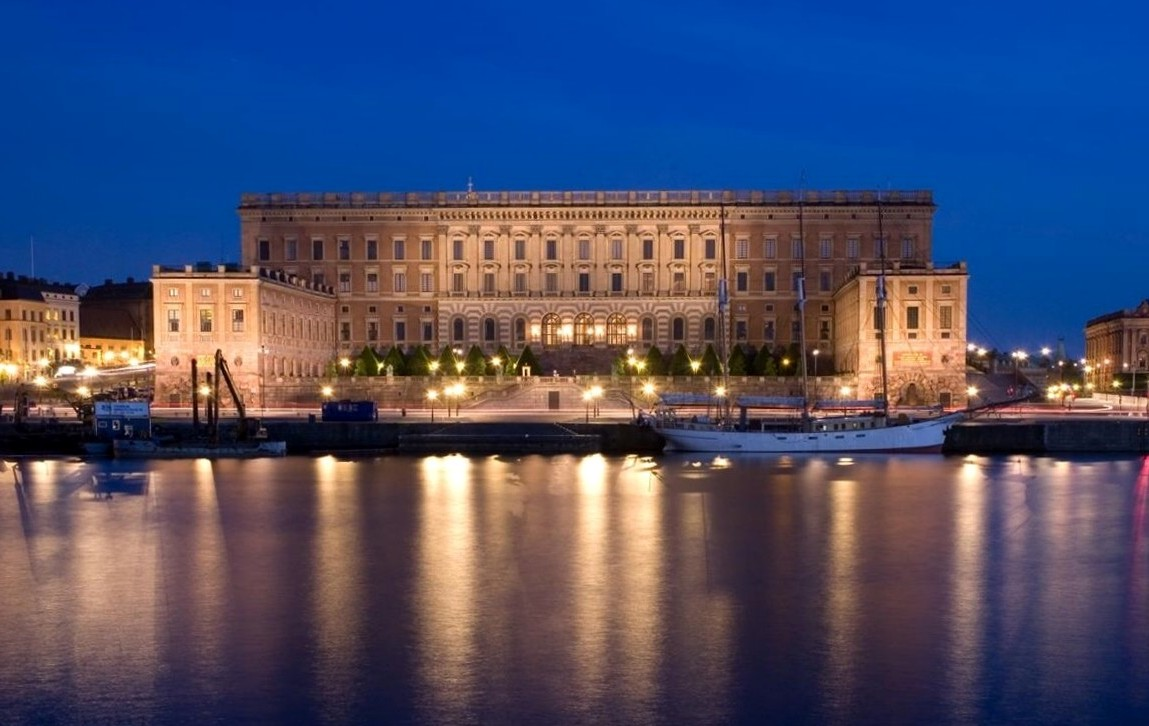
قصر ستوكهولم، المقر الرسمي للملك السويدي

كانت نسبة المشاركة في الانتخابات السويد دائماً مرتفعة بالمقارنة الدولية، على الرغم من انخفاضها في العقود الأخيرة، وهي حاليا حوالي 80٪ (80.11 في 2002، و81.99 ٪ في 2006). تمتع السياسيون السويديون بدرجة عالية من الثقة من المواطنين في الستينات لكنها تراجعت منذ ذلك الحين بشكل ملحوظ لتحتل أدنى مستوى من الثقة بين جيرانها الإسكندنافيين.
من بين الشخصيات السياسية السويدية التي أصبحت معروفة في جميع أنحاء العالم راؤول ولنبرغ وفولك برنادوت والأمين العام السابق للأمم المتحدة داغ همرشولد ورئيس الوزراء السابق أولوف بالمه ورئيس الوزراء السابق ووزير الخارجية كارل بيلدت والرئيس السابق للجمعية العامة للأمم المتحدة يان الياسون والمفتش السابق للهيئة الدولية للطاقة الذرية في العراق هانز بليكس.

### القانون وإنفاذ القانون والنظام القضائي
تعد المحكمة العليا في السويد المرحلة الثالثة والنهائية في جميع الدعاوى المدنية والجنائية في السويد. قبل عرض أي قضية أمام المحكمة العليا، يجب الحصول طلب استئناف، وفيما عدا استثناءات قليلة فإن الاستئناف لا يمكن منحه إلا عندما تكون القضية ذات أهمية باعتباراتها السابقة. تضم المحكمة العليا 16 من المستشارين العدلين الذي يتم تعيينهم من قبل الحكومة، ولكن المحكمة كمؤسسة تعد مستقلة عن الريكسداج ولا تستطيع الحكومة التدخل في قرارات المحكمة.
إنفاذ القانون في السويد تضطلع به هيئات حكومية عدة. الشرطة السويدية هي الوكالة الحكومية المعنية مع مسائل الشرطة. فرقة العمل الوطنية هي فرقة تدخل سريع تتبع لإدارة التحقيقات الجنائية الوطنية. أما دائرة الأمن السويدية لها مسؤوليات منها مكافحة التجسس، ومكافحة الأنشطة الإرهابية، وحماية الدستور وحماية الأشخاص والبنى الحساسة.
وفقاً لمسح الإيذاء الإجرامي لعام 2005 والذي شمل 1,201 شخصاً، فإن السويد تمتلك معدلاً فوق المتوسط من الجريمة مقارنة مع بلدان الاتحاد الأوروبي الأخرى. تحتوي السويد على نسبة عالية أو أعلى من المعدل المتوسط من الهجمات والاعتداءات الجنسية وجرائم الكراهية والاحتيال على المستهلكين. بينما تمتلك مستويات متدنية من السطو وسرقة السيارات ومشاكل المخدرات. أما الرشوة فهي أمر نادر الحدوث.

### العلاقات الخارجية
استندت سياسة السويد الخارجية طوال القرن العشرين على مبدأ عدم الانحياز في زمن السلم والحياد في زمن الحرب. تبعت حكومة السويد مسارها المستقل على أساس السياسة الخارجية التي تعرف بعدم الانحياز في أوقات السلم حتى يمسي الحياد ممكناً في حالة الحرب.
مذهب السويد في الحياد غالباً ما يرجع إلى القرن التاسع عشر بوصفها البلد التي لم تشارك في أي حرب منذ نهاية الحملة السويدية على النرويج في عام 1814. خلال الحرب العالمية الثانية لم تنضم السويد لأي من قوى الحلفاء أو المحور. رغم أن هذا الأمر محط جدل حيث أن السويد سمحت للنظام النازي في بعض الحالات باستخدام سككها الحديدية لنقل الجنود والعتاد،  وخاصة الحديد الخام من مناجم شمال السويد، والتي كانت حيوية جداً لآلة الحرب الألمانية. بأي حال، ساهمت السويد بشكل غير مباشر في الدفاع عن فنلندا في حرب الشتاء، وسمحت بتدريب الجنود الدنماركيين والنرويجيين في السويد بعد عام 1943.
في بدايات الحرب الباردة أضافت السويد إلى حيادها الدولي خمولاً على صعيد السياسة الخارجية وأسست سياسة أمنية تعتمد على تعزيز الدفاع القومي. وظيفة الجيش السويدي دفاعية. في نفس الوقت حافظت البلاد على اتصال قريب غير رسمي مع الكتلة الغربية، وخاصة في مجال تبادل المعلومات الاستخبارية. في عام 1952، أسقطت طائرة سويدية مقاتلة من طراز دي سي-3 أسفل بحر البلطيق من قبل طائرة ميغ-15 سوفياتية. كشفت التحقيقات في وقت لاحق أن الطائرة كانت في الواقع تجمع المعلومات لحلف شمال الأطلسي. كما أسقطت طائرة أخرى هي طائرة كاتالينا للبحث والإنقاذ من قبل السوفيات بعد ذلك بأيام قليلة. زار أولوف بالمه رئيس الوزراء السويدي السابق كوبا خلال السبعينات وأظهر دعمه لكوبا في خطابه.
حاولت السويد في أواخر الستينات لفترة أن تلعب دوراً أكثر أهمية واستقلالاً في العلاقات الدولية. شمل هذا النشاط جهوداً هامة على صعيد السلام الدولي ولا سيما من خلال الأمم المتحدة وتقديم الدعم لدول العالم الثالث. منذ اغتيال اولوف بالمه في عام 1986 ونهاية الحرب الباردة، تراجع هذا النشاط إلى حد كبير، على الرغم من أن السويد لا تزال نشطة نسبياً في بعثات حفظ السلام وتقدم ميزانية مساعدات خارجية سخية.
في عام 1981 ظهرت غواصة سوفياتية من طراز ويسكي بالقرب من القاعدة البحرية السويدية في كارلسكرونا في الجزء الجنوبي من البلاد. لم يتضح أبداً ما إذا كانت الغواصة قد انتهى بها المطاف في المياه الضحلة عن طريق خطأ ملاحي أو إذا كانت مسألة تجسسية على القدرات العسكرية السويدية. أثارت الحادثة أزمة دبلوماسية بين السويد والاتحاد السوفياتي.
انضمت السويد إلى الاتحاد الأوروبي منذ عام 1995، ونتيجة للوضع الأمني العالمي اعتمدت البلاد بعض التعديلات على السياسة الخارجية، حيث تلعب السويد دوراً أكثر نشاطاً في التعاون الأمني الأوروبي.

### القوات المسلحة

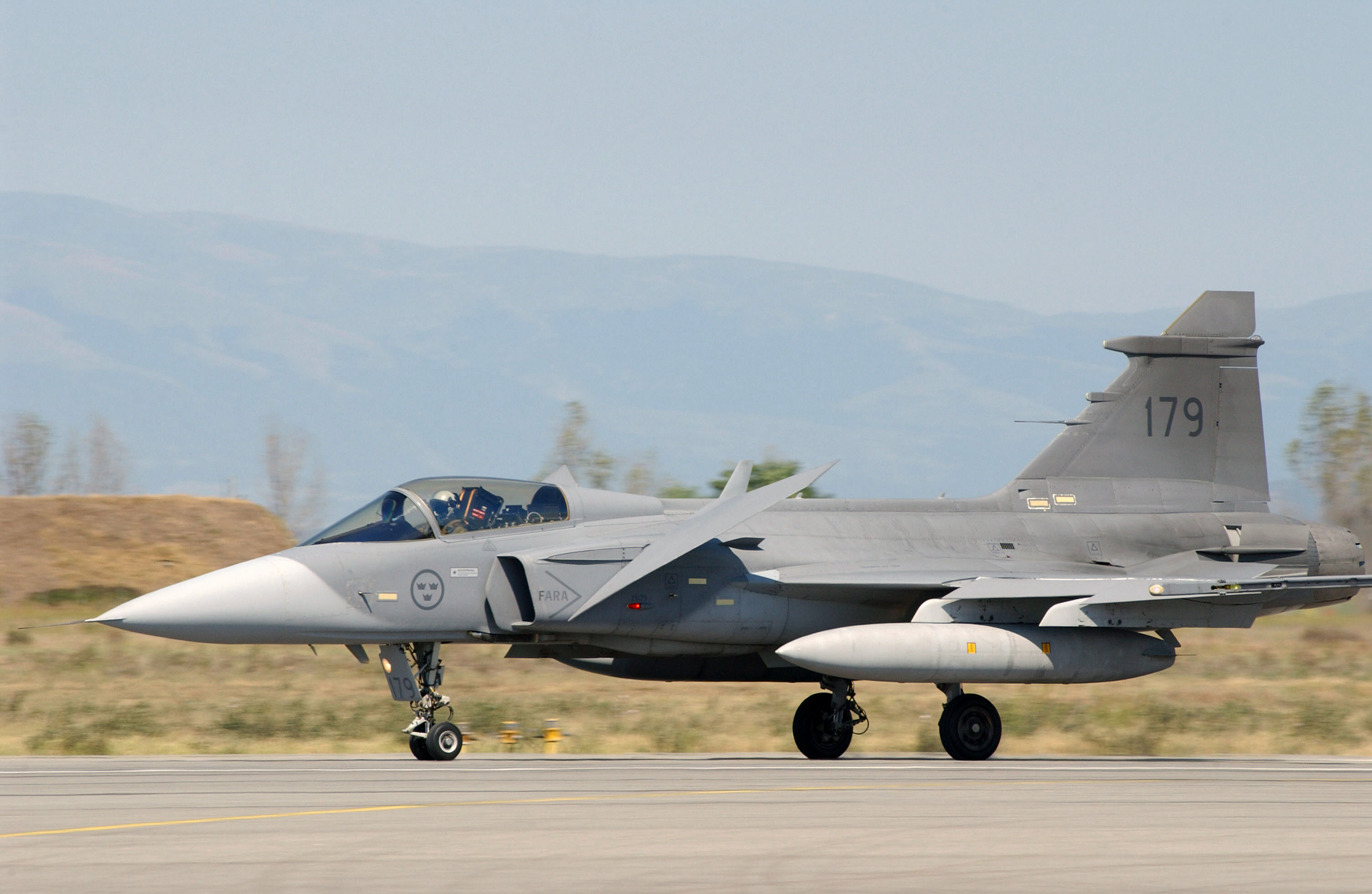
ساب جاس-39 غربين وهي طائرة مقاتلة سويدية متعددة الأدوار.

القوات المسلحة السويدية هي وكالة حكومية تقدم تقاريرها إلى وزارة الدفاع السويدية ومسؤولة عن تشغيل القوات المسلحة السويدية في وقت السلم. المهمة الأساسية للوكالة هي تدريب ونشر قوات دعم السلام خارج البلاد مع الحفاظ على قدرة طويلة الأمد لإعادة التركيز على الدفاع عن السويد في حال نشوب حرب. تقسم القوات المسلحة إلى الجيش وسلاح الجو والقوة البحرية والحرس. رئيس القوات المسلحة هو القائد الأعلى وهو أعلى ضابط في البلاد. حتى 1974 كان قائد البلاد (أي الملك) قائداً عاماً للقوات المسلحة، ولكن في واقع الأمر كان مفهوماً بشكل واضح عبر القرن العشرين أن الملك لا دور فعال له كقائد عسكري.
عندما قام الملك غوستاف الخامس بتأكيد حقه في أن يقرر ويتجاوز الحكومة في المسائل العسكرية وذلك فقط قبل الحرب العالمية الأولى (أزمة بلاط القلعة) نظر إليه على أنه استفزاز متعمد ضد شروط محددة للكيفية التي ستحكم بها البلاد. تشكل مكتب القائد الأعلى في عام 1939؛ وقبل ذلك التاريخ، ابتداءً من أواخر القرن التاسع عشر، فإن قادة الجيش والبحرية كانوا يقدمون تقاريرهم مباشرة إلى مجلس الوزراء (والملك)، حيث لم توجد قيادة موحدة تماماً في الإطار المهني العسكري ذاته.

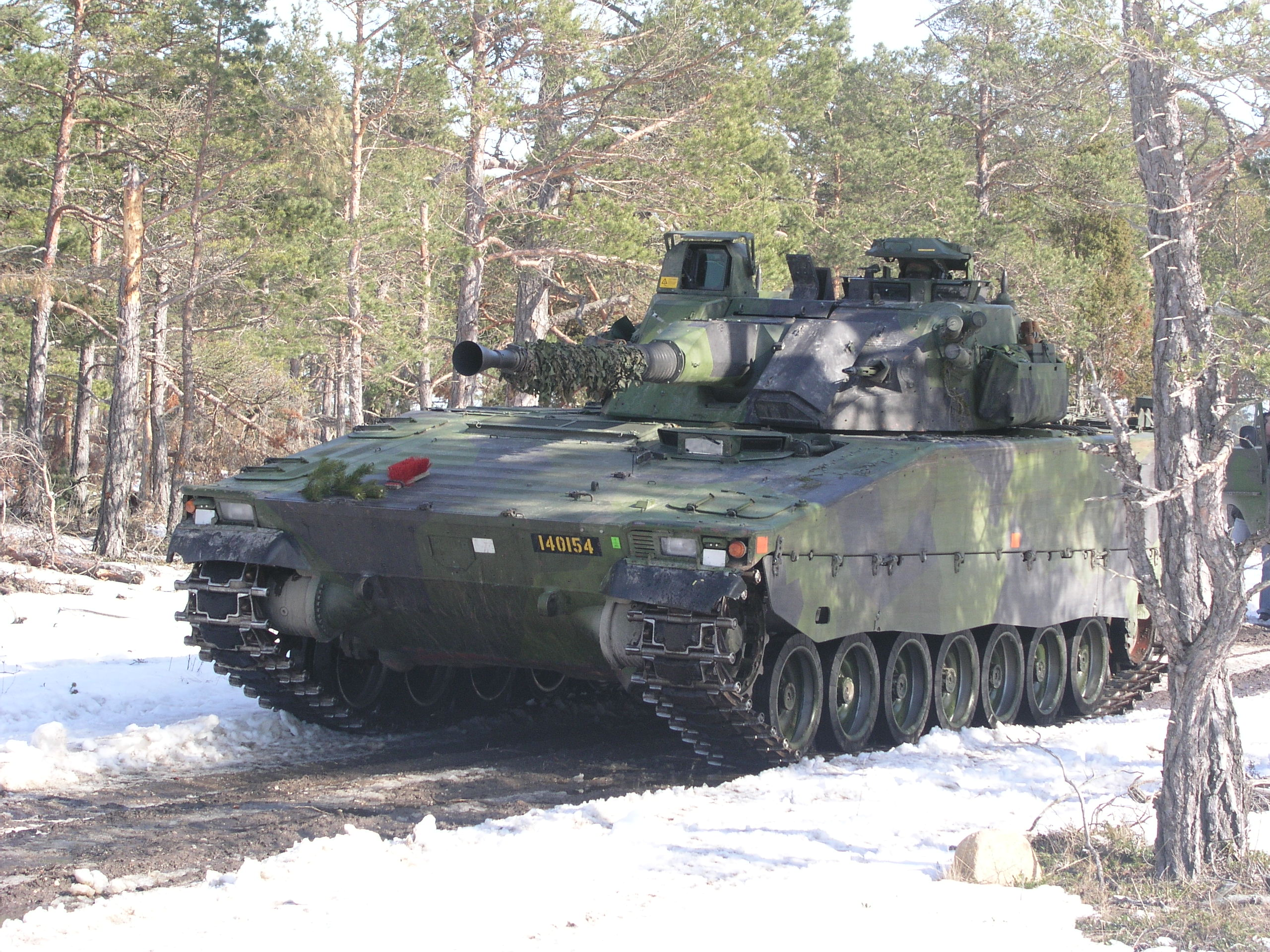
عربة مشاة قتالية من طراز سترف 90 تنتجها وتستخدمها السويد.

حتى نهاية الحرب الباردة، كانت الخدمة العسكرية إلزامية على جميع الذكور الذين يبلغون سن التجنيد. في السنوات الأخيرة، تراجعت أعداد الذكور المجندين إلى حد كبير، في حين ارتفع عدد المتطوعات بشكل طفيف. انصبت جهود التجنيد عموماً على إيجاد المجندين المتحمسين، وبدلاً من البحث فقط عن الصالحين للخدمة. يجب أن يكون جميع الجنود الذين يخدمون خارج البلاد متطوعين بموجب القانون. في عام 1975 وصل مجموع عدد المجندين إلى 45,000. ولكن بحلول عام 2003، انخفض إلى 15,000.
في الأول من يوليو 2010 أوقفت السويد التجنيد الإلزامي، وتحولت إلى قوة من المتطوعين ما لم يتطلب الدفاع عن البلاد غير ذلك. أما الحاجة لتجنيد جنود جاهزين لاحقاً للتطوع للخدمة الدولية فسيتم التأكيد عليها. يتألف مجموع القوات من حوالي 60,000 من الرجال. يمكن مقارنة ذلك بالثمانينات قبل سقوط الاتحاد السوفياتي، عندما جمعت السويد ما يصل إلى 1,000,000 من الرجال.
- شاركت الوحدات السويدية في عمليات حفظ السلام في جمهورية الكونغو الديمقراطية وقبرص والبوسنة والهرسك وكوسوفو وليبريا ولبنان وأفغانستان وتشاد.
- حالياً، إحدى أهم مهام القوات المسلحة السويدية هي المجموعة القتالية الأوروبية بقيادة السويد والتي ستساهم فيها النرويج وفنلندا وأيرلندا واستونيا.[103] تمتلك المجموعة القتالية النوردية جاهزة انتشار في 10 أيام خلال النصف الأول من عام 2008، والتي على الرغم من أن قيادتها سويدية إلا أن مقر عملياتها في نورثوود خارج لندن.

## الاقتصاد

الإجمالي الإقليمي المنتج (GRP) للفرد الواحد في آلاف كرون (2004).

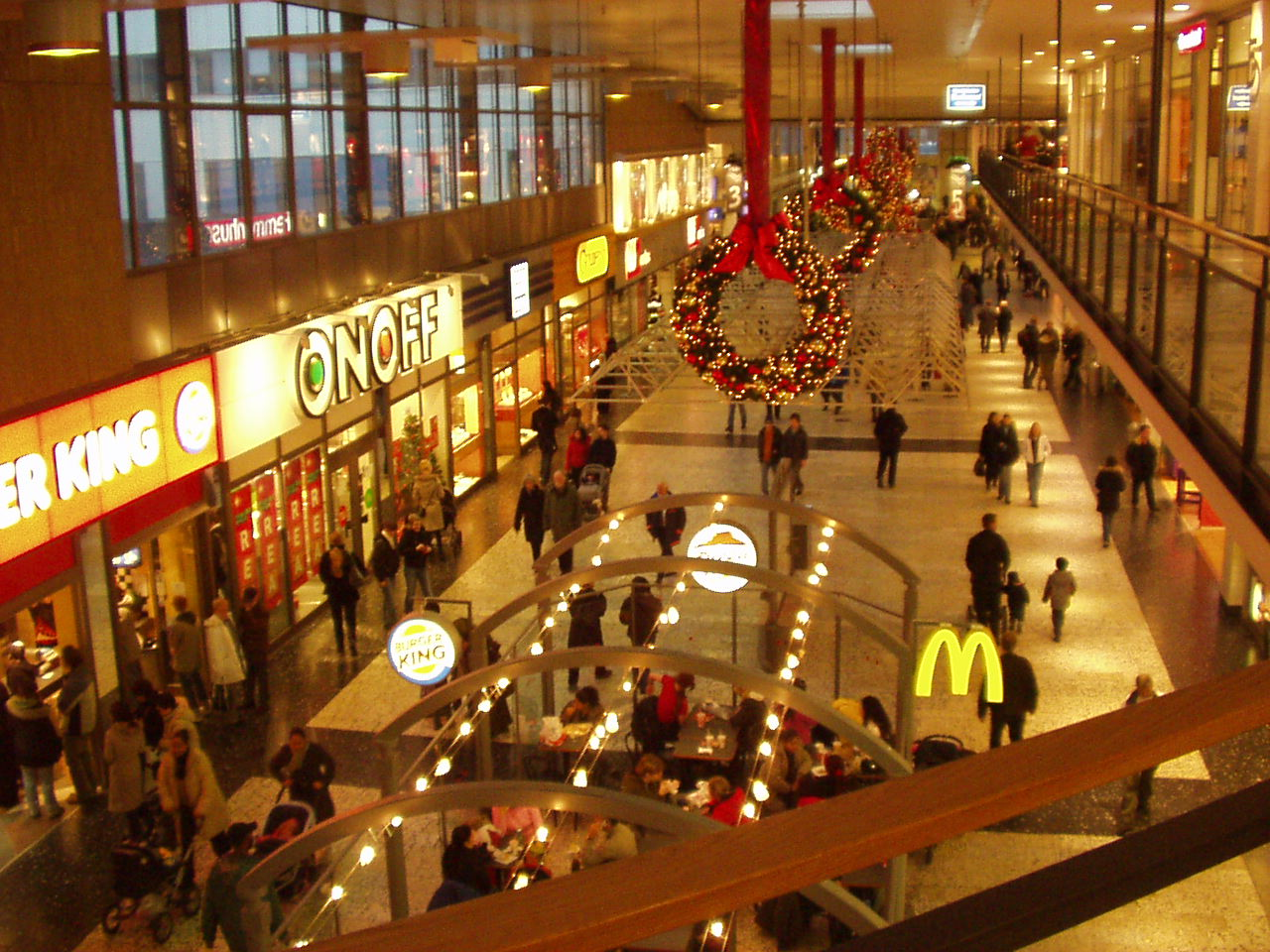
نورديستن، وأكبر مركز تسوق في شمال أوروبا

تمتلك السويد اقتصاداً مختلطاً متجهاً نحو التصدير ويتميز بنظام توزيع حديث واتصالات داخلية وخارجية ممتازة بالإضافة إلى يد عاملة ماهرة. يشكل الخشب وتوليد الطاقة الكهرمائية وخام الحديد قاعدة الموارد الاقتصادية وهي موجهة بشكل كبير نحو التجارة الخارجية. يمثل القطاع الهندسي السويدي نحو 50٪ من الإنتاج والصادرات. تعد الاتصالات وصناعة السيارات والصناعات الدوائية أيضاً ذات أهمية كبيرة. بينما تمثل الزراعة فقط 2% من الناتج المحلي الإجمالي والعمالة.
يتميز الاقتصاد السويدي هيكلياً يقطاع صناعات تحويلية كبير مبني على العلم والمعرفة وموجه نحو التصدير وقطاع خدمات أعمال صغير نسبياً في تطور متزايد وقطاع خدمات عامة كبير وفقاً للمعايير الدولية. تهيمن المنظمات الكبيرة في الصناعة التحويلية والخدمات على الاقتصاد السويدي.
أكبر 20 شركة مسجلة في السويد من حيث حجم التداول في عام 2007 هي فولفو وإريكسون وفاتينفول وسكانسكا وسوني اريكسون موبايل للاتصالات وسفنسكا سيلليلوزا أكتيبولاغيت وإلكترولوكس وفولفو بيرسونفاجنار وتيلياسونيرا وساندفيك وسكانيا وآي سي ايه وهينيز اند موريتز (اتش آند ام) وإيكيا ونورديا وبرييم وأطلس كوبكو وسكيوريتاس ونوردستييرنان وس.ك.ف. تخضع صناعة السويد لسيطرة القطاع الخاص بنحو كبير، على عكس بعض البلدان الصناعية الغربية الأخرى مثل النمسا وإيطاليا حيث المؤسسات ذات الملكية العامة ذات أهمية ثانوية.

نمو الناتج المحلي الإجمالي الحقيقي في السويد، 1996-2006.

يعمل في البلاد نحو 4.5 مليون مقيم، منهم زهاء الثلث حاصلين على التعليم الجامعي. يعد الناتج المحلي الإجمالي لكل ساعة عمل في السويد التاسع على مستوى العالم ووصل ذروته في السويد في عام 2006 بحوالي 31 دولاراً في الساعة، بالمقارنة مع 22 دولاراً في إسبانيا و35 دولاراً في الولايات المتحدة. ينمو الناتج المحلي الإجمالي لكل ساعة عمل بمعدل 2.5% في السنة بالنسبة للاقتصاد ككل، والتجارة متوازنة النمو والإنتاجية بنسبة 2%. وفقاً لمنظمة التعاون والتنمية الاقتصادية، فإن رفع القيود والعولمة ونمو قطاع التكنولوجيا من العوامل الرئيسية الدافعة للإنتاج. السويد رائدة عالمياً في مجال خصخصة معاشات التقاعد كما أن مشاكل التمويل صغيرة نسبياً بالمقارنة مع بلدان عديدة أخرى في أوروبا الغربية.

السويد هي جزء من منطقة شنغن والاتحاد الأوروبي في السوق واحدة.

يحصل العامل العادي على 40 ٪ من دخله بعد الضرائب. لا تزال الضرائب في السويد قرب ضعفها في الولايات المتحدة وأيرلندا رغم أنخفاضها العام البطيء إلى 51.1% من الناتج المحلي الإجمالي لعام 2007. تبلغ حصة العمالة الممولة عن طريق الدخل الضريبي ثلث القوى العاملة السويدية، وهي نسبة أعلى بكثير من معظم البلدان الأخرى. عموماً، نمو الناتج المحلي الإجمالي يجري بسرعة منذ بدء الإصلاحات في أوائل التسعينات وبخاصة في مجال الصناعة التحويلية.
وضع مؤشر التنافسية للمنتدى الاقتصادي العالمي لعام 2009-2010 في المرتبة الرابعة الأكثر قدرة على المنافسة في العالم. أما في تقرير التنافسية لعام 2010-2011 فصعدت السويد مرتبتين وهي الثانية عالمياً. تصنف السويد سادسة في الكتاب السنوي للإدارة المالية لعام 2009، حيث حظيت برصيد عال في كفاءة القطاع الخاص. وفقاً للكتاب «رحلة صعود الطبقة الخلاقة» بقلم الخبير الاقتصادي الأمريكي البروفيسور ريتشارد فلوريدا من جامعة تورنتو، تمتلك السويد أفضل إبداع في أوروبا في مجال الأعمال ويتوقع أن تصبح منطقة جذب للمواهب والعمالة الهادفة. جمع الكتاب مؤشراً لقياس هذا النوع من الإبداع وصنف الخصال الأكثر أهمية لرجال الأعمال بأنها المواهب والتكنولوجيا والتسامح.
احتفظ السويديون بعملتهم الكرونا السويدية بعد أن رفضوا اليورو في تصويت شعبي. تأسس البنك المركزي السويدي في 1668، مما يجعله من أقدم البنوك المركزية في العالم، حيث يركز في الوقت الراهن على تثبيت السعر وحد التضخم عند 2 ٪. وفقاً لدراسة الحالة الاقتصادية في السويد عام 2007 من قبل منظمة التعاون والتنمية، فإن متوسط التضخم في السويد كان واحدا من أدنى المعدلات بين الدول الأوروبية منذ منتصف التسعينات، وهو ما يعود إلى حد كبير إلى رفع القيود والتوظيف السريع للعولمة.
تجري أكبر التعاملات التجارية مع ألمانيا والولايات المتحدة والنرويج والمملكة المتحدة والدنمارك وفنلندا.

### الطاقة والنقل
سوق الطاقة السويدي مخصخص جداً. يعد سوق الطاقة النوردي أحد أول أسواق الطاقة المحررة في أوروبا، ويجري تداوله في نورد بول ونورد بول سبوت. في عام 2006، شكلت الطاقة الكهرومائية 61 تيراواط ساعي وهو 44% من إجمالي إنتاج الكهرباء عند 139 تيراواط ساعي، بينما ولدت الطاقة النووية 65 تيراواط ساعي (47 ٪). بينما كانت حصة الوقود الحيوي والخث وغيرها نحو 13 تيراواط ساعي (9 ٪) من الطاقة الكهربائية وطاقة الرياح 1 تيراواط ساعي (1 ٪). كانت السويد مستورداً صافياً للكهرباء بفارق 6 تيراواط ساعي. تستخدم الكتلة الحيوية بشكل رئيسي لأغراض التدفئة والشبكات الحرارية والعمليات الصناعية.
عززت أزمة النفط عام 1973 التزام السويد بتقليل الاعتماد على الوقود الأحفوري المستورد. منذ ذلك الحين، تولد الكهرباء في معظمها من الطاقة المائية والنووية. لكن استخدام الطاقة النووية كان محدوداً. حيث أنه ومن بين أمور أخرى، دفع حادث محطة ثري مايل آيلاند لتوليد الطاقة النووية (الولايات المتحدة) بالبرلمان السويدي لحظر بناء محطات نووية جديدة. في مارس 2005، أظهر استطلاع للرأي أن 83 ٪ يؤيدون الحفاظ على أو زيادة الطاقة النووية. أدلى الساسة بتصريحات حول مرحلة النفط في السويد وانخفاض الطاقة النووية واستثمارات بعدة مليارات من الدولارات في مجال الطاقة المتجددة وكفاءة الطاقة. انتهجت البلاد منذ سنوات عديدة إستراتيجية من الضرائب غير المباشرة كأداة للسياسة البيئية، بما في ذلك ضريبة على الطاقة بصفة عامة وضرائب على ثنائي أكسيد الكربون على وجه الخصوص.

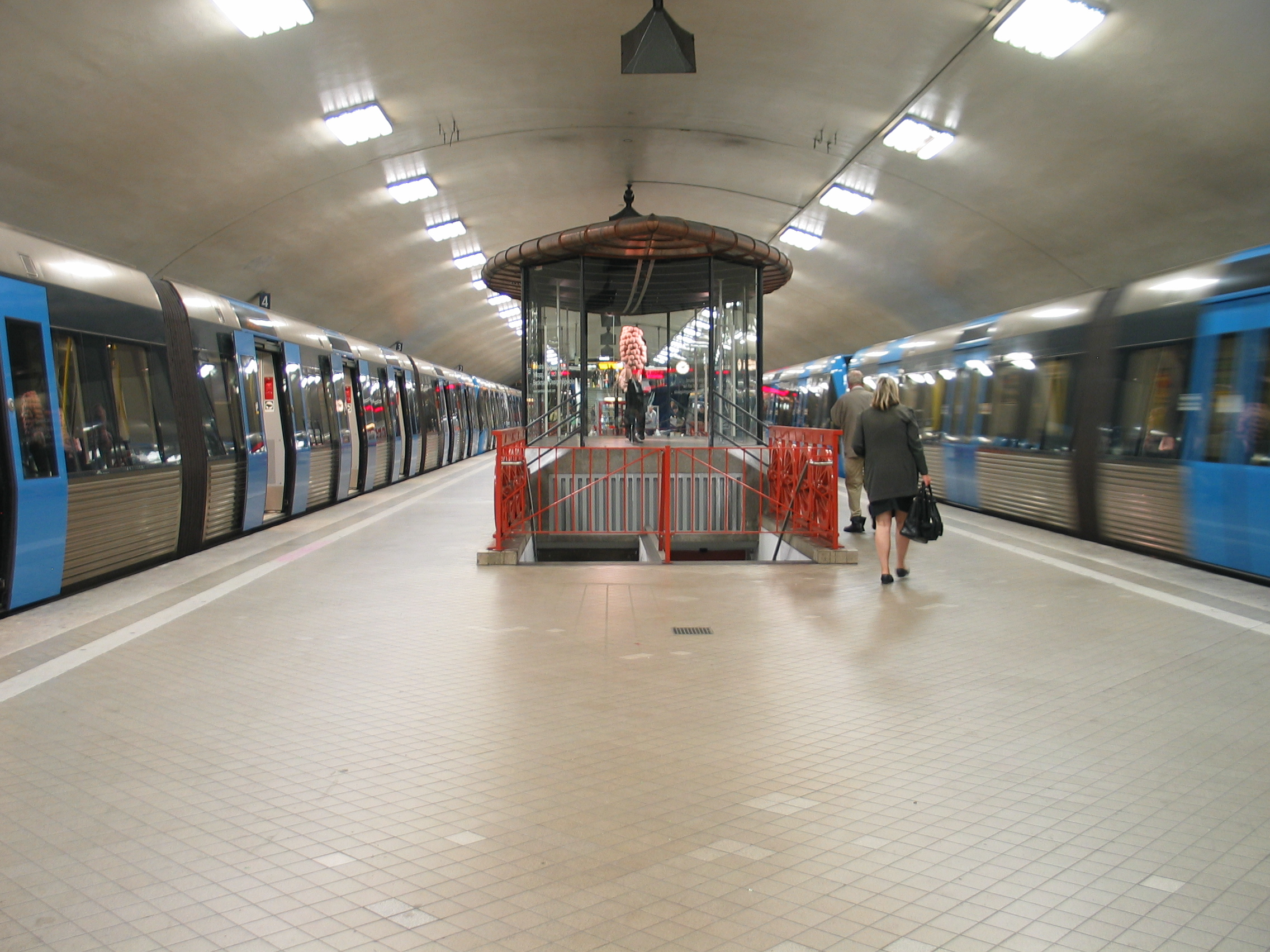
مترو ستوكهولم.

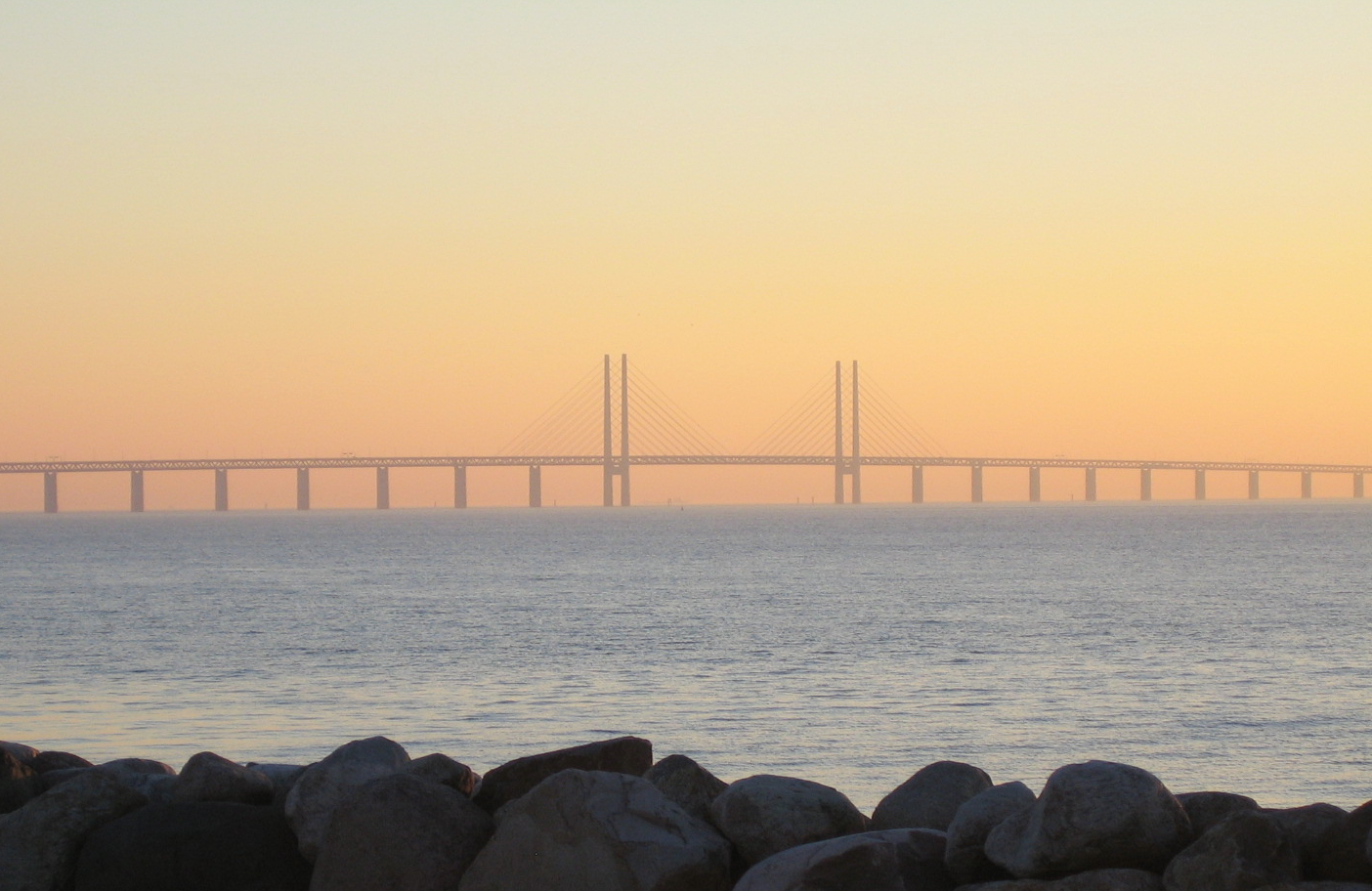
جسر اوريسوند بين مالمو وكوبنهاغن في الدنمارك.

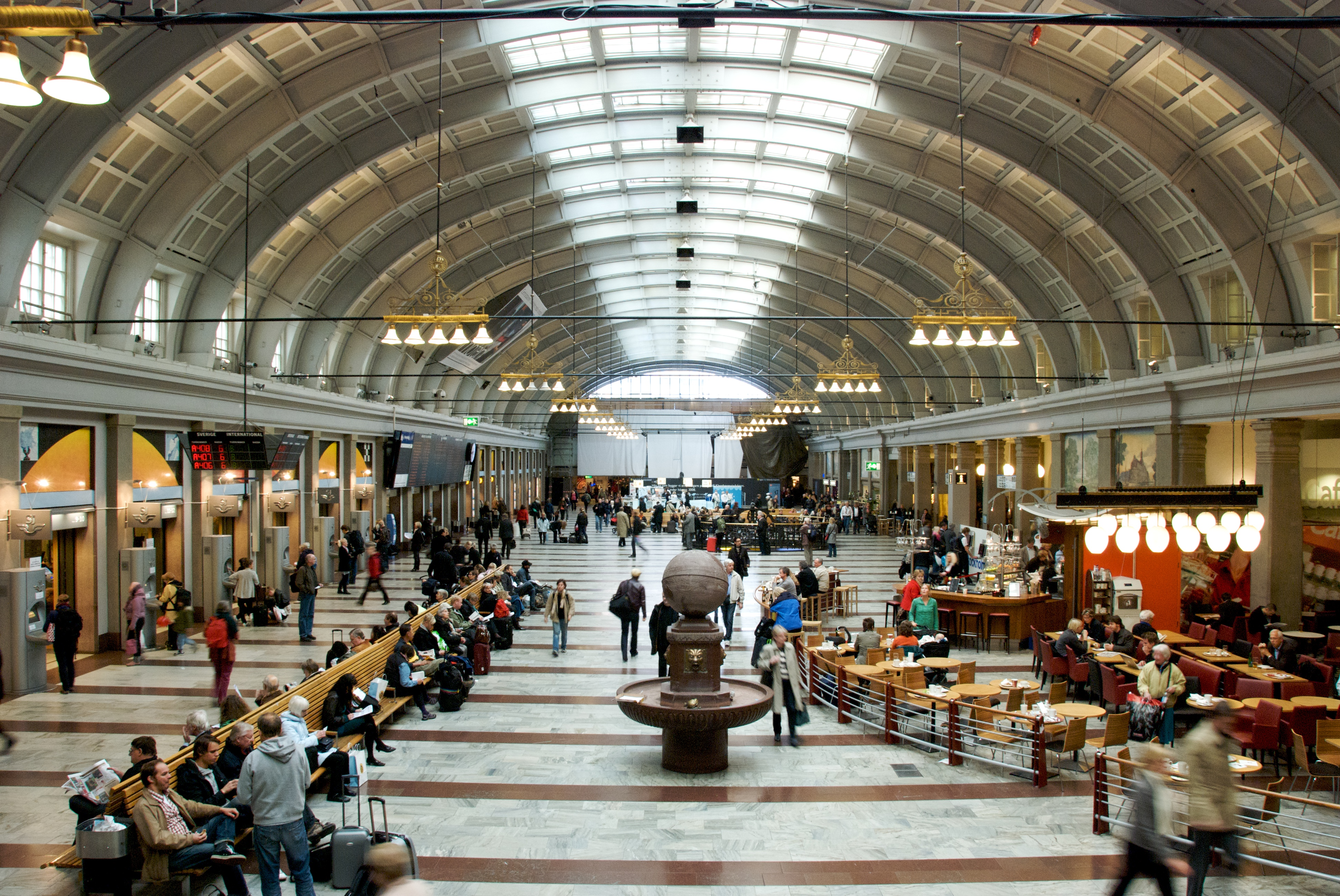
محطة ستوكهولم المركزي

يوجد في السويد 162,707 كيلومترا من الطرق المعبدة و1,428 كيلومتر من الطرق السريعة. يصل الطريق السريع بين السويد والدنمارك على جسر أوريسند إلى ستوكهولم وغوتنبرغ وأوبسالا وأوديفالا. لا يزال نظام الطرق السريعة قيد الإنشاء حيث أنشئ طريق سريع جديد من أوبسالا إلى يافله انتهى العمل به في 17 أكتوبر 2007. تبنت السويد نظام القيادة على الجانب الأيسر من حوالي 1736 واستمرت في القيام بذلك بشكل جيد في القرن العشرين. رفض الناخبون القيادة على اليمين في عام 1955، ولكن بعد إصدار البرلمان تشريعاً في عام 1963 حدث التحول في عام 1967، وهو ما يعرف باللغة السويدية بداجين إتش (يوم اتش).
قطاع النقل بالسكك الحديدية مخصخص أيضاً، ولكن رغم وجود العديد من الشركات المملوكة للقطاع الخاص، لا تزال الكثير من الشركات المشغلة مملوكة للدولة أو البلديات. من هذه الشركات اس جاي وفيوليا للنقل ومجموعة كونيكس وغرين للشحن وتاجكومبنيت وإنلاندسبانلن وعدد من شركات الإقليمية. معظم خطوط السكك الحديدية تملكها وتشغلها بافيركيت.
أكبر المطارات تشمل مطار أرلاندا ستوكهولم (17.91 مليون راكب في عام 2007) ويقع 40 كيلومتراً إلى الشمال من ستوكهولم ومطار غوتنبرغ - لاندفيتر (4.3 مليون راكب في عام 2006) ومطار استكهولم سكافستا (2.0 مليون مسافر). تستضيف السويد اثنين من أكبر شركات الموانئ في الدول الإسكندنافية، شركة ميناء جوتبرج (غوتنبرغ) وشركة ميناء كوبنهاغن مالمو الدولية.

### السياسة العامة
تعد السويد واحدة من أكثر دول العالم تطوراً من حيث الرفاه الاجتماعي. تمتلك البلاد أعلى مستوى من الإنفاق الاجتماعي من الناتج المحلي الإجمالي أكثر من أي دولة أخرى. بالإضافة إلى ذلك توفر وصولاً شاملاً للتعليم والرعاية الصحية حيث الجميع على قدم المساواة.
قدمت السويد عبر التاريخ دعماً قوياً للتجارة الحرة (ما عدا الزراعة) وحقوق ملكية قوية وثابتة في أغلب الأحيان، على الرغم من أن بعض الاقتصاديين يلمح إلى أن السويد عززت بعض الصناعات ودعمت البحث والتطوير فيها خلال السنوات الأولى من تحول البلاد نحو التصنيع. بعد الحرب العالمية الثانية وسعت سلسلة من الحكومات من فلسفة دولة الرفاهية ورفعت من العبء الضريبي. خلال هذه الفترة أصبح النمو الاقتصادي السويدي أحد أعلاها في العالم. كما أدت سلسلة من الإصلاحات الاجتماعية المتعاقبة إلى تحويل البلاد إلى أحد أكثر البلدان عدالة وتطوراً. أدى النمو الثابت في دولة الرفاه إلى أن حقق السويديون مستويات غير مسبوقة من الحراك الاجتماعي ونوعية الحياة، حتى يومنا هذا السويد تأتي باستمرار على رأس قوائم محو الأمية والصحة والتنمية البشرية متقدمة بفارق كبير على بعض البلدان الأكثر ثراء (على سبيل المثال الولايات المتحدة).
مع ذلك، منذ السبعينات تراجع نمو الناتج المحلي الإجمالي السويدي وراء البلدان الصناعية الأخرى، كما تراجع ترتيبها حسب الدخل الفردي من 4 إلى المركز 14 في غضون بضعة عقود. تسارع النمو الاقتصادي منذ منتصف التسعينات وأصبح أعلى مما كان عليه في معظم البلدان الصناعية الأخرى (بما في ذلك الولايات المتحدة) خلال السنوات الخمسة عشر الماضية.
بدأت السويد في كبح دولة الرفاه الاجتماعي في الثمانينات وأحياناً التقليل من بعض الخدمات، ووفقاً لمنظمة التعاون والتنمية الاقتصادية وماكنزي، تبنت السويد في الآونة الأخيرة تحولاً سريعاً نسبياً إلى السياسات الليبرالية الحديثة مثل فرنسا. تستمر الحكومة السويدية الحالية في اتجاه تعديل الإصلاحات الاجتماعية السابقة. استمر النمو بأعلى من مستويات دول الاتحاد الأوروبي الأخرى.
اعتنقت السويد السياسات الليبرالية الحديثة في عام 1990. كان القطاع الزراعي منذ الثلاثينيات عرضة للتحكم بالأسعار. في يونيو 1990، صوت البرلمان لوضع سياسة زراعية جديدة مما مثل تحولاً كبيراً بعيداً عن التحكم بالأسعار. نتيجة لذلك تراجعت أسعار المواد الغذائية نوعاً ما. مع ذلك، فإن التحرير سرعان ما أصبح موضع نقاش لأنه يتبع ضوابط الاتحاد الأوروبي.
منذ أواخر الستينات امتلكت السويد أعلى معدلات ضرائب (كنسبة مئوية من الناتج المحلي الإجمالي) في العالم الصناعي، على الرغم من أن هذه الفجوة قد تقلصت حيث تجاوزت الدنمارك السويد لتصبح ضرائبها الأكبر في البلدان المتقدمة. للسويد سياسة ضريبية متزايدة من مرحلتين حيث ضريبة الدخل تقدر بحوالي 30% يضاف إليها ضريبة إضافية على الدخل العالي تقدر بحوالي 20-25% عندما يتجاوز الدخل السنوي 320,000 كرونة سويدية في العام. يضاف إلى ذلك ضريبة القيمة المضافة على المبيعات وهي 25 ٪ وتشمل العديد من البضائع، باستثناء المواد الغذائية حيث تبلغ 12 ٪ بينما النقل والكتب 6 ٪. بينما توجد بنود معينة تخضع لضرائب إضافية، مثل الكهرباء والبنزين / الديزل والمشروبات الكحولية.
اعتبارا من عام 2007، كان إجمالي الإيرادات الضريبية نحو 47.8٪ من الناتج المحلي الإجمالي، وهو ثاني أعلى عبء ضريبي بين البلدان المتقدمة النمو، نزولا من 49.1 ٪ عام 2006. أما الضريبة المعكوسة والتي هي المبلغ الذي يذهب لجيب عامل الخدمات فهي حوالي 15 ٪ مقابل 10 ٪ في بلجيكا و30 ٪ في أيرلندا و50 ٪ في الولايات المتحدة. يبلغ الإنفاق على القطاع العام نحو 53 ٪ من الناتج المحلي الإجمالي. يشكل الموظفون لدى الدولة وموظفو البلديات حوالي ثلث مجموع القوى العاملة وهو أكثر بكثير مما في معظم البلدان الغربية. حيث فقط الدنمارك تتجاوزها بنسبة (38 ٪ من القوى العاملة الدنماركية). كما الإنفاق على عمليات النقل مرتفع أيضاً.
ثمانون في المئة من القوى العاملة منظمة في نقابات لها الحق في انتخاب ممثلين اثنين لمجالس جميع الشركات السويدية التي تمتلك أكثر من 25 موظفاً. تمتلك السويد نسبة كبيرة نسبياً من الإجازات المرضية لكل عامل بين دول منظمة التعاون والتنمية الاقتصادية حيث يفقد العامل العادي 24 يوماً بسبب المرض. في ديسمبر 2008، بلغ عدد العاملين في الفئة العمرية 16-64 نحو 75.0 ٪. كان اتجاه العمالة قويا للغاية في عام 2007. ويستمر الاتجاه الإيجابي خلال النصف الأول من عام 2008، ولكن معدل الزيادة تباطأ. وفقاً لإحصاءات السويد معدل البطالة في ديسمبر كانون الأول عام 2008 كان بنسبة 6.4 ٪.

## العلم والتعليم

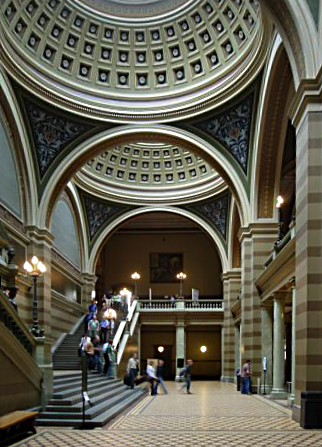
جامعة أوبسالا (تأسست 1477)

تضمن الدولة للأطفال الذين تتراوح أعمارهم بين 1-5 سنوات من العمر مكاناً في دور الحضانة العامة السويدية. أما للذين تتراوح أعمارهم بين 6 و16 فيحضرون التعليم الإلزامي والشامل. سجل الطلاب السويديون بعمر 15 عاماً درجات قريبة من متوسط منظمة التعاون والتنمية الاقتصادية في برنامج تقييم الطلاب الدولي. بعد الانتهاء من الصف التاسع، يستمر حوالي 90 ٪ من الطلاب في الثانوية العليا لمدة ثلاث سنوات، والتي قد تقود إلى مؤهل مهني أو قبول في الجامعة. يمول النظام المدرسي إلى حد كبير من الضرائب.
تعامل الحكومة السويدية المدارس العامة والمستقلة على قدم المساواة  من خلال تقديم قسائم تعليم في عام 1992 وذلك يجعلها واحدة من أوائل الدول في ذلك في العالم بعد هولندا. يمكن لأي شخص أن ينشئ مدرسة للربح ويجب على البلدية أن تدفع لتلك المدرسة ما تدفعه للمدارس العامة. وجبة الغداء المدرسية مجانية لجميع الطلاب في السويد، وعادة ما تشمل واحدة أو اثنتين من الوجبات الساخنة ووجبة للنباتيين وسلطات وفاكهة وخبز وحليب وماء. تقدم بعض المدارس وخاصة رياض الأطفال والمدارس المتوسطة وجبة الإفطار مجاناً لمن يرغب في الإفطار قبل بدء الدوام المدرسي.
هناك عدد من الجامعات والكليات المختلفة في السويد، أقدم الجامعات وأكبرها في أوبسالا ولوند وغوتنبرغ وستوكهولم. تمتلك بلدان قليلة فقط مثل كندا والولايات المتحدة واليابان وكوريا الجنوبية مستويات أعلى من عدد الحاصلين على شهادة التعليم العالي. كما هو الحال مع عدد من الدول الأوروبية الأخرى، تدعم الحكومة أقساط الطلاب الأجانب الراغبين بالحصول على شهادة من المؤسسات السويدية، رغم أن الحكومة مؤخراً أصدرت تعديلاً يقصر المساعدات على الطلاب من السوق الأوروبية المشتركة وسويسرا.

### العلوم والتكنولوجيا

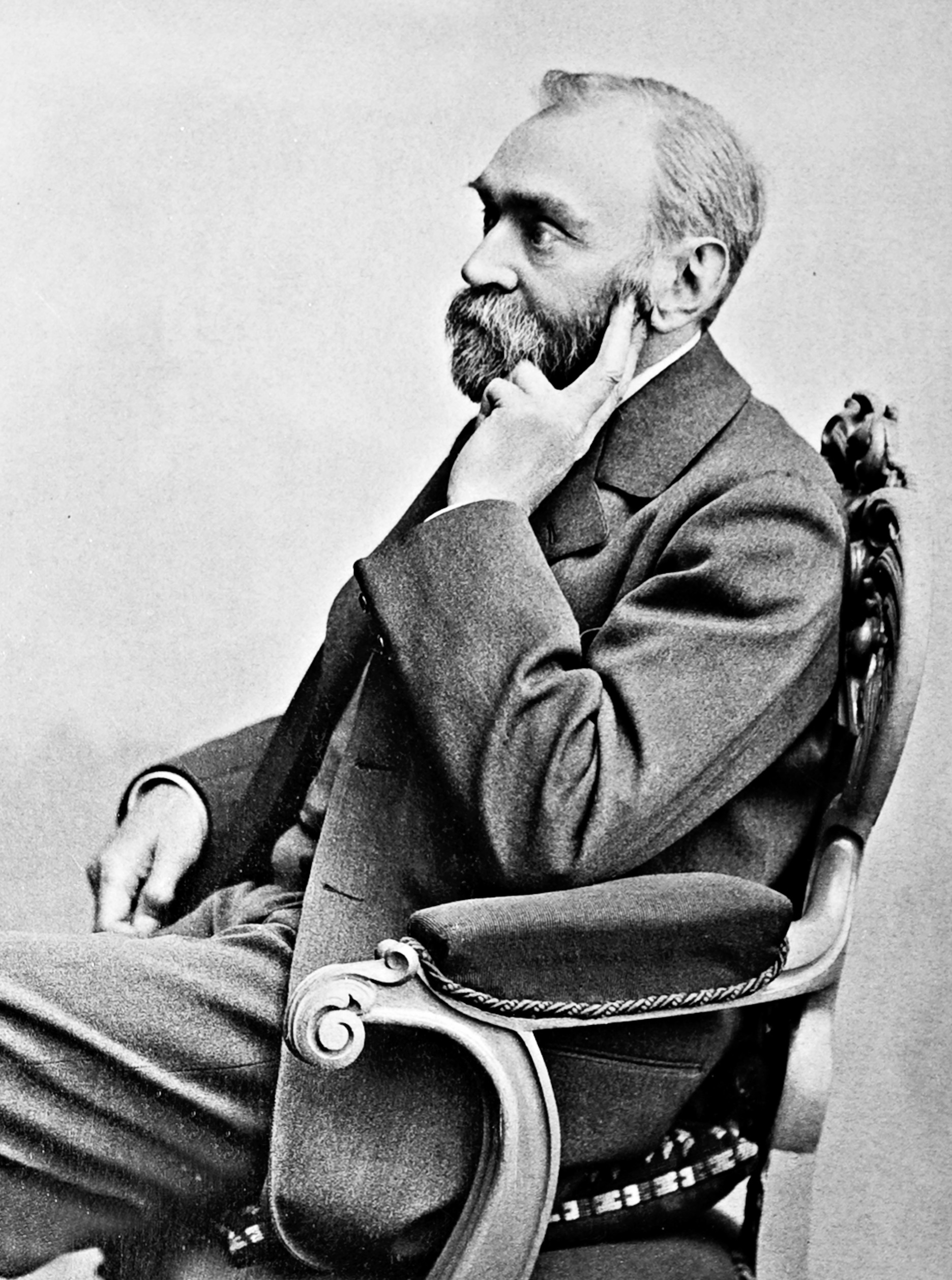
ألفرد نوبل، مخترع الديناميت ومؤسسة جائزة.

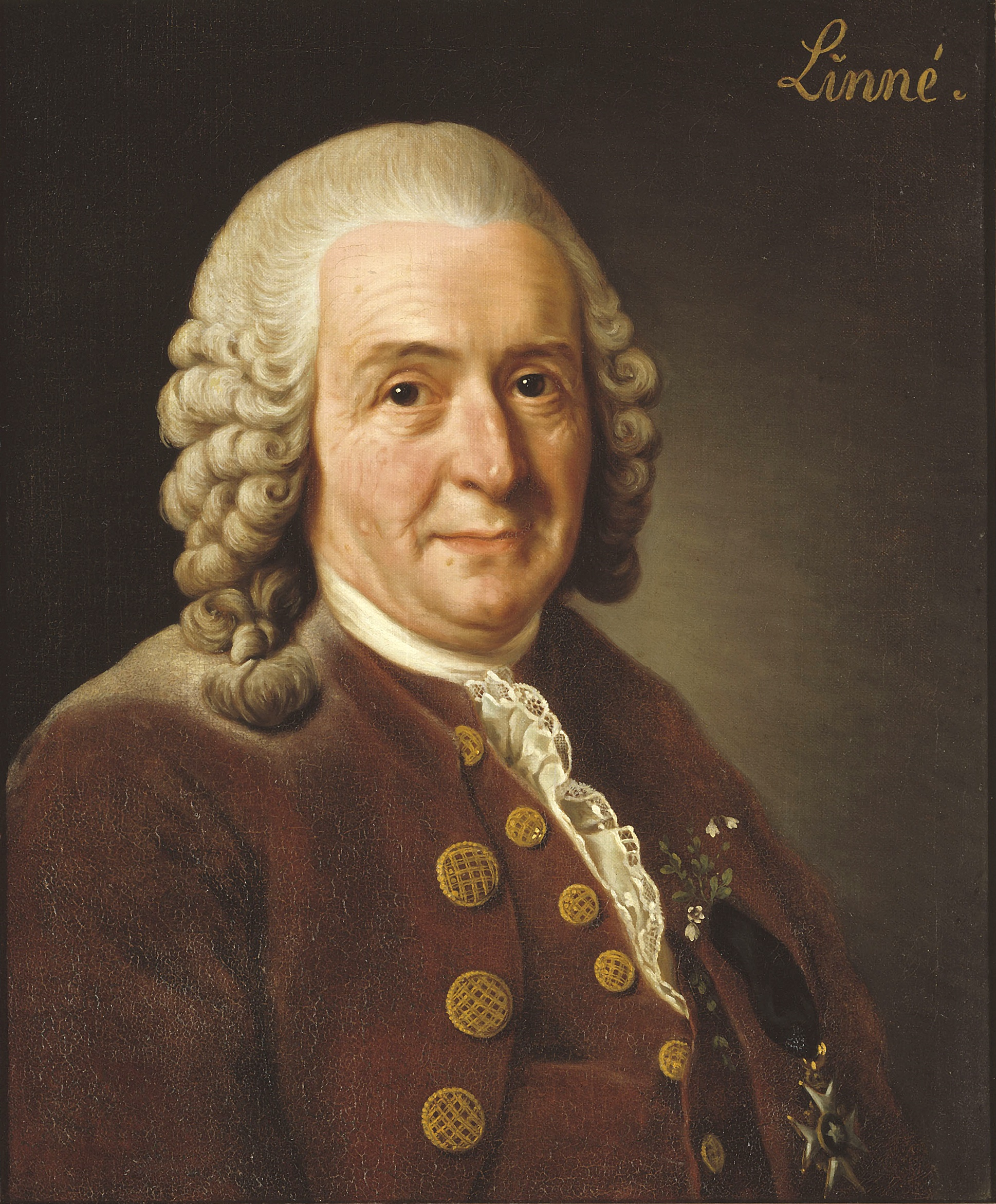
كارل لينيوس وضـع الأسس لنظام التسميات الحديثة ذات الحدين. ومن المعروف أنه والد التصنيف الحديثة، ويعتبر أيضا واحدا من الآباء من علم بيئة حديثة.

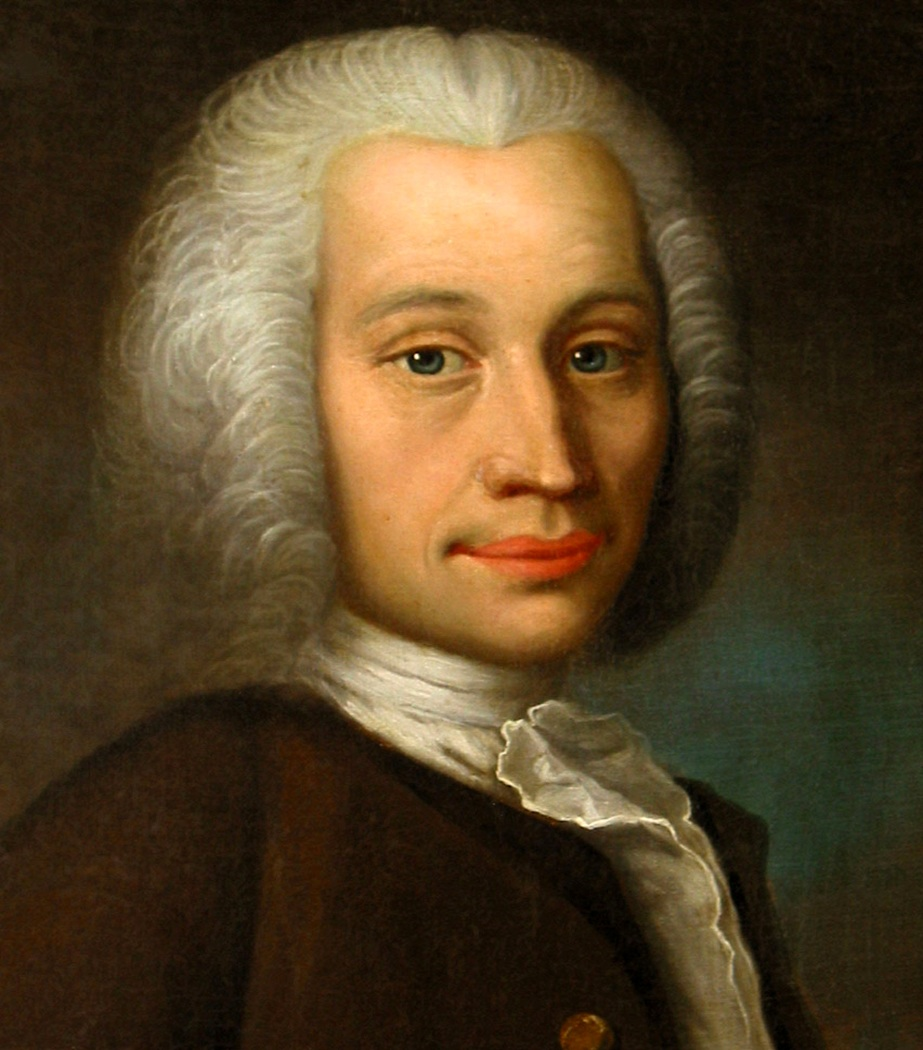
اندرس سيلسيوس مخترع، من درجة حرارة مئوية.

كونها دولة متقدمة صناعية، فإن البحث والتطوير يلعب دوراً رئيسياً في التنمية الاقتصادية وكذلك بالنسبة للمجتمع في إطار أكبر.
يخصص كلا القطاعان العام والخاص في السويد ما يقرب من أربعة في المائة من الناتج المحلي الإجمالي في البحث والتطوير، مما يجعل من السويد من الرواد بين بلدان العالم التي تستثمر في البحث والتطوير من حيث النسبة المئوية من الناتج المحلي الإجمالي. مستوى البحوث السويدية مرتفع حيث تقود السويد العالم في عدد من المجالات المهمة. تتصدر السويد أوروبا في الإحصاءات المقارنة سواء من حيث الاستثمارات في البحوث كنسبة مئوية من الناتج المحلي الإجمالي أو في عدد الأعمال العلمية المنشورة للفرد الواحد.
على الرغم من كونها بلداً صغيراً نسبياً، فإن السويد منذ فترة طويلة في طليعة البحث والتطوير. أكدت الحكومة السويدية لعدة عقود التزامها بتعزيز البحث والتطوير والأنشطة العلمية. ساعدت هذه المشاركة القوية في جعل السويد بلداً رائداً في العالم من حيث الابتكار، حيث حلّت في المركز الثالث في مؤشر الابتكار العالمي عام 2022 والثاني عامي 2023 و2024،
. لسنوات عديدة والسويد كانت لاعباً بارزاً في منظمة التعاون والتنمية الاقتصادية من حيث حجم استثماراتها واستخدامها التكنولوجيا المتقدمة. في مقارنة دولية، فإن الصناعة التكنولوجية الدقيقة كبيرة في كل مجالات التنكولوجيا العالية وخصوصاً في مجال الاتصالات اللاسلكية والأدوية.
علاوة على ذلك تصنف السويد في المرتبة الأولى أو الثانية من حيث عدد الأوراق العلمية في مجالات العلوم الطبية والعلوم الطبيعية والهندسية في عام 2001. كانت السويد رائدة على مستوى العالم في مجال العلوم الطبية والثانية فقط بعد سويسرا في مجال العلوم الطبيعية والهندسة من حيث عدد المطبوعات فيما يتعلق بحجم السكان.
انطلقت الثورة العلمية السويدية في القرن الثامن عشر. بينما استوردت التقدم التقني سابقاً من أوروبا. في عام 1739، تأسست الأكاديمية الملكية السويدية للعلوم، وضمت في بداياتها أعلاماً مثل كارولوس لينيوس وأندرس سلزيوس. العديد من الشركات التي أسسها الرواد الأوائل لا تزال معروفة دولياً. أسس غوستاف دالين ا.ج.ا، وحصل على جائزة نوبل لاختراعه صمام الشمس. بينما اخترع ألفرد نوبل الديناميت وأسس جائزة نوبل. أطلق لارس ماغنوس اريكسون الشركة التي تحمل اسمه - إريكسون - والتي لا تزال واحدة من أكبر شركات الاتصالات في العالم. جوناس وينستورم كان رائداً في دراسة التيار المتناوب جنباً إلى جنب مع المخترع الصربي تسلا ولهما الفضل باعتبارهما من مخترعي النظام الكهربائي ذي الثلاث مراحل.
لا تزال هندسة الصناعة التقليدية تشكل مصدراً رئيسياً للاختراعات السويدية، ولكن الادوية والإلكترونيات وغيرها من الصناعات ذات التكنولوجيا العالية تكتسب أهمية. تترا باك هو اختراع لتخزين المواد الغذائية السائلة، من بنات أفكار إريك والنبرغ. أما هاكان لانس فاخترع نظام التحديد الآلي، وهو معيار عالمي للشحن البحري والطيران المدني. لوسيك - وهو دواء قرحة - كان من أفضل الأدوية في العالم في التسعينات وتم تطويره من قبل شركة أسترا زينيكا. لا يزال جزء كبير من الاقتصاد السويدي حتى يومنا هذا يعتمد على أساس تصدير الاختراعات التقنية، والعديد من الشركات الكبرى متعددة الجنسيات في السويد تعود أصولها إلى براعة المخترعين السويديين.
يسجل للمخترعين السويديين مجموع براءات اختراع يقدر بنحو 33,523 في عام 2007 في الولايات المتحدة وفقاً لمكتب براءات الاختراع والعلامات التجارية الأمريكي. وهكذا تقع السويد خلف عشرة بلدان أخرى فقط من حيث عدد براءات الاختراع.

## الديموغرافيا

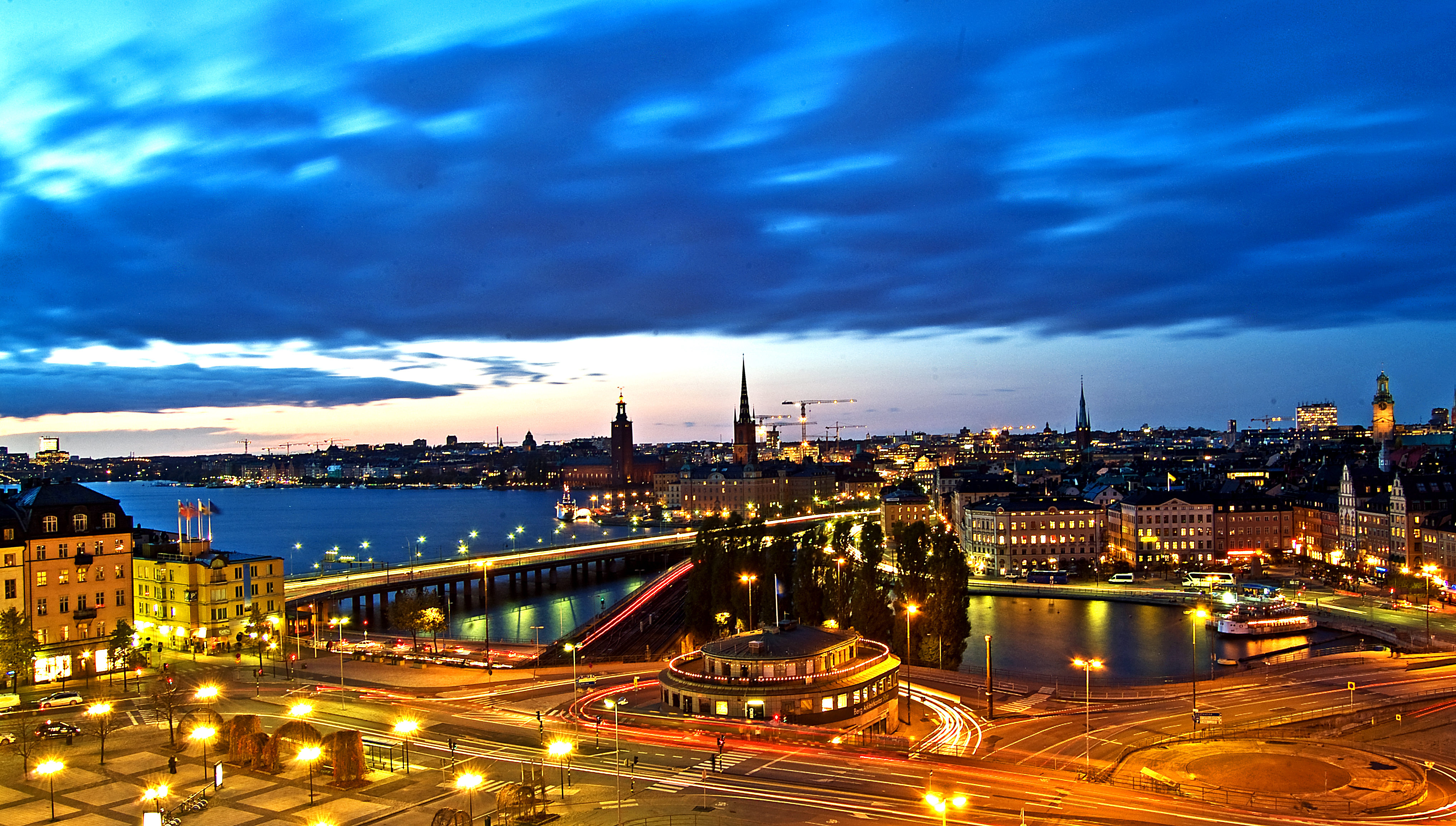
ستوكهولم العاصمة وأكبر مدينة في السويد.

بلغ عدد سكان السويد عام 2018 في شهر يوليو 10٬182٬291 نسمة بحسب مكتب إحصاءات السويد. تجاوز العدد تسعة ملايين لأول مرة في 12 أغسطس 2004 وفقاً لإحصاءات السويد. تبلغ الكثافة السكانية 20.6 نسمة/كم2 وهي أعلى بكثير في الجنوب مما هي عليه في الشمال. يعيش حوالي 85 ٪ من السكان في المناطق الحضرية. يقطن العاصمة ستوكهولم حوالي 800 ألف نسمة. بينما ثاني وثالث أكبر المدن هي غوتنبرغ ومالمو.
في إحصاء عام 2007، قدرت نسبة المولودين خارج البلاد بنحو 13.4% من إجمالي عدد السكان. يعكس هذا الرقم الهجرة بين بلدان الشمال نفسها والمراحل الأولى من هجرة العمالة وهجرات اللاجئين اللاحقة. تحولت السويد من دولة طاردة للسكان بعد الحرب العالمية الأولى إلى دولة جاذبة[ ؟ ] للسكان بعد الحرب العالمية الثانية. بلغت الهجرة أعلى نسبها في عام 2008 حيث هاجر إلى السويد 101,171 شخص في ذاك العام.

المهاجرين والنازحين، والسويد، 1850-2007

أكبر مجموعات المهاجرين الذين يعيشون في السويد في عام 2008 هي من الأشخاص الذين ولدوا في فنلندا (175,113) والعراق (109,446) ويوغوسلافيا السابقة (72,285) وبولندا (63,822) وإيران (57,663) والبوسنة والهرسك (55,960) والدنمارك (44,310) والنرويج (44,310) وتشيلي (28,118) وتايلاند (25,858) والصومال (25,159) ولبنان (23,291). قدم معظم المهاجرين في العقد الأخير من العراق وبولندا وتايلاند والصومال والصين.
وصلت الهجرة من بلدان الشمال الأوروبي ذروتها حيث بلغت أكثر من 40,000 في العام في الفترة من 1969-1970 بعدما أدخلت في عام 1967 قواعد الهجرة الجديدة التي صعبت الأمر على المهاجرين من خارج المنطقة الشمالية للاستقرار في السويد لأسباب تتعلق بسياسة سوق العمل. تزايدت هجرة اللاجئين وعائلاتهم قادمين من خارج المنطقة الإسكندنافية بشكل كبير في أواخر ثمانينيات القرن الماضي، حيث قدم العديد منهم من آسيا وأمريكا، وخصوصاً من إيران وتشيلي.
منذ التسعينيات وصلت مجموعة أخرى كبيرة من المهاجرين من يوغوسلافيا السابقة والشرق الأوسط. في 15 ديسمبر 2008، وضعت قواعد جديدة لهجرة العمال، مما سهل الهجرة من خارج الاتحاد الأوروبي لأسباب سوق العمل. معظم المهاجرين في سوق العمل حتى الآن من المهندسين المتخصصين في تكنولوجيا المعلومات من الهند والصين والولايات المتحدة.
خلال الفترة ما بين 1820-1930، هاجر ما يقرب من 1.3 مليون سويدي أي ما يعادل ثلث سكان البلاد إلى أمريكا الشمالية ومعظمهم إلى الولايات المتحدة. هناك أكثر من 4.4 مليون سويدي أمريكي وفقاً لمكتب الأحصاء الأمريكي في عام 2006. بينما يبلغ تعداد المجتمع السويدي الكندي 330,000 نسمة.
| 1  | ستوكهولم  | 2,019,182 (2010) |
| 2  | غوتنبرغ   | 926,654          |
| 3  | مالمو     | 635,224          |
| 4  | أوبسالا   | 197,356          |
| 5  | فاستيراس  | 135,936          |
| 6  | أوريبرو   | 135,421          |
| 7  | لينشوبينغ | 127,100          |
| 8  | هلسنجبورج | 97122            |
| 9  | يونشوبينغ | 89396            |
| 10 | نورشوبينغ | 129,867          |

### اللغة

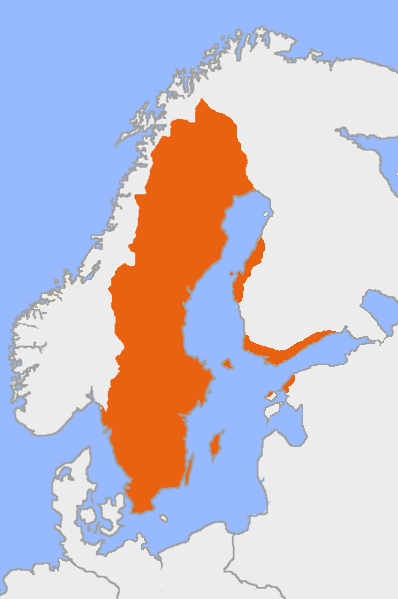
توزيع المتحدثين باللغة السويدية

اللغة الرسمية في السويد هي اللغة السويدية،  وهي إحدى اللغات الجرمانية الشمالية، وتشبه إلى حد بعيد اللغة الدنماركية واللغة النرويجية ولكن الاختلاف يكمن في اللفظ والهجاء. يجد النرويجيين قليلا من الصعوبة في فهم اللغة السويدية، كما يمكن للدنماركيين أيضاً فهمها، بصعوبة أكثر قليلاً من النرويجيين. تأثرت اللهجات السويدية المستخدمة في سكانيا التي تقع في أقصى جنوب البلاد بالدنماركية لكون تلك المنطقة تاريخياً جزءاً من الدنمارك. يشكل السويديون الفنلنديون أكبر أقلية لغوية ويشكلون 5% من سكان السويد،  ويعترف بالفنلندية كلغة أقلية.
هناك أيضاً أربع لغات أقليات أخرى ومعترف بها وهي مينكيلي وسامي والرومنية واليديشية. أصبحت السويدية لغة البلاد الرسمية في 1 تموز 2009، عندما تم تنفيذ القانون اللغوي الجديد. أثيرت مسألة إعلان السويدية كلغة رسمية في الماضي وصوت البرلمان على هذه المسألة في عام 2005 ولكن هذا الاقتراح فشل بهامش بسيط.
يجيد غالبية السويديين وبدرجات متفاوتة التحدث باللغة الإنجليزية، وخاصة أولئك الذين ولدوا بعد الحرب العالمية الثانية. يرجع الفضل إلى الروابط التجارية والسفر خارج البلاد والنفوذ الانجلو-اميركي القوي وترجمة الأفلام والبرامج التلفزيونية الأجنبية عوضاً عن دبلجتها. إضافة إلى التشابه النسبي بين اللغتين مما يجعل من تعلم الإنكليزية سهلاً. أظهر مسح لليوروبار في عام 2005 أن 89% من السويديين يتحدثون الإنكليزية إلى حد ما.
أصبحت الإنجليزية مادة إلزامية لطلاب المدارس الثانوية الذين يدرسون العلوم الطبيعية منذ عام 1949، وكانت مادة إلزامية لجميع الطلبة السويديين منذ أواخر أربعينيات القرن الماضي. اللغة الإنجليزية حالياً مادة إجبارية (حسب السلطات المدرسية المحلية) بين الصف الأول والصف التاسع، مع استمرار جميع التلاميذ في المدارس الثانوية لعام آخر على الأقل في دراسة اللغة. يدرس معظم الطلاب أيضاً لغة أخرى أو اثنتين. تشمل تلك اللغات الألمانية والفرنسية والأسبانية وغيرها. أما الدنماركية والنرويجية فتدرسان أيضاً في بعض الأحيان كجزء من دورات اللغة السويدية الأم.

### الديانة
اعتنق السويديون قبل القرن الحادي عشر النوردية والتي تعبد آلهة إيسير ومركزها في هيكل أوبسالا. تغيرت قوانين البلاد مع التحول إلى المسيحية في القرن الحادي عشر حيث منعت عبادة الآلهة الأخرى حتى أواخر القرن التاسع عشر.
بعد الإصلاح البروتستانتي في ثلاثينيات القرن السادس عشر، حدث تغيير تحت تأثير مساعد مارتن لوثر السويدي أولاوس بيتري حيث ألغيت سلطة الكنيسة الكاثوليكية الرومانية وانفصلت الكنيسة عن الدولة مما سمح للوثرية بالانتشار. أنجزت هذه العملية في مجمع أوبسالا الكنسي عام 1593. أصبحت اللوثرية دين الدولة الرسمي. خلال حقبة الإصلاح اللاحقة والتي تعرف عادة بعصر اللوثرية الأرثوذكسية ظهرت مجموعات صغيرة من غير اللوثريين وخاصة الكالفينيين الهولنديين وكنيسة مورافيا والفالونيين أو الهوغينو الفرنسيون من بلجيكا، حيث لعبت هذه المجموعات دورها في التجارة والصناعة وجرى التسامح معها طالما حافظت على معتقداتها سراً. امتلكت قومية سامي في الأصل دينها الشاماني الخاص غير أنهم تحولوا إلى اللوثرية السويدية على يد المبشرين في القرنين السابع عشر والثامن عشر. وأعطيت حرية ممارسة المسيحية الأرثوذكسية الشرقية لمواطني الدول الأجنبية وبصورة رئيسية الروس منذ توصل البلدين إلى معاهدة ستولبوفو عام 1617. وكفلت السويد حق حرية الممارسة الدينية للأجانب من الأنجليكيين وكالفينيين في ستوكهولم عام 1741 وغوتنبرغ عام 1747. وحصل الكاثوليك على حريات مماثلة بدءاً من عام 1781.

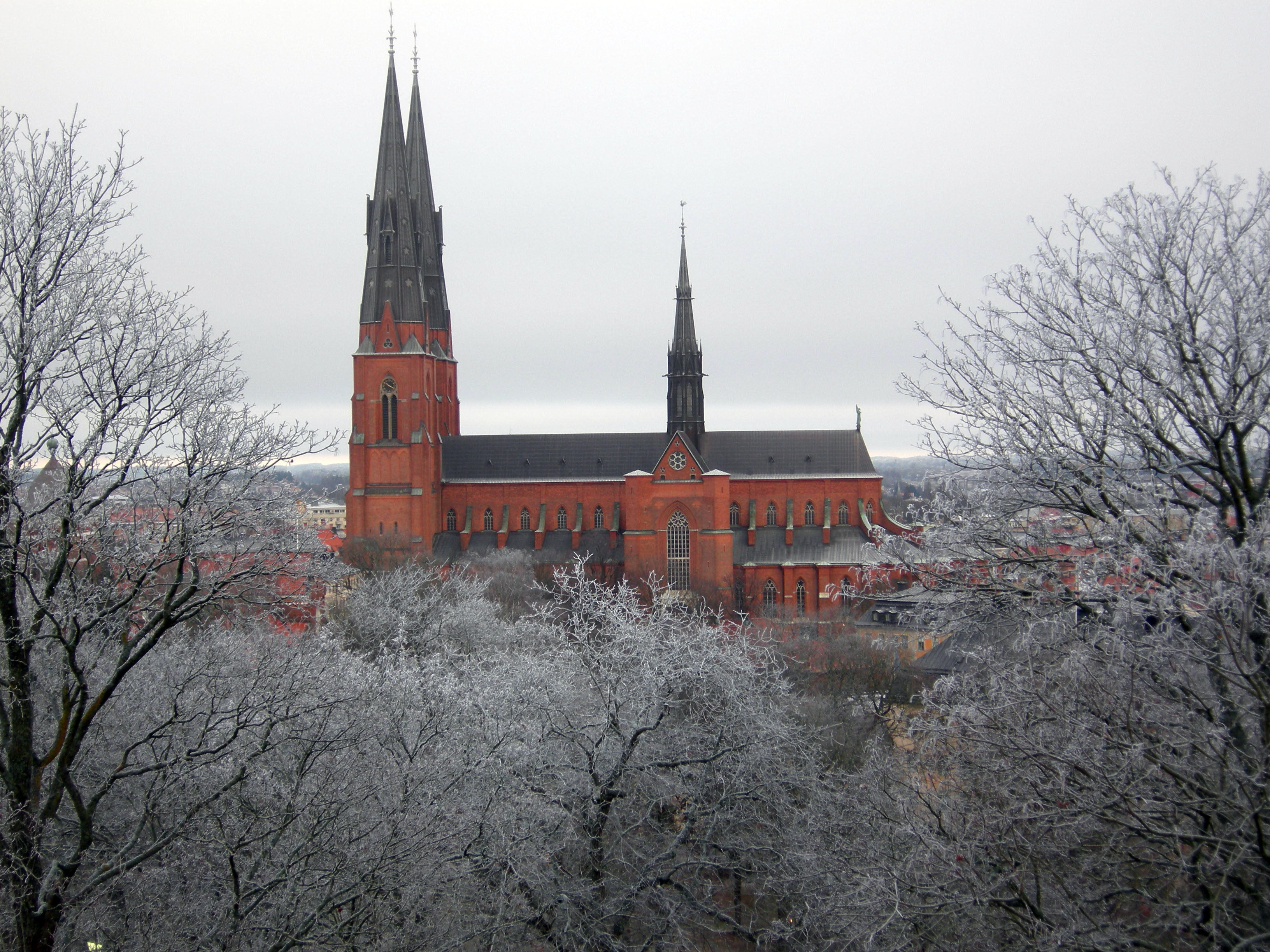
كاتدرائية أوبسالا

لم يكن مسموحاً علنا بالعيش والعمل في السويد لأصحاب الديانات الأخرى، بما في ذلك اليهودية والكاثوليكية الرومانية، قبل إعلان الحرية الدينية في أواخر القرن الثامن عشر. ومع ذلك، حتى عام 1860 كان يمنع قانوناً تحول اللوثريين السويديين إلى اعتناق دين آخر. شهد القرن التاسع عشر، وصول كنائس انجيلية حرة مختلفة ومع نهاية القرن ظهرت العلمانية، مما دفع بالكثيرين إلى الابتعاد عن طقوس الكنيسة. ترك كنيسة السويد أصبح شرعياً من خلال قانون المنشق لعام 1860، لكن بشرط الدخول في أي فئة مسيحية أخرى. أما البقاء خارج أي طائفة دينية لم يسمح به إلا مع قانون حرية التدين في عام 1951. في عام 2000 تم فصل كنيسة السويد عن الدولة وهكذا لا تمتلك السويد كنيسة رسمية.
تفيد إحصائيات التعداد السكاني لنهاية عام 2015 أنَّ 69.9% من السويديين ينتمون إلى الديانة المسيحية، وتفيد إحصائيات نهاية عام 2016 أن 61.2% من السويديين ينتمون إلى كنيسة السويد (اللوثرية) وقد انخفض هذا العدد على مدى العقدين الماضيين بمعدل سنوي يقارب 1%. رغم ذلك فإن نسبة المواظبين على حضور الكنيسة في أيام الأحد تتقلص إلى 2% فقط. يعود سبب هذا العدد الكبير من الأعضاء غير الفاعلين إلى أنه وحتى عام 1996 كان المولودون الجدد يعتبرون تلقائياً أعضاء في كنيسة السويد إذا ما انتمى إليها أحد الأبوين. منذ عام 1996 لا يحتسب إلا الأطفال المعمدون. ينتمي حالياً ما يقارب 275,000 سويدي إلى مختلف الكنائس الحرة وبالإضافة إلى ذلك وبسبب كونها دولة جاذبة هناك الآن نحو 92,000 كاثوليكي ونحو 100,000 من المسيحيين الأرثوذكس الشرقيين.
تأسس أول تجمع إسلامي عام 1949، عندما هاجرت مجموعة صغيرة من التتار من فنلندا. بقي وجود الإسلام في السويد هامشيا حتى الستينيات، عندما بدأت السويد تستقبل المهاجرين من البلقان وتركيا. مزيد من الهجرة من شمال أفريقيا والشرق الأوسط زادت عدد السكان المسلمين إلى 600,000. ومع ذلك، كان منهم حوالي 110,000 فقط أعضاء في التجمعات الإسلامية عام 2010. ووفقا لمركز بيو، بلغت نسبة المسلمين في السويد حوالي 8,1% سنة 2016.
على الرغم من النسبة العالية لمنتسبي كنيسة السويد، فقد أظهرت الدراسات أن السويد هي إحدى أقل البلاد تديناً بوجود أحد أعلى معدلات الإلحاد في البلاد. وفقاً لدراسات مختلفة، لا يؤمن 46-85% من السويديين بالله. في إحصائية ليوروستات، أجاب 23% من مواطني السويد باعتقادهم «بوجود الله»، بينما 53% أجابوا «بوجود نوع من الروح أو قوة الحياة» وأجاب 23% أن لا يعتقدون «بوجود أي نوع من الروح أو قوة الحياة أو الله».

### الصحة
الرعاية الصحية في السويد مماثلة لغيرها في الدول المتقدمة. تصنف السويد بين البلدان الخمسة الأولى فيما يتعلق بأقل معدلات وفيات للرضع. كما أنها تحتل مركزاً متقدماً في متوسط الأعمار ونقاء في مياه الشرب. يجب على الشخص الذي يلتمس الرعاية الصحية أن يتصل أولاً بعيادة للحصول على موعد مع طبيب، ويمكن أن يحال بعد ذلك إلى أخصائي من عيادة الطبيب، الذي قد يوصي بدوره بالعلاج في المشفى أو خارجه أو بالرعاية الانتقائية. تخضع الرعاية الصحية لرعاية مجالس المقاطعات الـ 21 في السويد، وتمول بشكل رئيسي من الضرائب، مع رسوم رمزية للمرضى.

## الثقافة

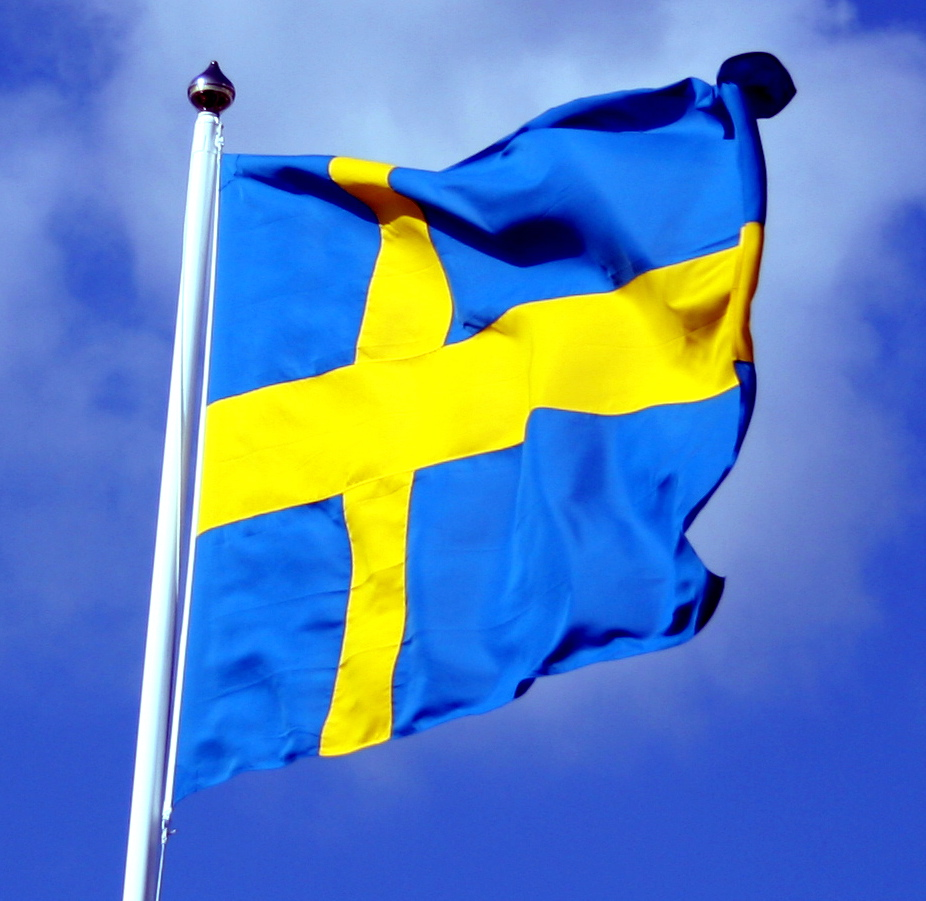
علم السويد.

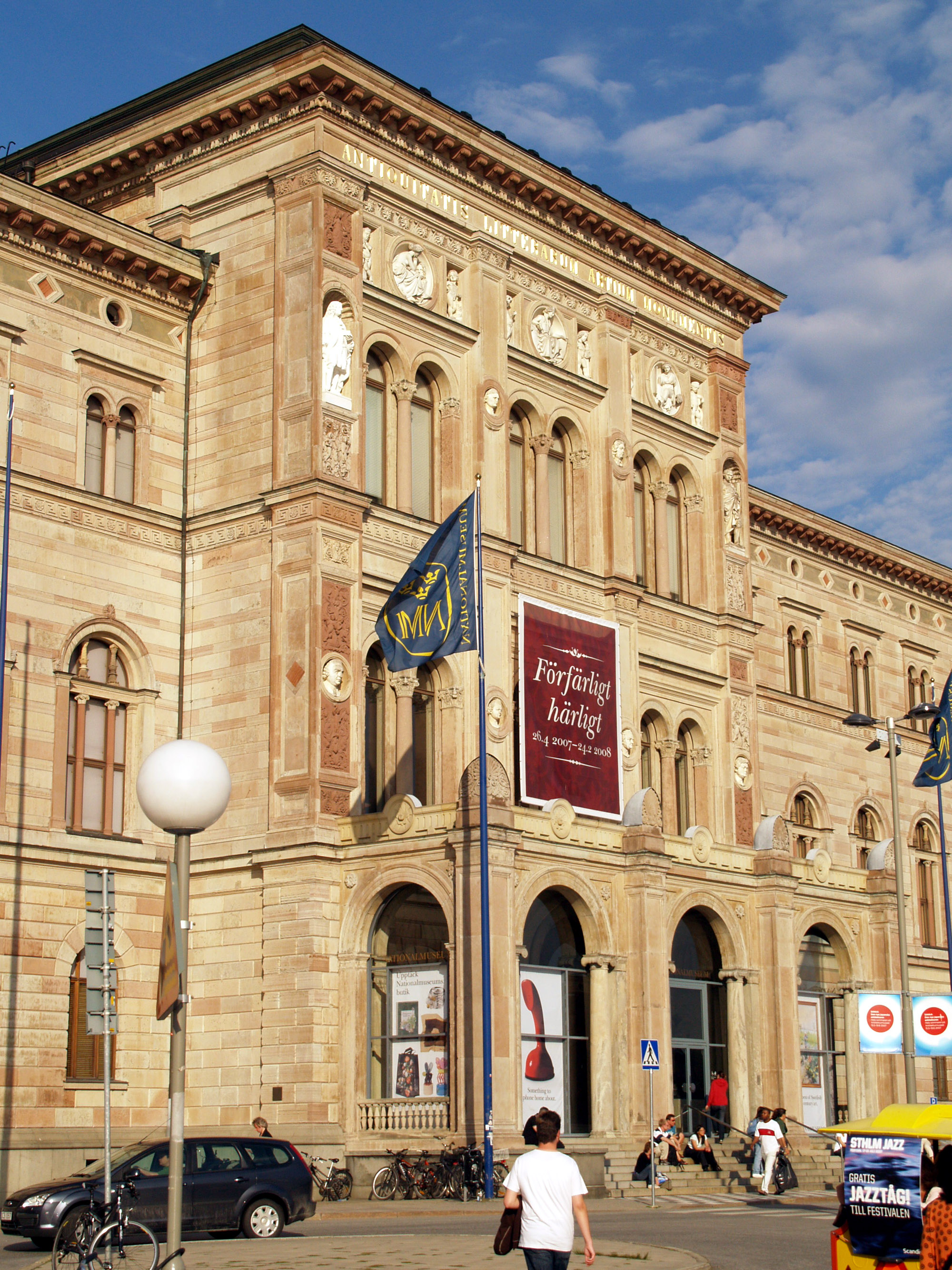
قصور في ستوكهولم.

للسويد العديد من الكتاب المعترف بهم في جميع أنحاء العالم ومنهم أوغست ستريندبرغ واستريد ليندغرين والحائزين على جائزة نوبل سلمى لاغرلوف وهاري مارتنسون. منحت إجمالاً سبع جوائز نوبل في الأدب لسويديين. أما مشاهير الفنانين والرسامين السويديين فهم من أمثال كارل لارسون واندرس سورن ومن النحاتين توبياس سيرجل وكارل ميلز.
تميزت الثقافة السويدية في القرن العشرين بأعمالها الطليعية في الأيام الأولى للسينما مع موريتز ستيلر وفيكتور سيوستروم. بين عشرينات وثمانينات القرن الماضي، نال المخرج انغمار برغمان والممثلتان جريتا جاربو وإنغريد بيرغمان اعترافاً دولياً على صعيد السينما. في الآونة الأخيرة، حصلت أفلام لوكاس موديسون ولاس هالستروم على شعبية عالمية أيضاً.
خلال الستينات والسبعينات، تزعمت السويد ما يشار إليه الآن باسم «الثورة الجنسية»، بما في ذلك المساواة بين الجنسين. في الوقت الحاضر، تمتلك السويد أعلى معدلات الأشخاص غير المتزوجين في العالم. يعكس الفيلم السويدي أنا فضولية (أصفر) (1967) وجهة نظر ليبرالية للنشاط الجنسي، بما في ذلك مشاهد جنسية اشعلت الاهتمام الدولي وأدخلت مفهوم «الخطيئة السويدية».
أصبحت السويد أيضاً ليبرالية جداً فيما يتعلق بالمثلية الجنسية حيث يتجلى ذلك في القبول الشعبي لأفلام مثل «أرني الحب» وهو فيلم عن اثنتين من مثليتي الجنس في المدينة السويدية الصغيرة أمول. منذ 1 مايو 2009، ألغت السويد قوانين «الشراكة المسجلة» واستبدلتها بقوانين الزواج محايد الجنس،  كما تقدم السويد أيضاً شراكات محلية للأزواج من نفس الجنس أو من الجنس الآخر. المعاشرة بمعنى السكن المشترك من قبل الأزواج من جميع الأعمار، بما في ذلك المراهقين والمسنين منتشرة على نطاق واسع في السنوات الأخيرة. تشهد السويد في الآونة الأخيرة طفرة في المواليد.

### الموسيقى

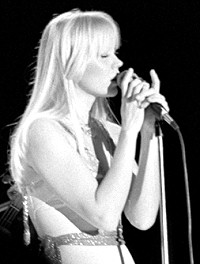
أجنيتا فالتسكوج من فرقة آبا الموسيقية السويدية وهي تؤدي عام 1977.

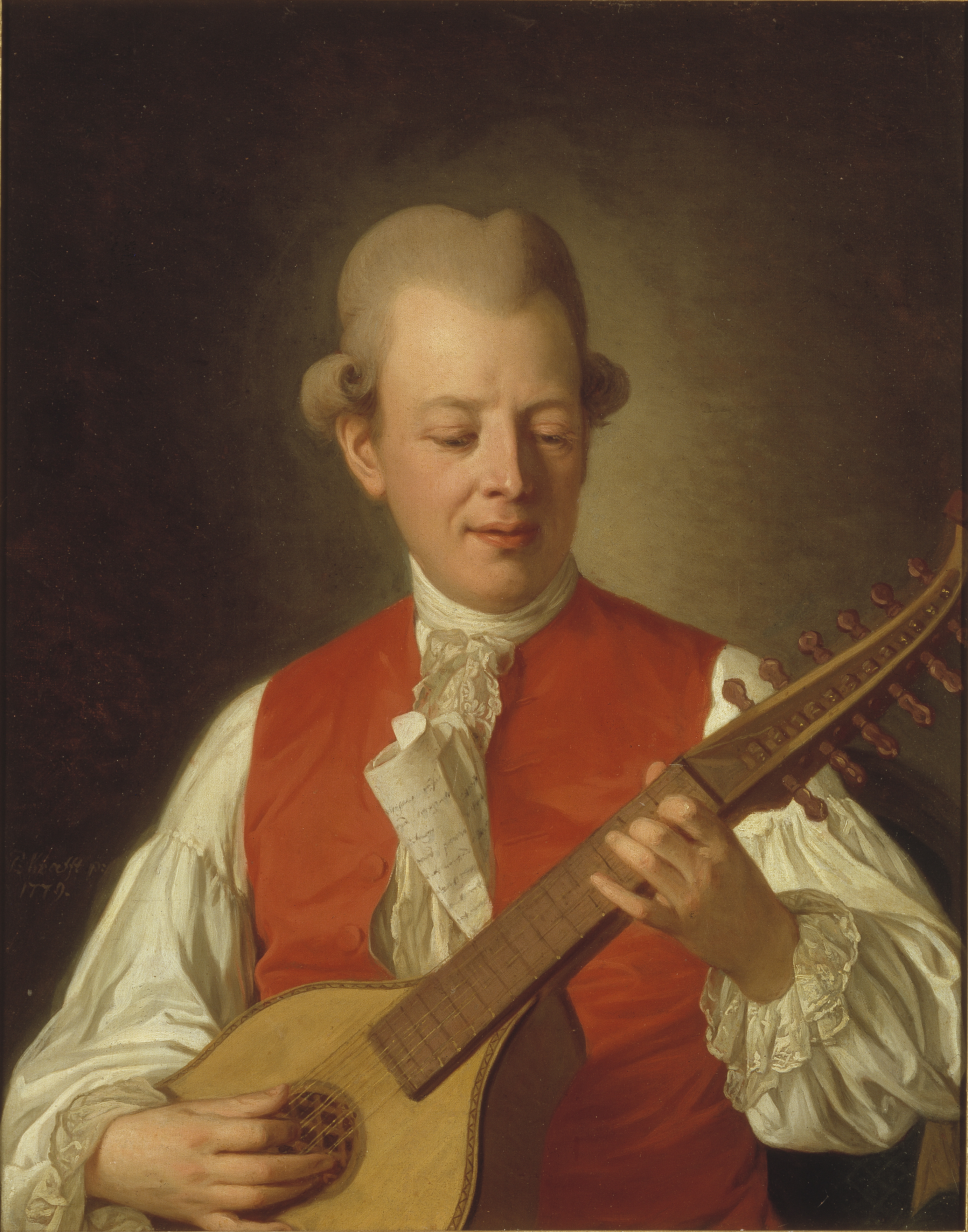
كارل مايكل المنادي.

تتمتع السويد بتقاليد موسيقية غنية تتراوح بين القصص الفولكلورية في القرون الوسطى لموسيقى الهيب هوب. ضاعت الموسيقى النوردية قبل المسيحية في التاريخ، على الرغم محاولة إحيائها من خلال الأدوات الموسيقية التي يجري اكتشافها في مواقع الفايكنغ. كانت الأدوات المستخدمة اللور (نوع من البوق) والآلات الوترية البسيطة والمزمار الخشبي والطبول. يمكن أن التراث الموسيقي للفايكنغ قد استمر في التراث الموسيقي الشعبي السويدي القديم.
تمتلك السويد أيضاً مشهد موسيقى فلكلورية هام، في كل من النمط التقليدي وكذلك في التفسيرات الحديثة والتي غالباً ما تمزج بها عناصر من موسيقى الجاز والروك. تعد فرقة فاسن تقليدية حيث تستخدم أداة تقليدية سويدية فريدة من نوعها وهي نيكلهاربا، بينما تعد فرق جارمارنا ونوردمان وهيدنينجارنا عناصر أكثر حداثة. هناك أيضاً موسيقى السامي، وتسمى يويك، والتي هي في الواقع نوع من الترانيم وتعد جزءاً من الروحانية التقليدية لشعب سامي، لكنها اكتسبت مزيداً من الاعتراف الدولي في العالم كموسيقى شعبية. يوجد في السويد سوق كبير لموسيقى العصر الجديد والموسيقى ذات الاهتمام بالبيئة والايكولوجيا وكذلك جزء كبير من موسيقى البوب والروك ذات الرسائل السياسية الليبرالية واليسارية.

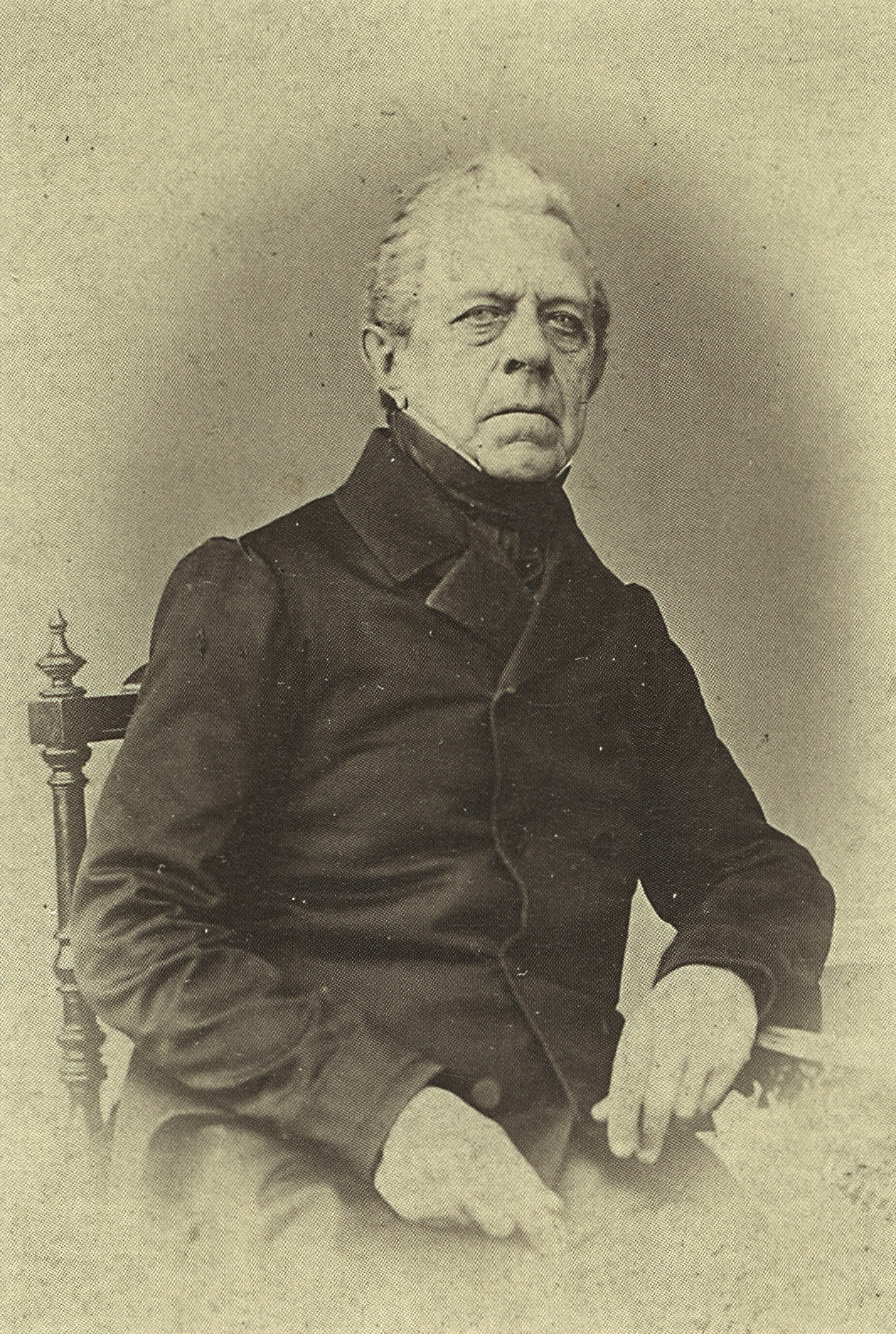
فرانز برود

السويد لديها أيضاً تقليد موسيقي كورالي بارز يعود جزئياً إلى الأهمية الثقافية للأغاني الشعبية السويدية. في الواقع، من أصل عدد السكان البالغ 9.2 مليون نسمة، يقدر أن خمسة إلى ستة مئة ألف شخص يشاركون في جوقات الغناء.

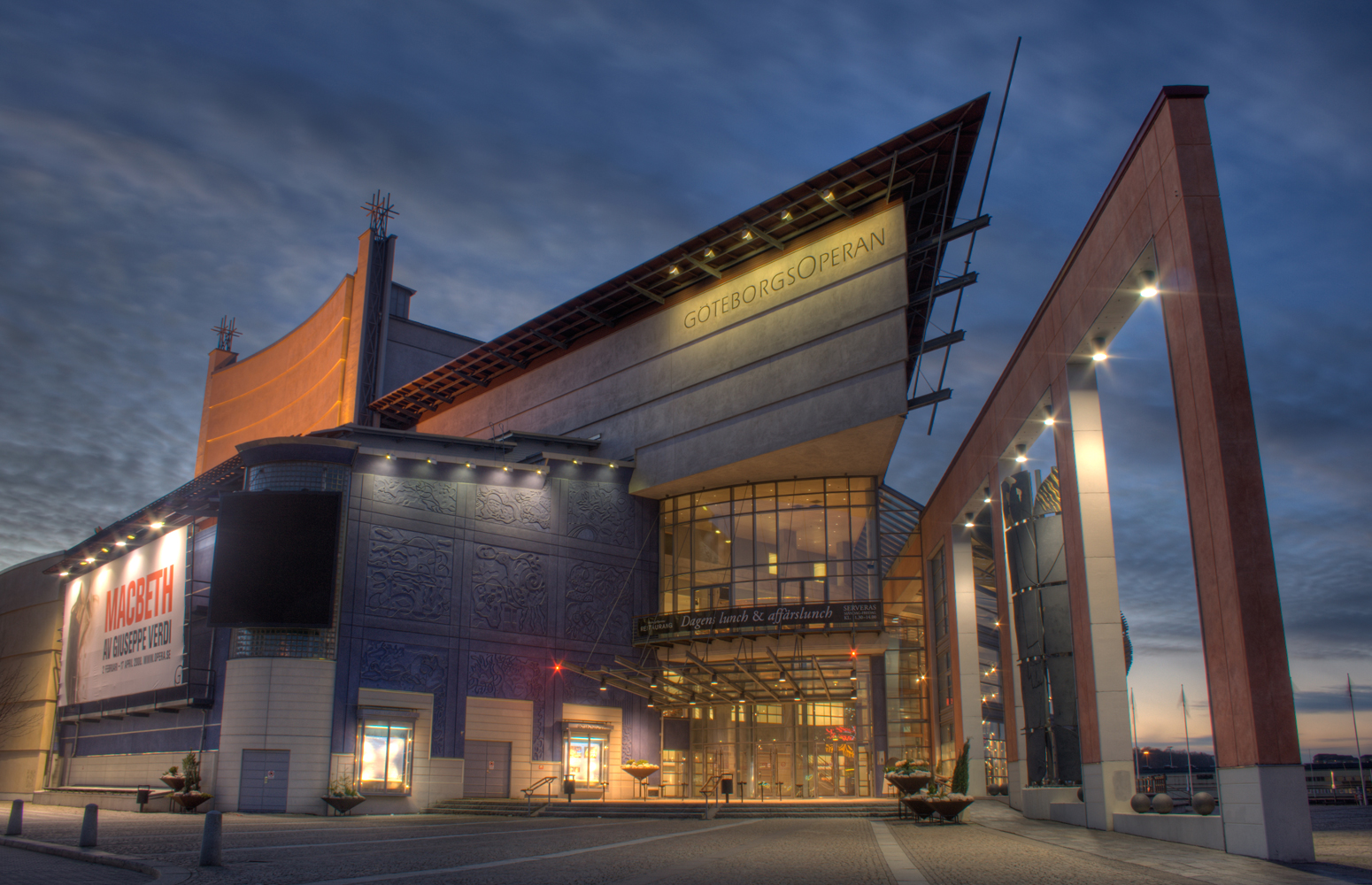
جوتنبرج أوبرا.

السويد هي ثالث أكبر مصدر للموسيقى في العالم،  مع إيرادات تجاوزت 800 مليون دولار في عام 2007، ولا يفوقها سوى الولايات المتحدة والمملكة المتحدة. كانت فرقة آبا واحدة من أول الفرق السويدية المشهورة دولياً ولا تزال تعد من بين أبرز الفرق في العالم، حيث بيعت حوالي 370 مليون أسطوانة. دخلت السويد عهداً جديداً مع آبا حيث اكتسبت موسيقى البوب السويدية شهرة على الصعيد الدولي. برزت العديد من الفرق الناجحة دولياً تلو الأخرى، مثل روكسيت وأيس أوف بيس ويوروب وايه-تينز وذا كارديغانز آند ذا هايفز وغيرها، ومؤخراً صعدت موجة من فرق البوب إندي السويدي مثل لوني دير وشاوت آوت لاودس وذا راديو ديت. أما دونجين فهي فرقة تدمج العديد من عناصر الموسيقى التقليدية السويدية في أغانيها. من أكبر فرق الروك السويدية فرقة كينت.
اشتهرت السويد أيضاً بالعدد الكبير من فرق موسيقى هيفي ميتال (معظمها ديث ميتال وميلوديك ديث ميتال)، وكذلك فرق البروغريسيف والباور ميتال. بعض الأمثلة على ذلك فرق إن فليمز ز أمون أمارث وهامرفول وبين أوف سالفيشن ودارك ترانكويليتي وأوبث وأرك إينيمي وميشوغا. كما أن عازف الإيتار الكلاسيكي الحديث يانجوي مالمستين هو من السويد.
يوجد في السويد موسيقى جاز حية. خلال السنوات الستين الماضية أو نحو ذلك، بلغت الجاز تطوراً ملحوظاً في المعدلات الفنية، تحفزها العوامل المحلية فضلاً عن التأثيرات والخبرات الخارجية. أصدر مركز أبحاث الموسيقى السويدية الشعبية وموسيقى الجاز لمحة عامة عن موسيقى الجاز في السويد من عمل لارس ويستين.

### العمارة

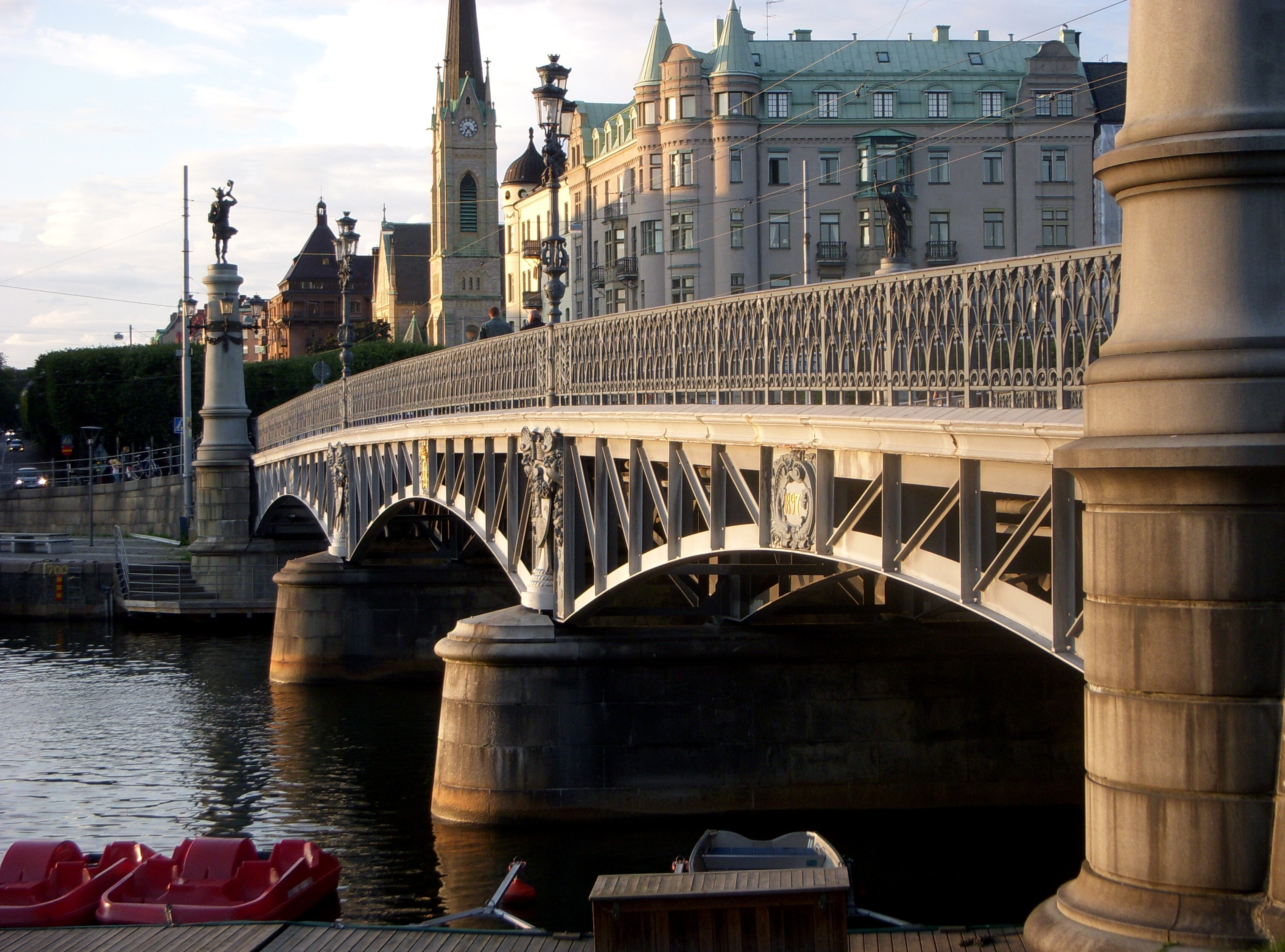
Djurgårdsbron.

قبل القرن الثالث عشر بنيت معظم المباني من الطوب، وبعد ذلك بدأ التحول نحو الحجر. أوائل المباني الحجرية السويدية هي العمارة الرومانية والكنائس القوطية، التي تم بناء العديد منها في سكانيا وبتأثير من الكنائس الدنماركية. وهذا يشمل الرائعة كاتدرائية لوند من القرن الحادي عشر والكنيسة الأصغر إلى حد ما في دالبي، وأيضا العديد من الأثارالمبكرة القوطية ومن خلال الكنائس التي بنيت بتأثيرات من الهانزية الدوري[ ؟ ]، كما هو الحال في يستاد، مالمو وهلسنجبورج.
الكاتدرائياتوكذلك الاسقفيات القوطية بنيت أيضا في أجزاء أخرى من السويد. في كاتدرائية هو من الطوب ليالي من القرن 14، وكاتدرائية أوبسالا في 15. في 1230 أسس في ينشوبينغ الكاتدرائية، وكانت بمادة الحجر الجيري، ولكن البناء استغرق ما يقرب من 250 سنة وحتى النهاية.
بين الأثار الأقدم أيضا بعض الهياكل والقلاع الهامة والمباني التاريخية الأخرى مثل في Borgholm قلعة، Halltorps مانور وEketorp قلعة في جزيرة أولاند، في نيشوبينغ القلعة وفيسبي الجدار الدائري.

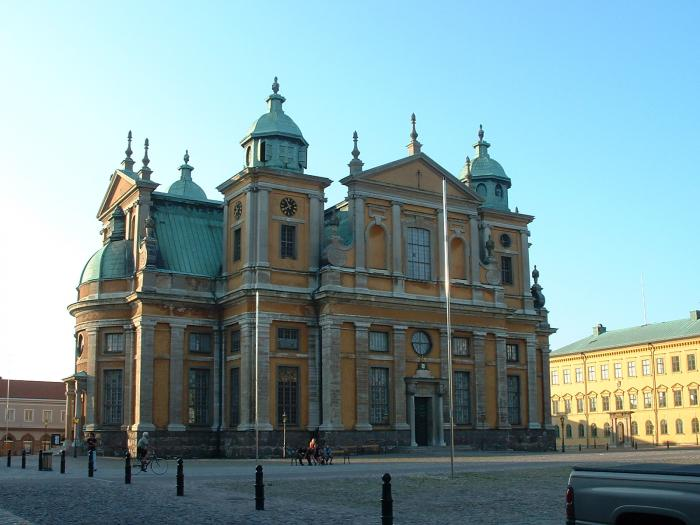
كالمار في كاتدرائية.

حوالي 1520 خرجت السويد من العصور الوسطى لتتوحد تحت قيادة الملك جوستاف فاسا، الذي بادر على الفور لبناءالقصور الكبرى والقلاع والحصون. بعض من أكثر من رائعة تشمل حصن كالمار، وGripsholm القلعة واحد في فادستينة.
في القرنين التاليين، شهدت السويد عمارةالباروك وفي وقت لاحق عمارةالروكوكو. من أهم المشاريع البارزة من ذلك الوقت تشمل مدينة كارلسكرونا، والتي أعلنت من مواقع التراث العالمي قصر دروتنينغهولم.
وفي عام 1930 مع معرض (استوكهولم العظيمة)، شهدت العمارة السويدية انطلاقة العمارة الوظيفية[ ؟ ] "funkis", التي أصبحت معروفة عالميا. وسيطر هذا النمط على العمارة في السويد للعقود التالية. ومن بعض المشاريع السكنية البارزة من هذا النوع كانت مليون برنامج، والتي تقدم السكن بأسعار معقولة، في مجمعات سكنية كبيرة.

### وسائل الإعلام
السويديون من بين أكثر مستهلكي الصحف في العالم حيث توجد تقريباً في كل بلدة صحيفة محلية. الصحف الرئيسية في البلاد التي تصدر صباح كل يوم هي داجنز نيهيتير (ليبرالية) وجوتبورجز بوستن (ليبرالية) وسفنسكا (ليبرالية محافظة) وسيدسفنسكا داجبلاديت (ليبرالية). أكبر جريدتان مسائيتان هما أفتون بلادت (ديمقراطية اشتراكية) واكسبريسن (ليبرالية). أما جريدة مترو انترناشيونال الصباحية المجانية تمولها الإعلانات وتأسست في ستوكهولم. كما توجد جريدة ذا لوكال (ليبرالية) التي تنشر بالإنكليزية.
احتكرت شركات البث الإذاعي العام الإذاعة والتلفزيون لفترة طويلة في السويد. بدأ ترخيص البث الإذاعي الممول في عام 1925. نشأت شبكة راديو ثانية في عام 1954 وثالثة عام 1962 كرد على محطات إذاعة القراصنة. سمح بالإذاعات غير هادفة للربح في عام 1979 والتجارية في عام 1993.
بدأت رخصة التلفزيون الممول رسمياً في عام 1956. ظهرت قناة أخرى TV2 في عام 1969. أدار تلفزيون السويد هاتين القناتين منذ أواخر السبعينات واحتكرتا المشهد حتى الثمانينات عندما أصبح تلفزيون الكابل والأقمار الصناعية متاحاً. كانت أول خدمة بالأقمار الصناعية باللغة السويدية في TV3 التي بدأت البث من لندن في عام 1987. تلتها قناة 5 في عام 1989 (المعروفة آنذاك باسم قناة الشمال) وTV4 في عام 1990.
في عام 1991 أعلنت الحكومة أنها ستبدأ في تلقي الطلبات من شركات التلفزيون الخاصة الراغبة في البث على الشبكة الأرضية. منحت TV4 التي كانت تبث عبر الأقمار الاصطناعية على ترخيص بذلك وبدأت بث برامجها الأرضية في عام 1992، لتصبح بذلك أول قناة خاصة تبث محتوى تلفزيوني من داخل البلد.
حوالي نصف السكان يستخدم الكابل التلفزيوني. بدأ البث الرقمي التلفزيوني في السويد في عام 1999 وألغي آخر بث تماثلي في عام 2007.

### الأدب

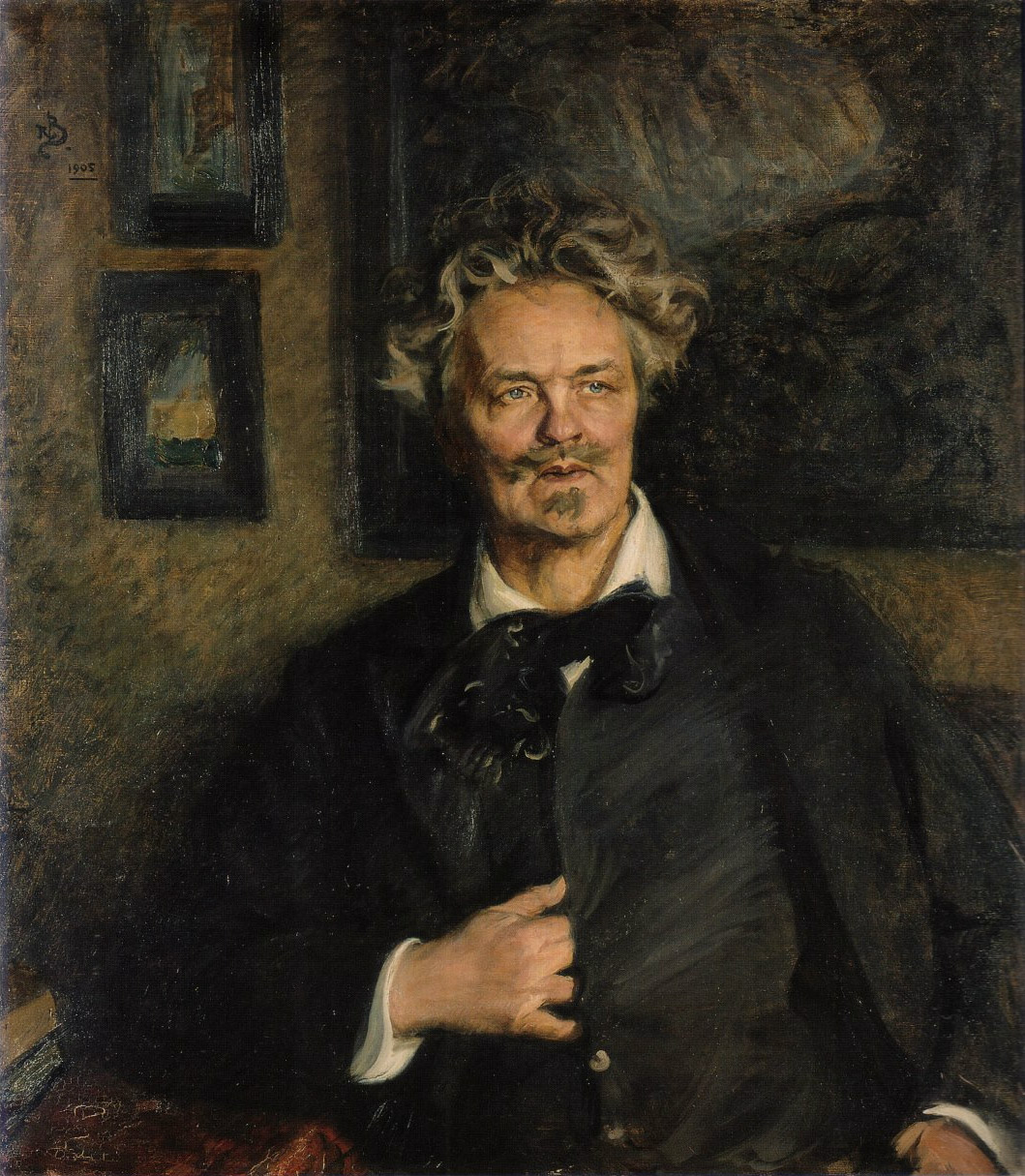
الكاتب والمؤلف المسرحي أوغست ستريندبرغ.

أول نص أدبي في السويد هو الأحجار الرونية المنحوتة في عهد الفايكنغ حوالي عام 800 ميلادية. مع التحول إلى المسيحية حوالي 1100 ميلادية، دخلت السويد العصور الوسطى حيث استخدم الرهبان اللاتينية. لذلك لا يوجد سوى عدد قليل من النصوص السويدية القديمة من تلك الفترة. تعود عملية إيجاد المقاييس وتوحيد اللغة إلى ترجمة الكتاب المقدس إلى اللغة السويدية في عام 1541. تدعى هذه الترجمة أيضاً باسم إنجيل غوستاف فاسا.
مع تطور التعليم والحرية شهد القرن السابع عشر العديد من الكتاب الذي عملوا بؤلفاتهم على تطوير اللغة السويدية بالمصطلحات العلمية. من بين الشخصيات الرئيسية غيورغ ستيرنهيلم (القرن السابع عشر) والذي كان أول من كتب الشعر الكلاسيكي باللغة السويدية؛ يوهان هنريك كيلجرين (القرن الثامن عشر) وهو أول كاتب للنثر السويدي بطلاقة؛ كارل مايكل بيلمان (أواخر القرن الثامن عشر) أول كاتب بورلاسك بالسويدية؛ وأوغست ستريندبرغ (أواخر القرن التاسع عشر) كاتب اجتماعي واقعي وكاتب مسرحي حاز على شهرة عالمية. في أوائل القرن العشرين استمر ظهور كتاب بارزين مثل سلمى لاغرلوف (الحائزة على جائزة نوبل 1909) وفرنر فون هايدنستام (الحائز على جائزة نوبل 1916) وبار لاغركفيست (الحائز على جائزة نوبل 1951).
في العقود الأخيرة، أسس حفنة من الكتاب السويديين أنفسهم على الصعيد الدولي، بما في ذلك الروائي البوليسي هينينغ مانكل وكاتب الخيال الجاسوسي يان غيو. لكن الكاتبة السويدية الوحيدة التي وضعت علامة هامة على أدب الأطفال في العالم هي الكاتبة استريد ليندغرين، ولها كتب عن بيبي ذات الجوارب الطويلة واميل وغيرها. في عام 2008، كانت كتب ستيغ لارسون ثاني أكثر الكتب مبيعات في العالم، حيث ألف القصص البوليسية ميلينيوم. اعتمد لارسون بشكل كبير على مؤلفات ليندغرين باستخدام شخصيتها المركزية ليزبث سالاندر في بيبي ذات الجوارب الطويلة.

### الأعياد والعطلات الرسمية

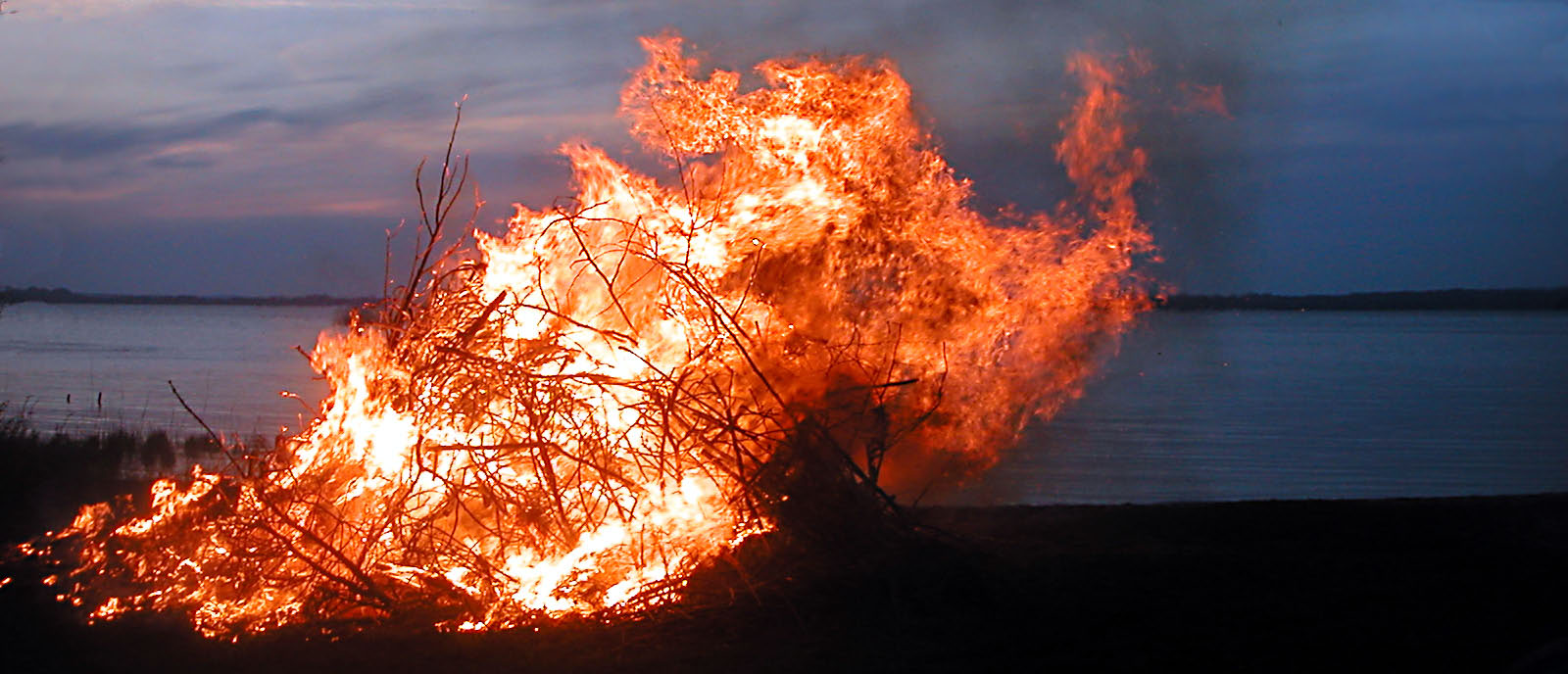
نيران ليلة والبورجيس في السويد.

إضافة إلى الأعياد التقليدية المسيحية البروتستانتية، تحتفل السويد أيضاً ببعض الأعياد الفريدة من نوعها والتي تعود إلى ما قبل المسيحية. تشمل هذه احتفال منتصف الصيف بالانقلاب الصيفي وليلة والبورجيس في 30 أبريل حيث توقد النيران. عيد العمال أو ماي داي في 1 مايو مخصص للمظاهرات الاشتراكية. كما يحتفل على نطاق واسع بيوم القديسة لوسيا مانحة الضياء في 13 ديسمبر، حيث استبدل الأصل الإيطالي باحتفالات تدوم طوال فترة عيد الميلاد.
6 يونيو هو اليوم الوطني للسويد، واعتبارا من عام 2005 عطلة رسمية. علاوة على ذلك، هناك احتفالات رسمية بيوم العلم وبأيام الأسماء في التقويم السويدي. يقيم العديد من السويديين في أغسطس كرافتسكيفور (حفلات عشاء جراد البحر). يحتفل بليلة مارتن من تور في سكانيا في نوفمبر بحفلات مارتن غاس، حيث تقدم أوزة مشوية وسفارتسوبا («الحساء الأسود» يصنع من الأوز والفاكهة والتوابل والمشروبات الروحية ودم الأوز). يحتفل شعب سامي، أحد أقليات السويد الأصلية، بعطلتهم في 6 فبراير كما تحتفل سكانيا بيوم علمها في يوم الثالث من يوليو.

### المطبخ

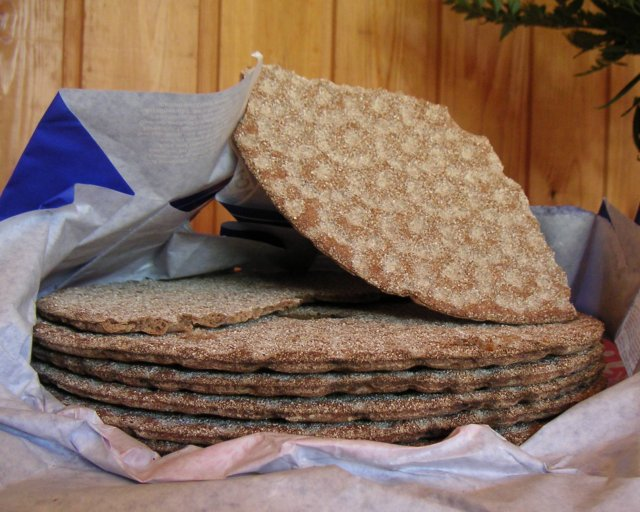
الخبز المقرمش السويدي.

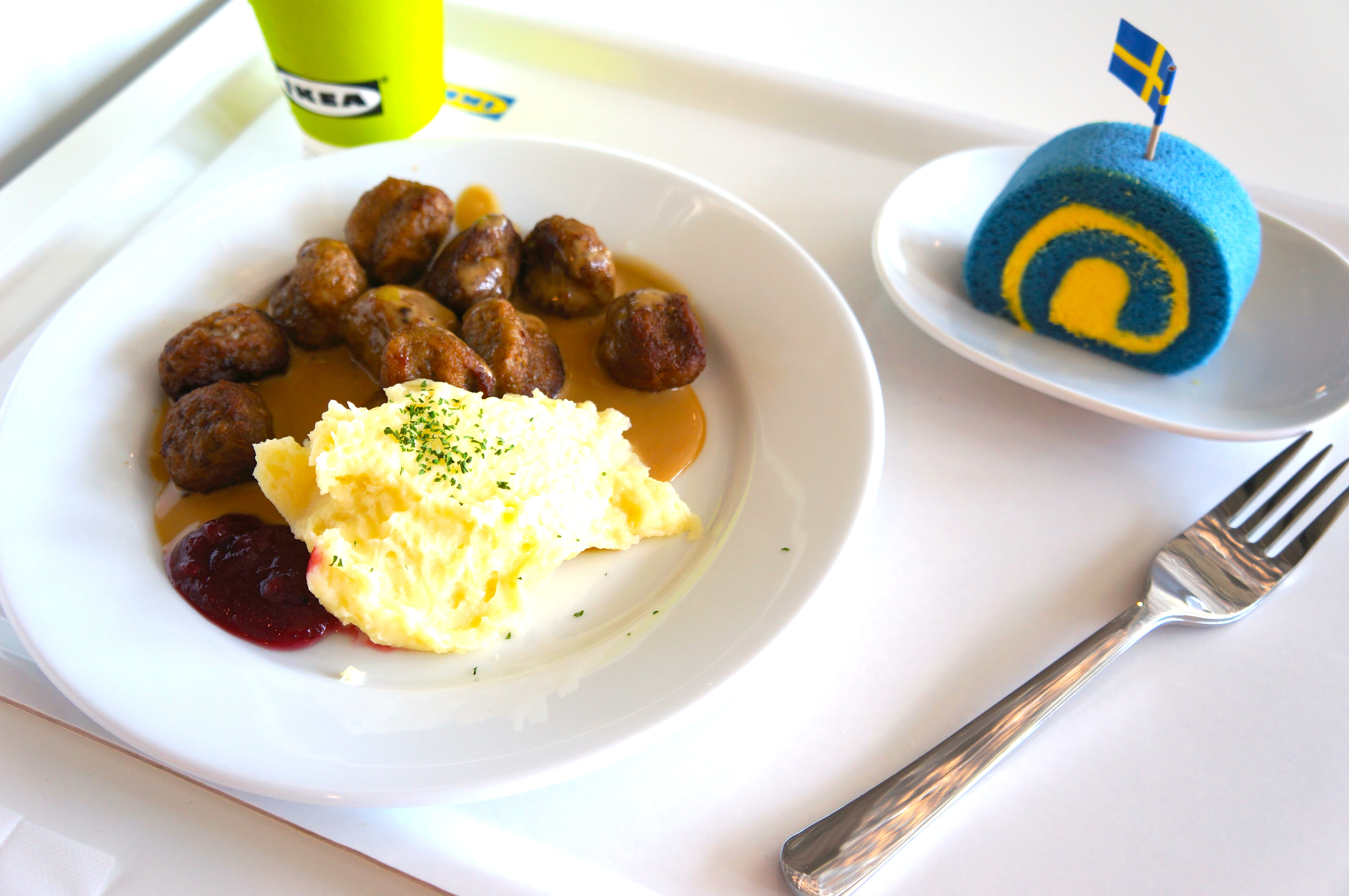
كرات اللحم السويدية مع البطاطا المهروسة، تعد صلصلة اللحم ومربى عنب الثور طبقان تقليديان سويديان مشهوران عالمياًً. الكعكة الزرقاء هي سويسرول.

المطبخ السويدي شأنه في ذلك شأن البلدان الآخران في إسكندنافيا (الدنمارك والنرويج) بسيط تقليدياً. تلعب الأسماك (وخاصة الرنجة) واللحوم والبطاطا دور المكونات الرئيسة. أما التوابل فكانت قليلة. تشمل الأطباق الشهيرة كرات اللحم السويدية، يضاف لها تقليدياً مرق مع بطاطا مسلوقة في مربى التوت البري؛ تضاف الفطائر أو لوتفيسك أو سمورغاسبورد أو بوفيه فخم. أكفافيت هو مشروب كحولي مقطر، وشرب أقداح صغيرة منه ذو أهمية ثقافية. تطور الخبر التقليدي المسطح المقرمش الجاف إلى عدة أنواع معاصرة. من الأغذية ذات الأهمية الإقليمية سورسترومينج (الأسماك المخمرة) في شمال السويد، وثعبان البحر في سكانيا في جنوب السويد.

### السينما
برز السويديون إلى حد ما في مجال الأفلام، حيث اشتهر بعض الممثلين في هوليوود منهم: إنغريد بيرغمان وجريتا جاربو وماكس فون سايدو ودولف لندجرين ولينا أولين وبرت إيكلاند ومود آدامس وستيلان سكارسغارد وبيتر ستورمار وإيزابيلا سكوروبكو وبرنيلا أوغست وآن مارغريت وأنيتا إكبيرج والكسندر سكارسجارد وهارييت اندرسون وبيبي اندرسون وانغريد ثولين ومالين اكيرمان وغونار بيورنستراند. بينما كان من بين المخرجين الذين قدموا العديد من الأفلام الناجحة دولياً: انغمار برغمان ولوكاس موديسون ولاس هالستروم.

### الأزياء
الأزياء مصلحة كبيرة في السويد وتستضيف البلاد مقرات ماركات شهيرة مثل هينيس اند موريتز (اتش اند ام) وجيه.ليندبرج (جيه.ال) وأكني وجينا تريكو وتايغر أوف سويدن وأود مولي وتشيب منداي ود.دينم وغانت وريستيرودس ونودي جينز وغيرها. تتألف هذه الشركات مع ذلك في معظمها من المشترين الذين يستوردون البضائع من جميع أنحاء أوروبا وأمريكا، ويصب هذا الاتجاه في تبعية الأعمال السويدية الاقتصادية المتعددة الجنسيات على غرار العديد من جيرانها.

### الرياضة

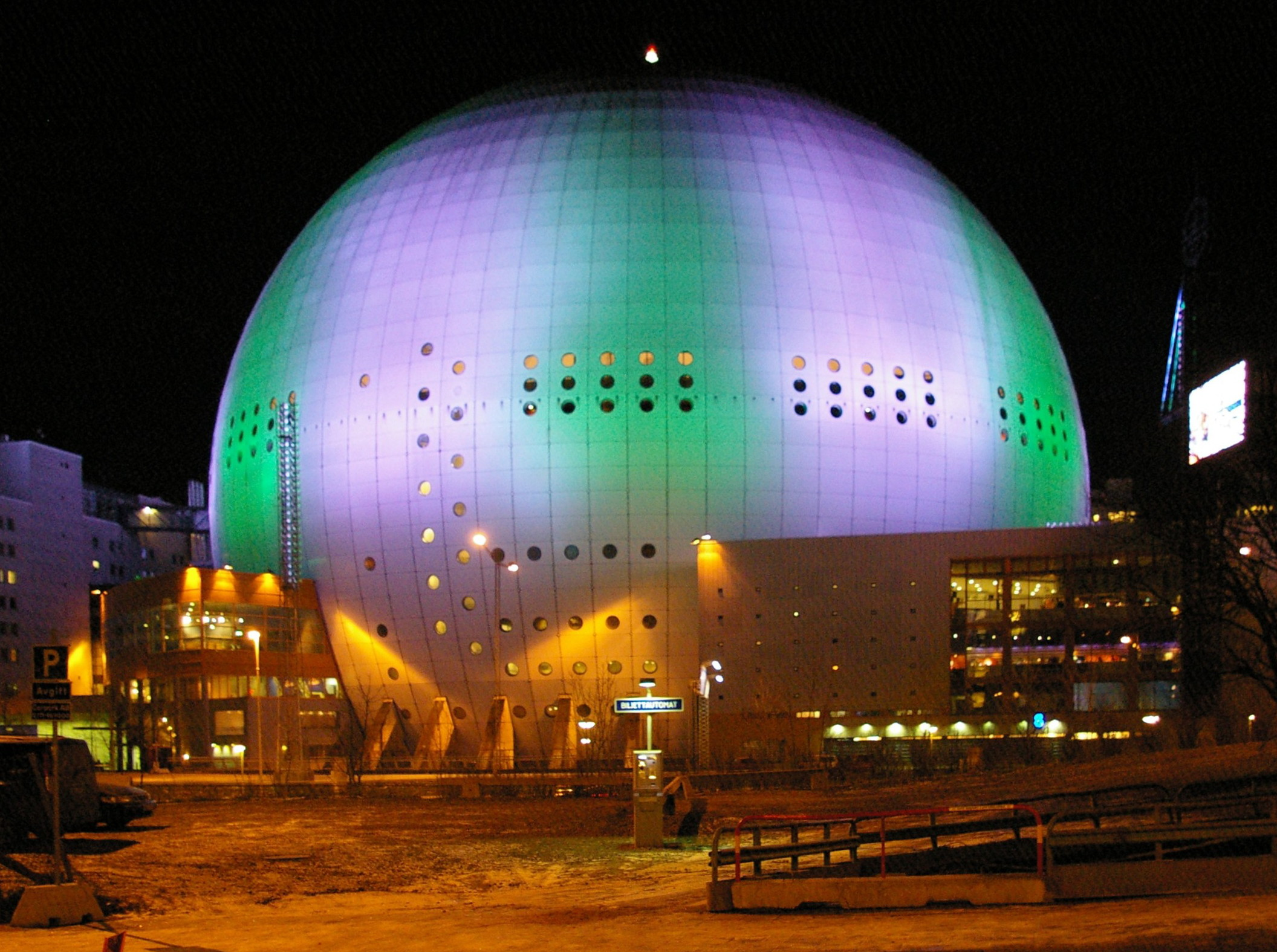
إريكسون غلوب

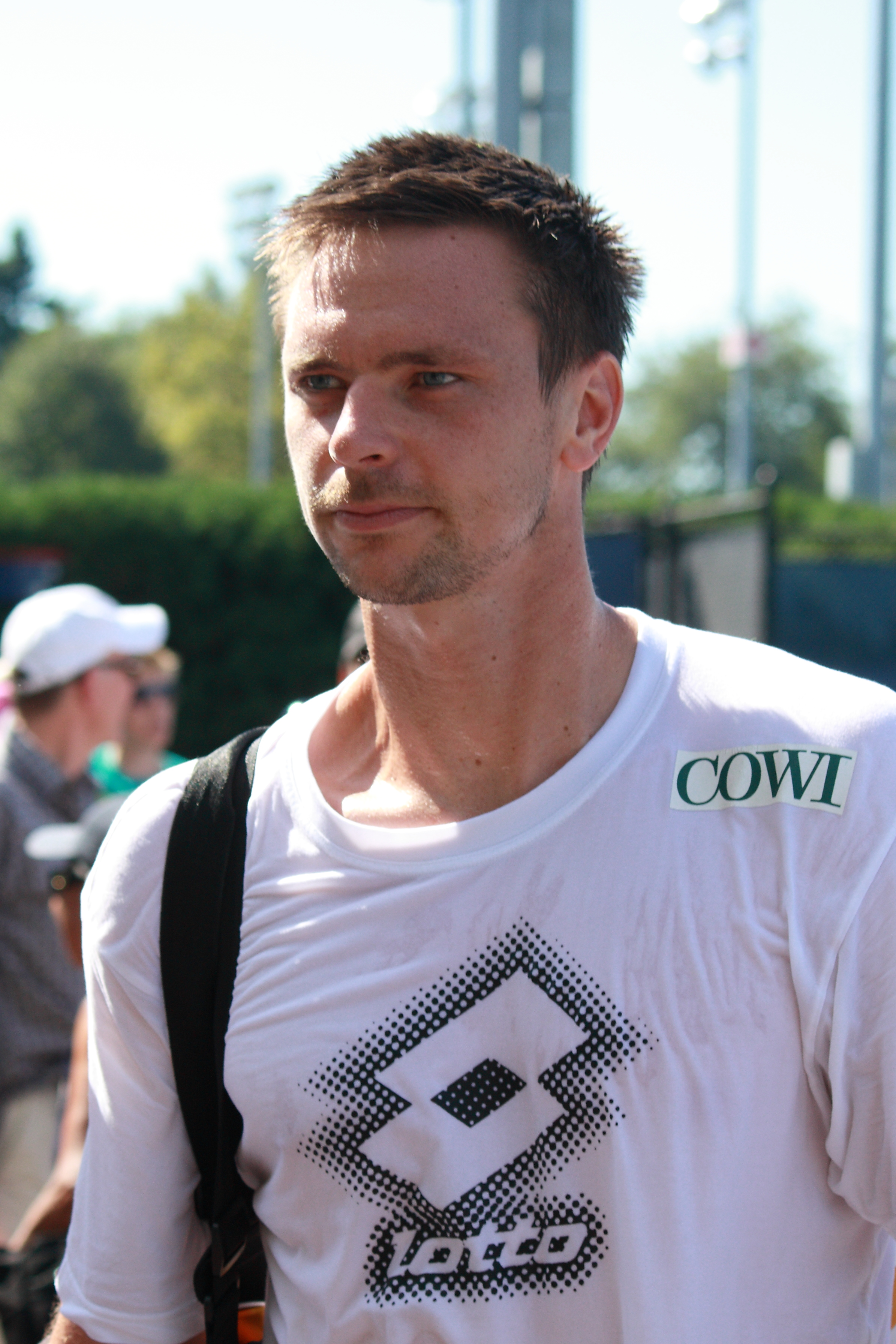
روبن سودرلينغ

تعد النشاطات الرياضية حركة وطنية في السويد حيث يساهم فيها نصف السكان بنشاط، ويعود ذلك إلى الدعم الحكومي الكبير للجمعيات الرياضية. أهم رياضتين هما كرة القدم وهوكي الجليد. يلي كرة القدم، رياضات الفروسية ومن حيث عدد الممارسين ومعظمهم من النساء. بعد ذلك تأتي الغولف وألعاب القوى والرياضات الجماعية مثل كرة اليد وهوكي الصالات وكرة السلة.
يعتبر فريق السويد لهوكي الجليد تري كرونور أحد أفضل الفرق في العالم وحصل على بطولة العالم ثماني مرات، مما يجعله الثالث في جدول الميداليات. كما أحرزوا الميداليات الذهبية الأولمبية في عامي 1994 و2006. في عام 2006، أصبح تري كرونور أول فريق دولة في التاريخ، يحرز ذهبية الألعاب الأولمبية وبطولة العالم في العام نفسه. شهد الفريق السويدي لكرة القدم نجاحاً في نهائيات كأس العالم في الماضي، واحتل المركز الثاني عندما استضافت البلاد البطولة في عام 1958، والمركز الثالث مرتين، في عامي 1950 و1994.
تتمتع ألعاب القوى بشعبية متزايدة بسبب العديد من الرياضيين الذين نجحوا في السنوات الأخيرة، مثل كارولينا كلوفت، ستيفان هولم وكريستيان اولسون وباتريك سيوبيرج ويوهان ويزمان وكايسا بيركفيست.

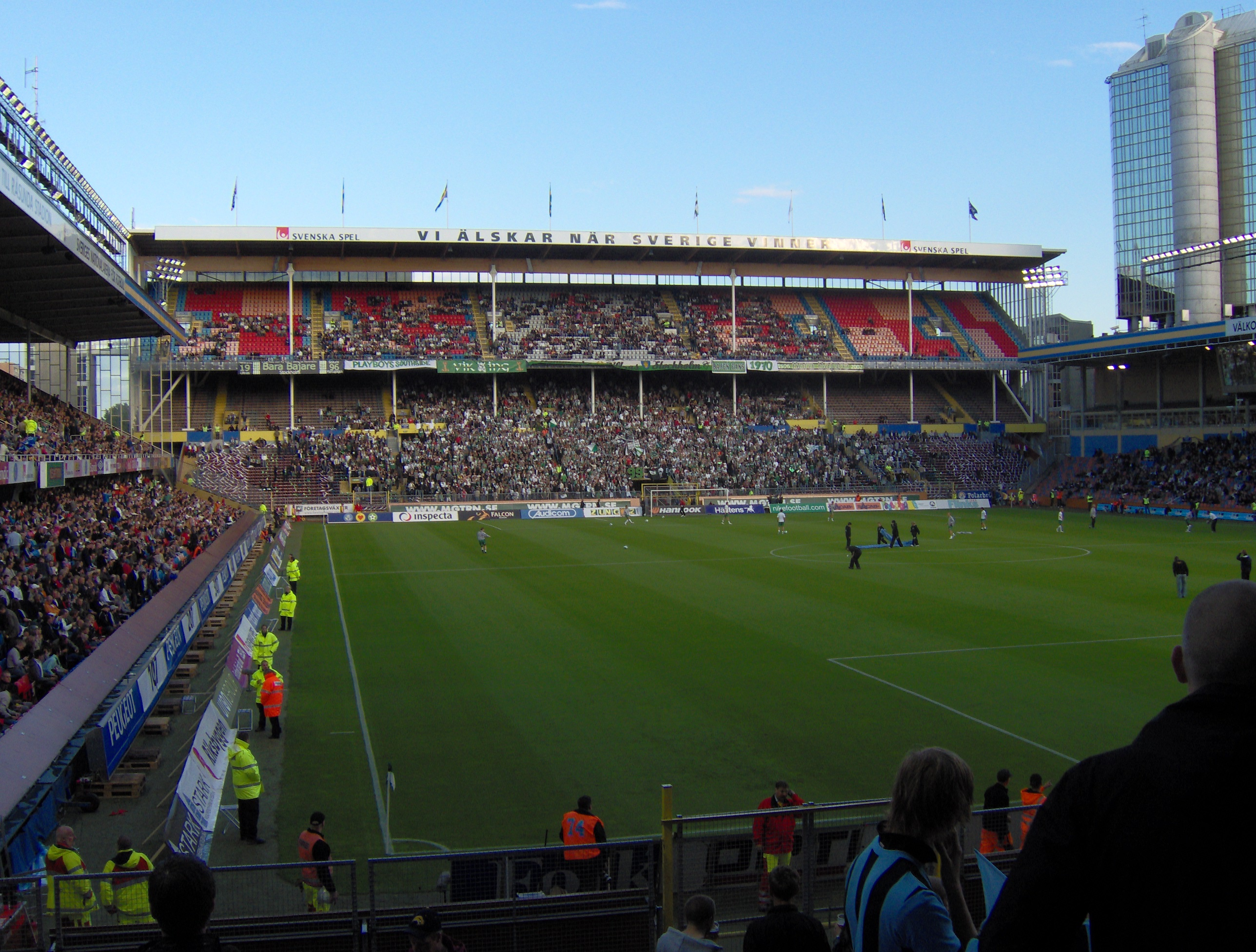
ملعب راسوندا.

كما أن السويد هي سابع أنجح بلد في دورة الألعاب الأولمبية في التاريخ في عام 2010.
تمارس لعبة برانبول في المدارس وعلى المروج في الحدائق وهي لعبة شبيهة بالبيسبول وتمارس عادة من أجل المتعة. من الرياضات الترفيهية الأخرى لعبة كوب التاريخية والبولز بين الجيل الأكبر سناً.
استضافت السويد الألعاب الأولمبية الصيفية 1912 وكأس العالم 1958 وغيرها من الأحداث الرياضية الكبرى مثل بطولة أمم أوروبا 1992 وكأس العالم للسيدات 1995 والعديد من بطولات هوكي الجليد والكيرلنج وألعاب القوى والتزلج والتزلج الفني على الجليد والسباحة.

## مزيد من القراءة
- نانو، فريدريك س (1970). «السويد: شعبها وأرضها»؛ ترجمة: مقار، رجائي نجيب، مكتبة النهضة المصرية، القاهرة
- راغب، طلعت محمد (1944). «السويد»، ستكهولم، السويد

## وصلات خارجية
- بوابة السويد الرسمية
- حكومة السويد
- برلمان السويد
- الموقع الرسمي للقصر الملكي

1. ↑  Percentage is more than 100 due to rounding.